# Вагон метро 81-717/714
Вагони метрополітену моделей 81-717 (головний) та 81-714 (проміжний), або просто «Номерні», були розроблені Митищинським машинобудівним заводом у другій половині 1970-х років. Випускався Митищинським машинобудівним заводом з 1976 по 2021 роки і Ленінградським вагонобудівним заводом ім. І. Є. Єгорова з 1980 по 1995 рік.
Вони були створені як тестові, для випробування частини обладнання, яке пізніше передбачалося застосувати на вагонах типу «И», однак у зв'язку з тим, що їхнє виробництво затягувалося, а на випробуваннях вже випущених виявлялося безліч недоліків, та ще й у той час, коли в радянських метрополітенах стояла проблема гострої нестачі рухомого складу, саме «номерні» і було вирішено запустити в масове виробництво, що в результаті зробило їх світовими лідерами як за поширеністю (18 міст країн пострадянського простору і Варшавського договору), так і за тривалістю виробництва — з 1976 по 2021. Поєднання тривалості виробництва та їх спочатку тимчасове призначення призвело до того, що стосовно них також використовують фразу Альберта Джея Нока «Немає нічого більш постійного, ніж тимчасове».
Від попередніх моделей відрізняються не тільки екстер'єром кабіни головного вагона та потужнішими двигунами, а й відсутністю кабін машиніста в проміжних вагонах, а також ширшим застосуванням електроніки в приладах управління. Конструктивно є проміжною ланкою між вагонами типів «Е» і «И» і мають безліч різних модифікацій. У метрополітенах низки міст країн СНД та Євросоюзу вагони моделі 81-717/714 та їх модифікації виконують основний обсяг перевезень, проте починаючи з 2010-х років ведеться їхня поетапна заміна на вагони нового покоління.

## Передісторія

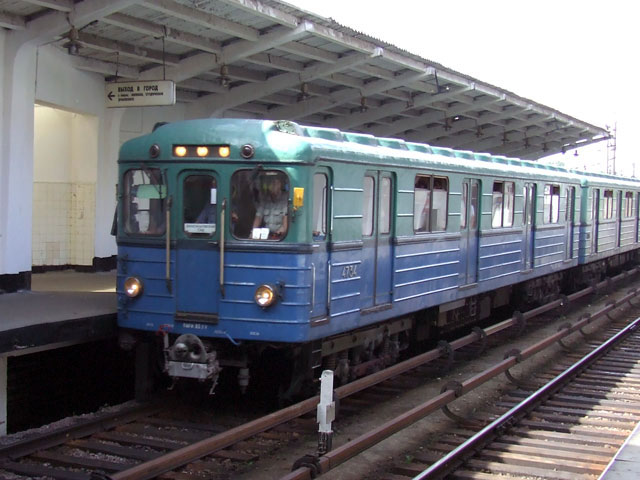
Електропоїзд серії «Е» у 2006 році

До 1970-х років основу вагонного парку метрополітенів у низці міст Радянського Союзу та деяких інших країн Варшавського договору становили вагони типу Е та їх різновиди (Еж, Ем, Ечс та інші). Ці вагони випускалися радянським Митищинським машинобудівним заводом з 1959 року (серійне виробництво з 1963 року), так само, як їхні попередники, мали сталеві кузови та реостатно-контакторну систему керування (електрообладнання постачав завод «Динамо»).
У 1973 році на Митищинському машинобудівному заводі під керівництвом головного конструктора заводу Акімова були розроблені, а до кінця року побудовані 3 дослідних вагона, з яких склали експериментальний поїзд. Ці вагони, які отримали позначення типу И (заводське позначення головний вагон — 81-715, проміжний — 81-716), значно відрізнялися від попередніх моделей. Кузови вагонів були виготовлені з алюмінієвих сплавів, що дозволило знизити вагу тари вагона на 2 тонни. У вагонах були застосовані примусова вентиляція і люмінесцентне освітлення салонів, в ресорному підвішуванні застосовані пневморесори, а в проміжних вагонах були ліквідовані кабіни машиніста. Останнє, в поєднанні з опуклими стінками кузова (для більш повного використання габариту тунелів), дозволило значно збільшити площу пасажирського салону вагона, а отже, і збільшити пасажиромісткість поїзда.

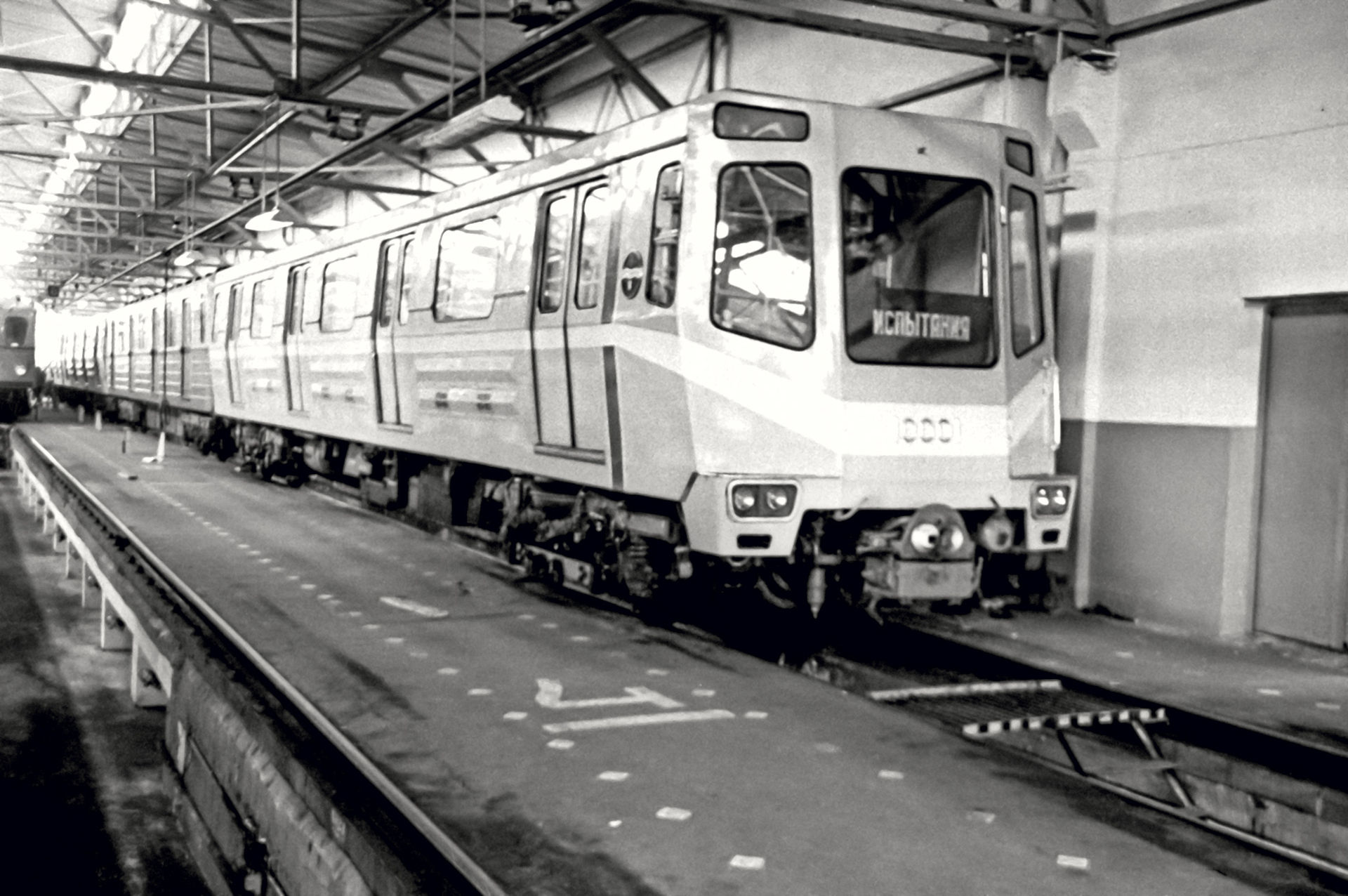
Дослідні вагони типу И

Вагони типу И в порівнянні з попередніми типами мали цілу низку переваг: більша пасажиромісткість, повніше використання габариту, інтенсивніший розгін. Однак заводи, що випускають вагони метро, були не готові в короткий термін налагодити випуск алюмінієвих кузовів, до того ж система імпульсного регулювання напруги вимагала доопрацювання. В результаті було вирішено випустити дослідну партію вагонів, які були перехідною ланкою від типу Еж3 до типу И.

### Іменування
Відомі як 81-а серія (так їх, зокрема, офіційно називає Петербурзький метрополітен), проте дане найменування докорінно некоректне, адже цифровий індекс «81» це, в принципі, не серія і використовується в позначенні всіх вагонів метрополітену, вироблених на території РФ, а сама модель за рахунком не є «81-м виробленим типом вагона» (починаючи з першого випущеного Митищинським машинобудівним заводом вагона типу «А»). Тому найбільше дані моделі вагонів відомі під прізвиськом «Номерні» (причому тепер воно згадується в офіційних джерелах, раніше в них використовувалося тільки цифрове позначення), оскільки це єдина модель з усіх, яка в принципі коли-небудь існувала і використовувалася в СРСР (крім 81-718/719) та країнах пострадянського простору (крім Києва та Харкова), а також у містах країн її експортних поставок (Угорщини, Польщі, Болгарії та Чехії), не має жодного літерного позначення типу, лише цифрове найменування, у зв'язку з чим було введено Єдину систему класифікації рухомого складу. Згодом вона поширилася на всі вагони, що випускалися в СРСР, а також раніше вже випущених, що випускаються в Росії і випущені на пострадянському просторі (зокрема, в Україні), що, у свою чергу, пов'язано з тим, що вагони 81-717/714 спочатку передбачалися тимчасовими — для тестування частини обладнання, яке пізніше збиралися використовувати на моделях, що плануються бути більш досконалими для того часу, — вагонах типів 81-715.1/716.1 «И» та їх модифікаціях.
Зокрема також свою неофіційну назву мають моделі вагонів 81-540.2/541.2 та 81-540.1/541.1 — «Прибулець» та «Боїнг», що пов'язано з нетиповою формою лобової частини головного вагона 81-540.2 та з сучасною для 1990-х років технікою в кабіні, що нагадує кабіну пілота літака у попередника моделей 81-540.1/541.1 — 81-550/551/552.

## Базова (оригінальна) модель

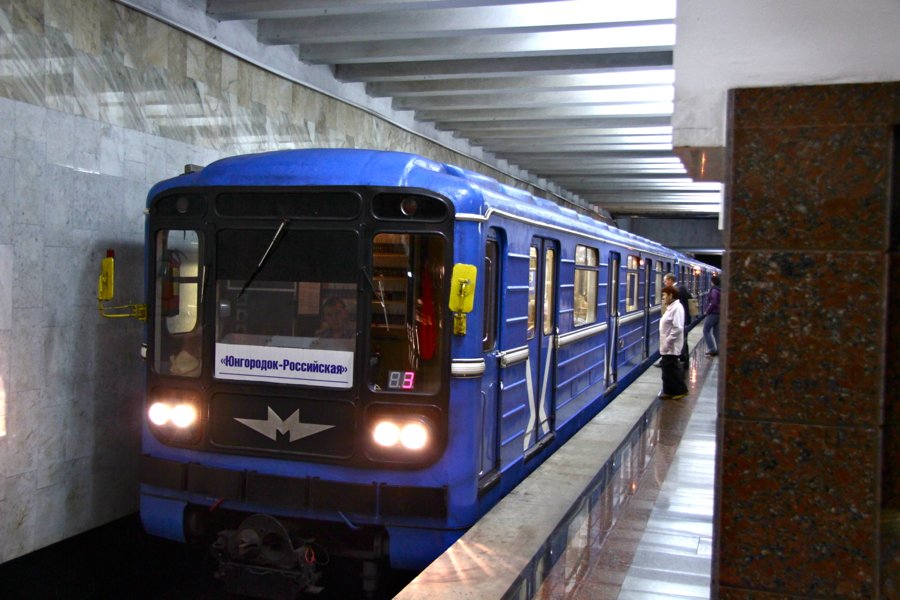
Головний вагон 81-717 з початковою конструкцією та розташуванням фар у Самарському метрополітені

На початку 1970-х років на заводі вже було розроблено проект проміжного вагона без кабіни машиніста (заводське позначення 81-714), який конструктивно був поліпшеним варіантом так і не побудованого вагона типу Еж2. Також завод розробив і проект головного вагона, якому надали заводське позначення 81-717. За цими проектами в першій половині 1976 року Митищинський машинобудівний завод випустив 6 дослідних вагонів: 3 головних (№ 5846, 5854, 5855) і 3 проміжних (№ 5837, 5867, 5868) .
Кузов вагонів 81-717 і 81-714 являв собою модернізований кузов останніх модифікацій вагонів типу Е, тому мав такі ж основні розміри. По більшості обладнання (мотор-компресор, пневматичне обладнання, акумуляторні батареї) та оформлення пасажирських салонів нові вагони були схожі з вагонами типу Еж3. Також у них схожа (за деякими винятками) схема роботи силових електричних ланцюгів (в тому числі і наявність реостатного гальмування).
Зовнішні зміни полягали перш за все в тому, що з проміжних вагонів були прибрані кабіни машиніста, що існували в кожному вагоні всіх попередніх типів, а на лобовій частині головного вагону були прибрані торцеві перехідні двері. Замість неї на лобовій частині головних вагонів стали встановлювати велике вітрове скло, по обидва боки якого розміщувалася пара вікон поменьше. При цьому сидіння машиніста, а також органи управління поїздом перемістилися з правої частини кабіни в середину перед великим вітровим вікном. Для живлення ланцюгів управління і заряду акумуляторних батарей став використовуватися електронний блок живлення власних потреб, а освітлення в салонах здійснюється за допомогою люмінесцентних ламп. У зв'язку із застосуванням більш потужних двигунів, збільшенням маси тари вагонів, а також підвищенням завантаження проміжного вагона були підкачані посилені вагонні візки з безмоментною системою підвіски тягових двигунів, збільшеним діаметром осей колісних пар і з більш жорстким ресорним підвішуванням.
На відміну від попередніх моделей вагонів метро, вагони 81-717 і 81-714 не отримали літерного позначення типу, що було пов'язано, перш за все, з тим, що вони були створені як тестові, тимчасові — для випробування частини обладнання, яке пізніше передбачалося застосувати на вагонах типу И. Однак затримка з освоєнням випуску алюмінієвих кузовів і пускових імпульсних регуляторів (тиристорно-імпульсна система керування), та ще й у той час, коли радянські метрополітени гостро потребували нових типів вагонів з вищою вихідною потужністю, призвела до того, що було вирішено саме ці дві дослідні моделі вагонів метро запустити у серійне виробництво.
Це було здійснено у середині 1978 року на Митищинському машинобудівному заводі. Їх запуск у серійне виробництво в кінцевому підсумку призвів до того, що модель стала наймасовішою і є рекордсменом по часу виробництва де-небудь і коли-небудь у світі.
Вагони 81-717 Митищинського машинобудівного заводу почали одержувати нумерацію від № 9050, 81-714 — від № 9350. Оскільки потужностей одного заводу не вистачало, то з січня 1980 року на Ленінградському вагонобудівному заводі ім. І. Є. Єгорова розпочався випуск вагонів моделі 81-717 (з № 8400), а із серпня того ж року вагонів 81-714 (з № 7202). При цьому Ленінградський вагонобудівний завод вніс ряд змін до креслень вагонів, що дозволило використовувати для виробництва елементи модернізованого кузова вагонів Ем-508Т, Ема-502 та Ем-501. Для прискорення виробництва вагонів метрополітену з середини 1980 року на Калінінському вагонобудівному заводі почався випуск візків для вагонів 81-717, а з 1985 року і для вагонів 81-714.
Цей тип досі залишається найпоширенішим в Узбекистані та в Україні.
У 2017 році після капітально-відновлювального ремонту в Петербурзькому метрополітені у свій первозданний вигляд (з «підскляним» розташуванням фар та логотипом заводу «Метровагонмаш» між ними) повернули перший серійний вагон типу 81-717 № 9050. Планується, що вагони серії 81-717/714 остаточно залишать три останні лінії Московського метрополітену — Сокольницьку, Замоскворецьку та Люблінсько-Дмитровську до 2040 року.

## Модифікації

### 81-717.1/714.1 (Прага)

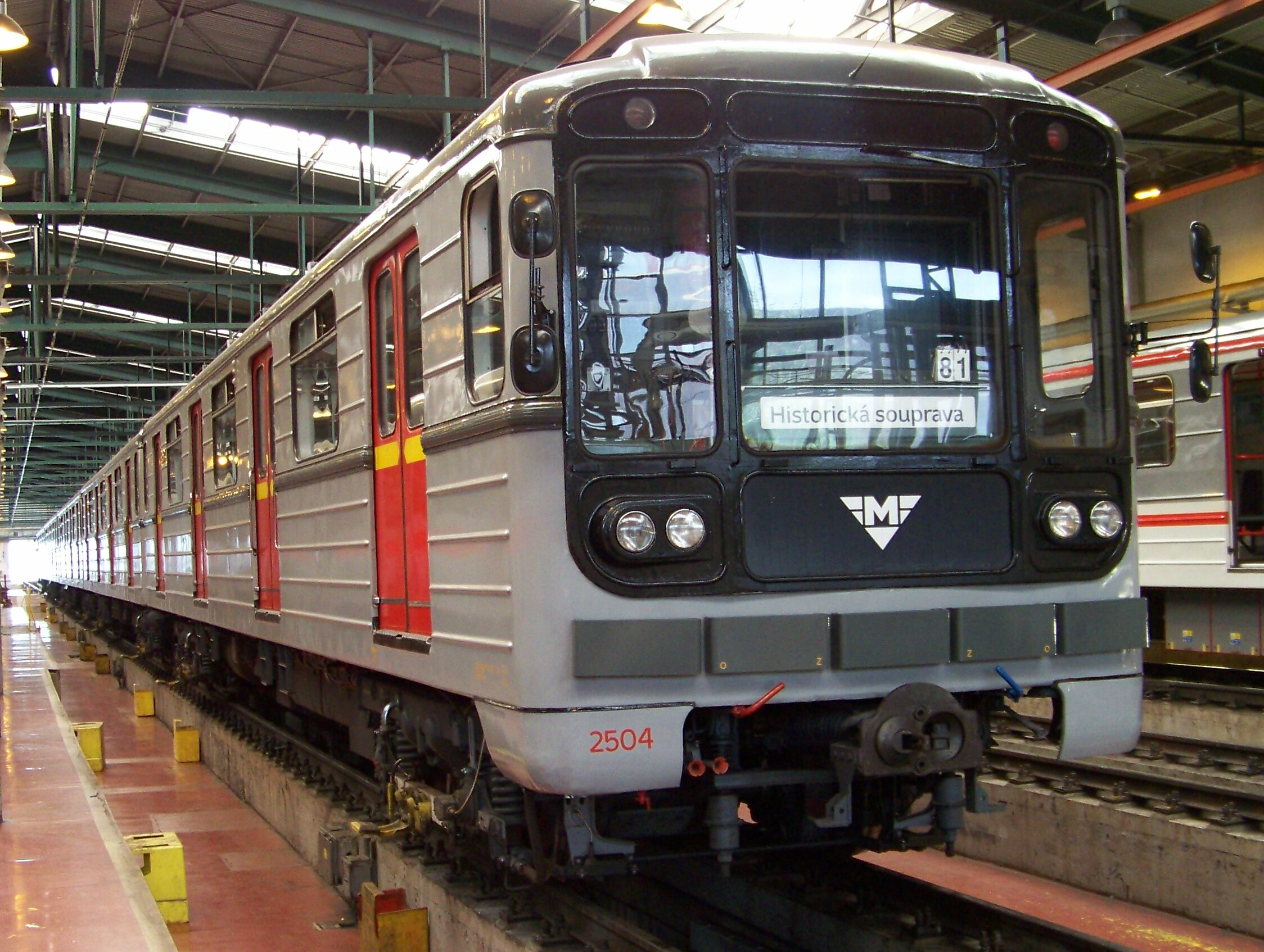
Вагон 81-717.1/714.1

Після випробувань у 1976—1977 роках дослідних вагонів типів 81-717 та 81-714 було вирішено налагодити їх серійне виробництво. Новими вагонами зацікавилося керівництво Празького метрополітену, відкриття нової лінії якого було заплановано на 1978 рік. Тому в 1977 році на Митищинському машинобудівному заводі були розроблені та пішли у серійне виробництво моделі нових вагонів метро для Праги, що одержали позначення 81-717.1 (головні вагони) та 81-714.1 (проміжні).
До середини 1978 року було виконано замовлення виготовлення 68 вагонів 81-717.1/714.1 і лише з червня 1978 року ММЗ приступив до випуску метровагонів 81-717/714 для Москви. Пізніше були нові поставки вагонів метро до Чехословаччини, всього в Митищах з 1978 по 1990 рік було випущено 204 вагони типу 81-717.1 і 303 вагони типу 81-714.1.
6 листопада 2003 року експлуатація вагонів 81-717.1/714.1 завершилася на лінії «С», у 2006 році — на лінії «А», а 2 липня 2009 року експлуатація вагонів 81-717.1/714.1 на лінії «В», а тим самим і у всій системі Празького метрополітену.
Станом на початок 2005 року в Празі було списано 4 електровагони типу 81-717.1 № 2102, 2107, 2133, 2325 та один вагон типу 81-714.1 № 2490. Головний вагон № 2129 відданий фірмі Škoda Plzen для випробувань, на базі метровагону № 2148 фірмою Siemens створено експериментальний вагон метро на IGBT-транзисторах. Першим вагоном нового музейного складу став електровагон типу 81-714.1 № 2213.
Було збережено повноцінний музейний склад 81-717.1/714.1 з вагонів 2159—2213—2429—2637—2504, який виїжджає на лінію у свята та в ювілеї Празького метрополітену. Ще один головний вагон 81-717.1 № 2374 було відправлено до музею міського громадського транспорту Стршешовіце 18 жовтня 2010 року. Вагони 81-717.1 № 2395 та № 2501 були викуплені проектом «Карконоське метро» і відправлені на остравський завод Вітковіце «для дослідження різних типів тягових приводів» на майбутній лінії до Пеці-под-Снежкоу. Використовувалися у Вітковицькому промисловому ареалі для розважальних подорожей публіки.
- Відео прибуття поїзда на станцію

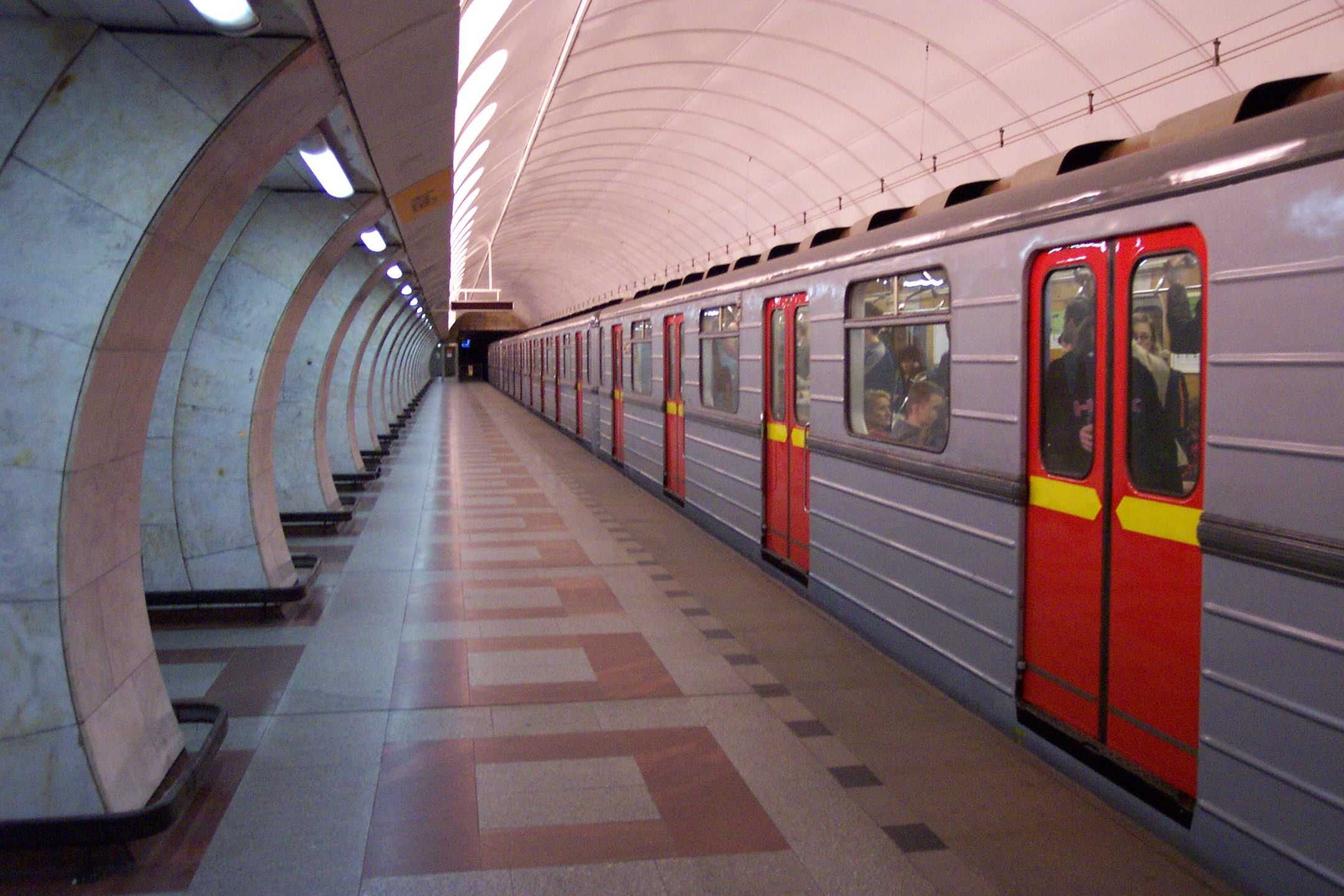
Поїзд 81-717.1/81-714.1 на станції
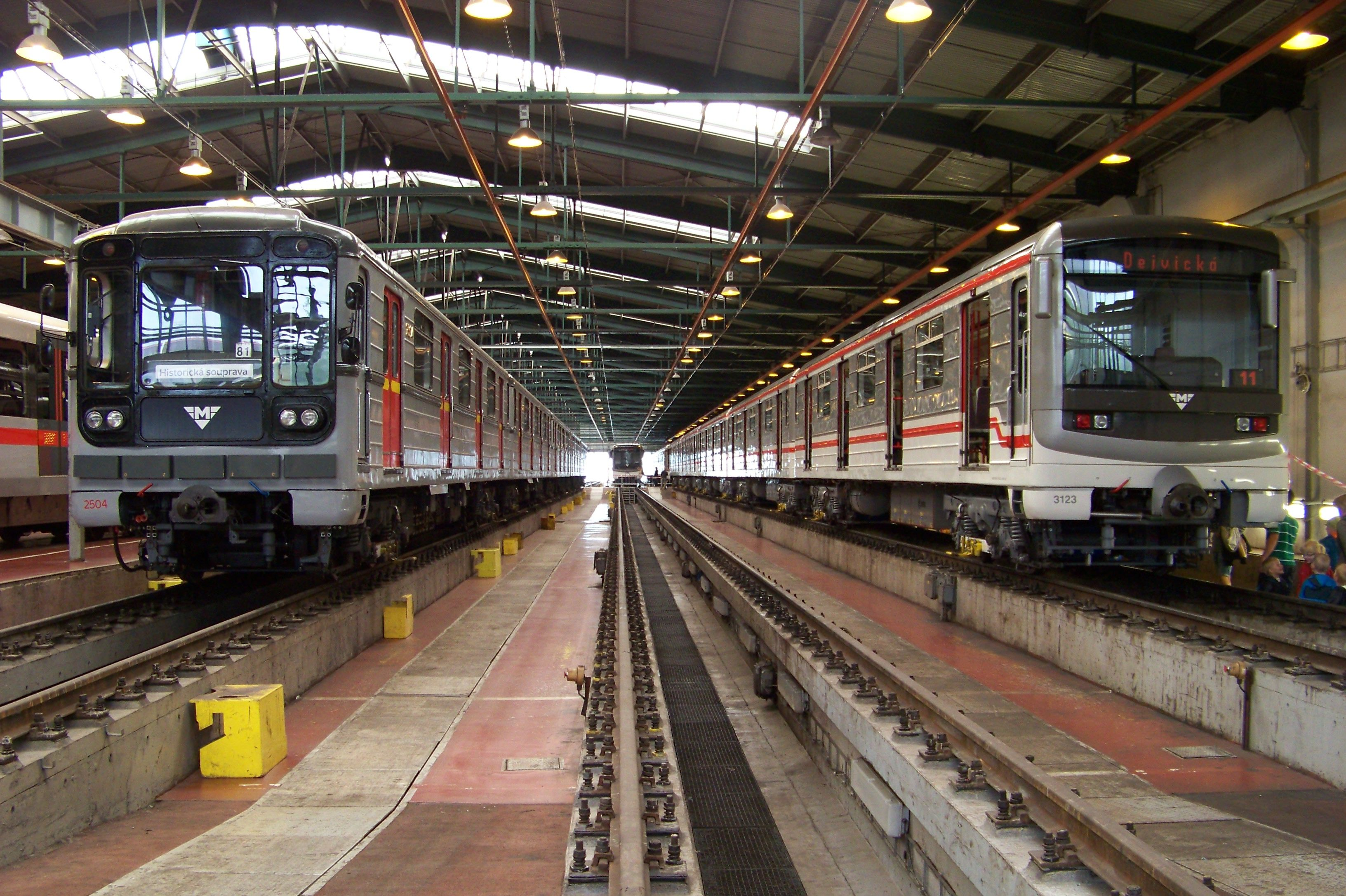
81-717.1/714.1 (ліворуч) та 81-717.1M/714.1M (праворуч)

#### 81-717.1M/714.1M

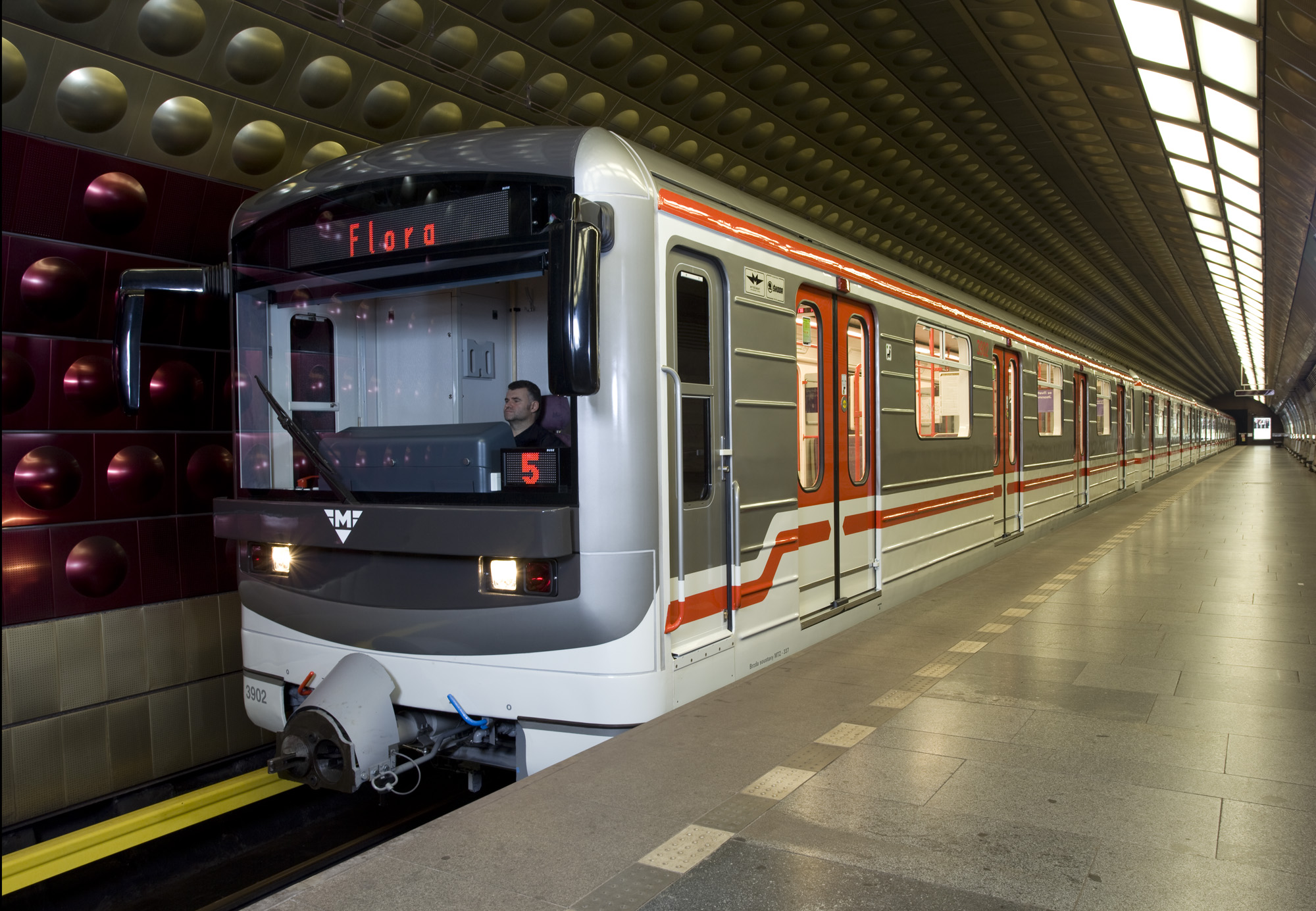
Вагон 81-717.1M

У 1994 році керівництвом Празького метрополітену було прийнято рішення про модернізацію вже наявних вагонів 81-717.1/714.1 через їхнє фізичне та моральне старіння та нестачу коштів на закупівлю нових поїздів. У 1994 році перший п'ятивагонний склад був відправлений на завод Škoda до Пльзені. Основним завданням модернізації було продовження терміну експлуатації щонайменше на 15 років, заміна застарілого обладнання, підвищення надійності експлуатації та зменшення енергоспоживання.
Перший модернізований вагон прибув з Пльзеня до Празького електродепо Качеров 1 травня 1996 року і після випробувань надійшов в експлуатацію на лінію C, а незабаром була запущена серійна модернізація поїздів.
З 2000 по 2011 рік Празький метрополітен проводив комплексну модернізацію вагонів 81-717.1/714.1 із заміною обладнання, покращенням екстер'єру та інтер'єру, а також зміною бортових номерів. Модернізовані вагони отримали позначення 81-717.1М/714.1М.
На основі вагонів 81-717.1/714.1 було створено три типи вагонів 81-717.1M/714.1M :
- 2Mt (81-717.1М) — головний моторний вагон, оснащений акумуляторами та запобіжниками;
- 3Mt (81-714.1М) — проміжний моторний вагон, оснащений акумуляторними батареями;
- 4Mt (81-714-01.1М) — проміжний моторний вагон, оснащений генераторами та компресорами.

Потяги 81-717.1M/714.1М стали формуватися за схемою 2 Mt + 3 Mt + 4 Mt + 3 Mt + 2 Mt.
Основною зовнішньою відмінністю нових вагонів стала нова маска кабіни машиніста з лобовим склом на всю ширину вагона та прямокутними фарами (автор — художник Франтішек Пелікан). У кабіні машиніста було встановлено новий пульт керування, який став розміщуватися у центрі вагона. Салон також піддався серйозному оновленню — замість традиційно розташованих уздовж проходу бічних диванів, орієнтованих до центрального проходу поперек напрямку руху, стали встановлюватися двомісні та одномісні сидіння з м'якими вставками фіолетового кольору, здебільшого орієнтовані вздовж напрямку руху, частина сидінь зберегла розташування. У салоні були встановлені нові поручні, дві інтегровані у стелю лінії світильників, спинки для інвалідних візків. У центрі стелі були розміщені інформаційні табло типу рядок, що біжить, які відображають назви поточної або наступної станції та інші оголошення. Діапазон нумерації у головних вагонів змінився з 21**, 23**, 25** на 31**, 33**, 35**, у проміжних з 22**, 24**, 26**, 28**, на 32**, 34**, 36** та 38**.
У 2005 році на базі вагонів 81-717.1M побудовано вагон Škoda 6Mt (заводське позначення 81-717-02.1М).

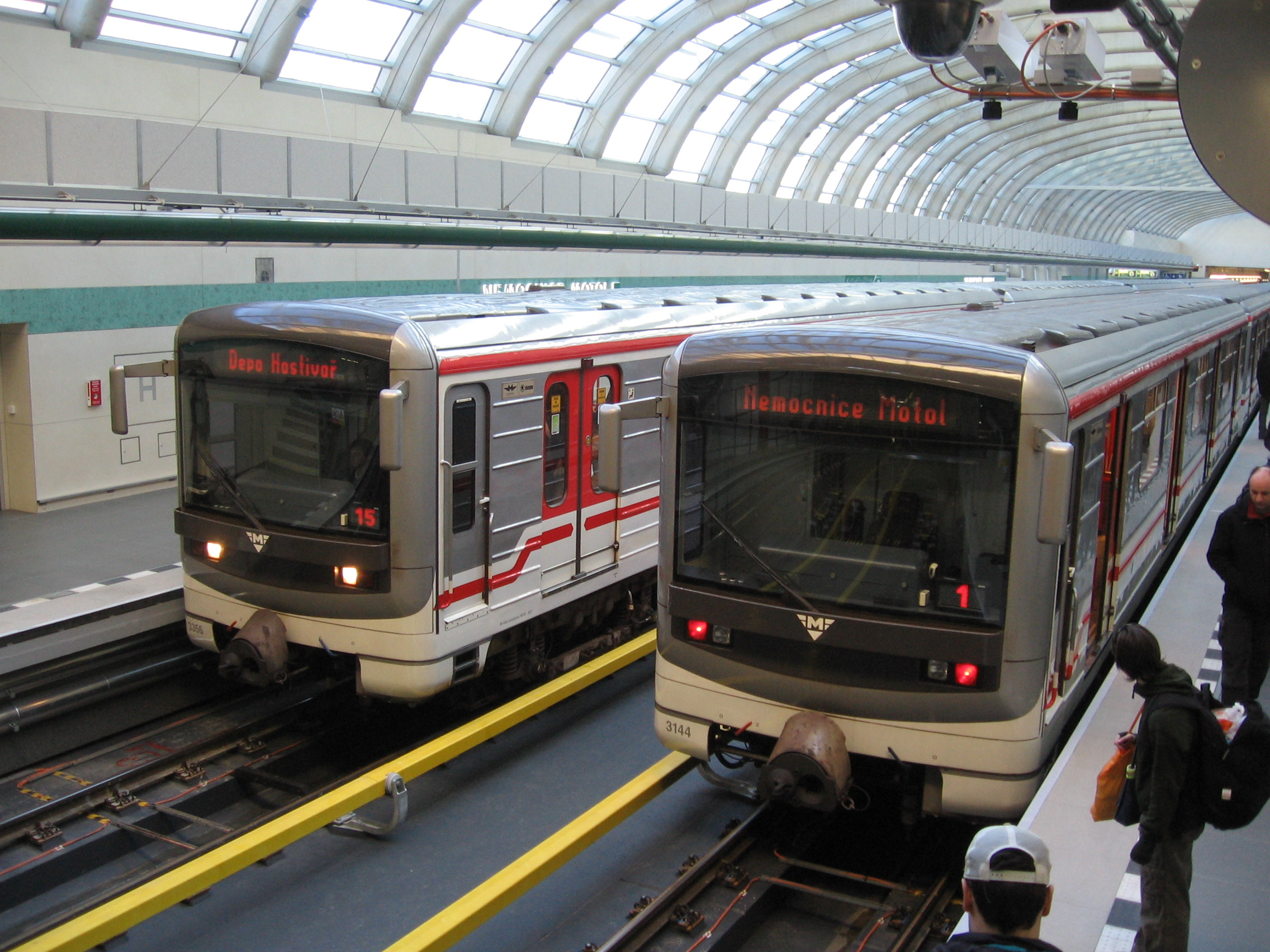
Поїзди 81-717.1M/714.1M на станції
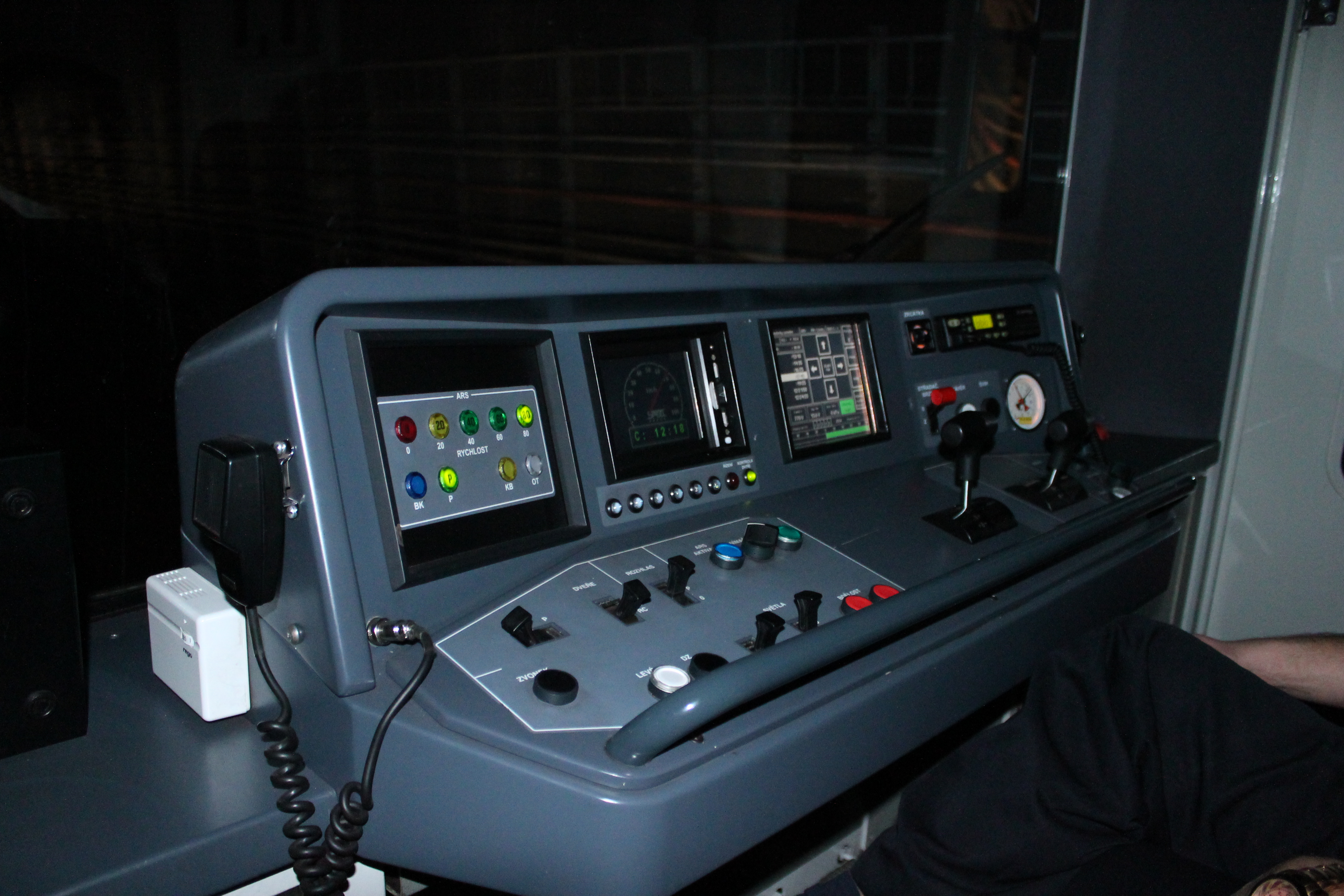
Кабіна машиніста
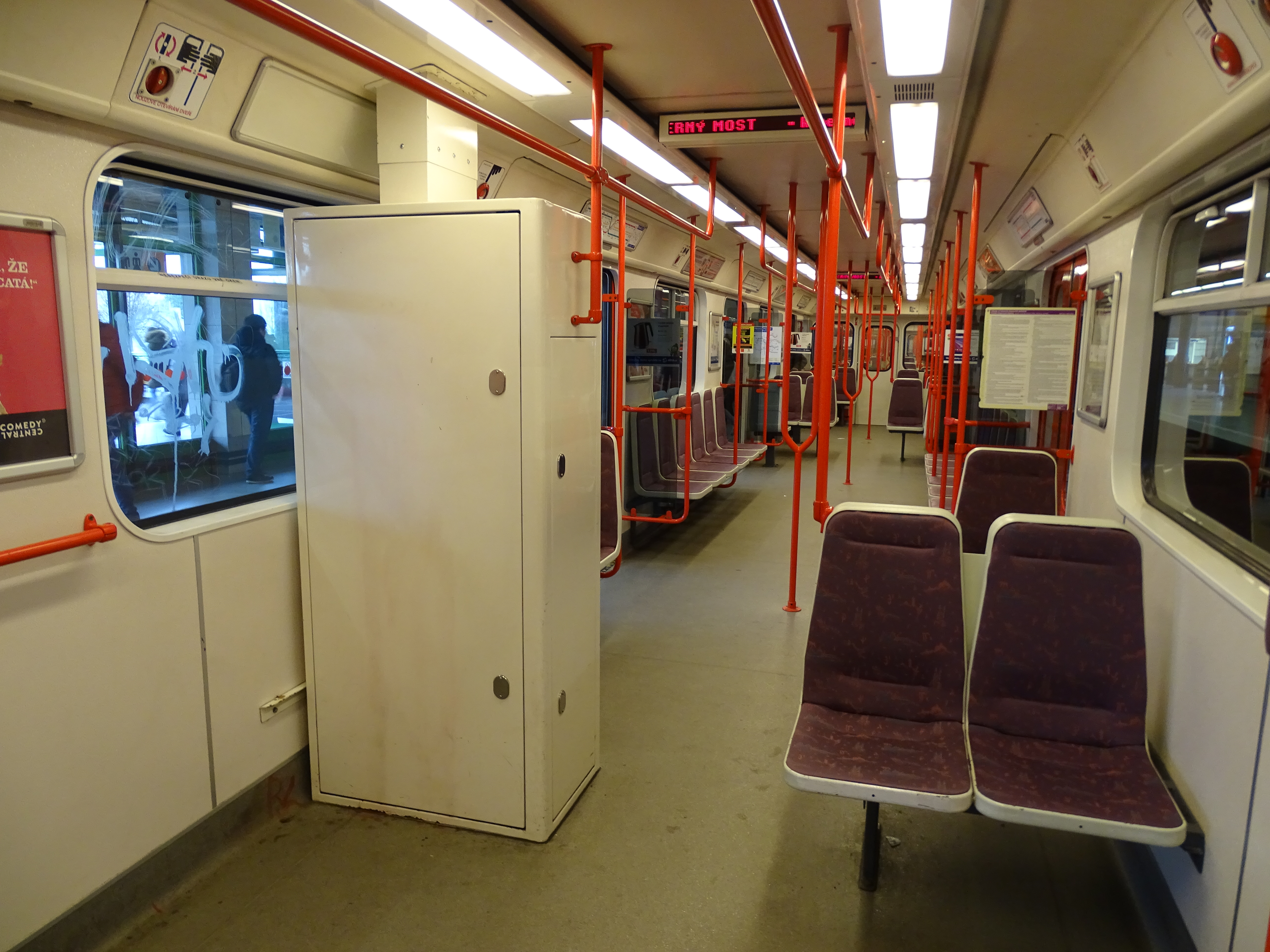
Салон проміжного вагона
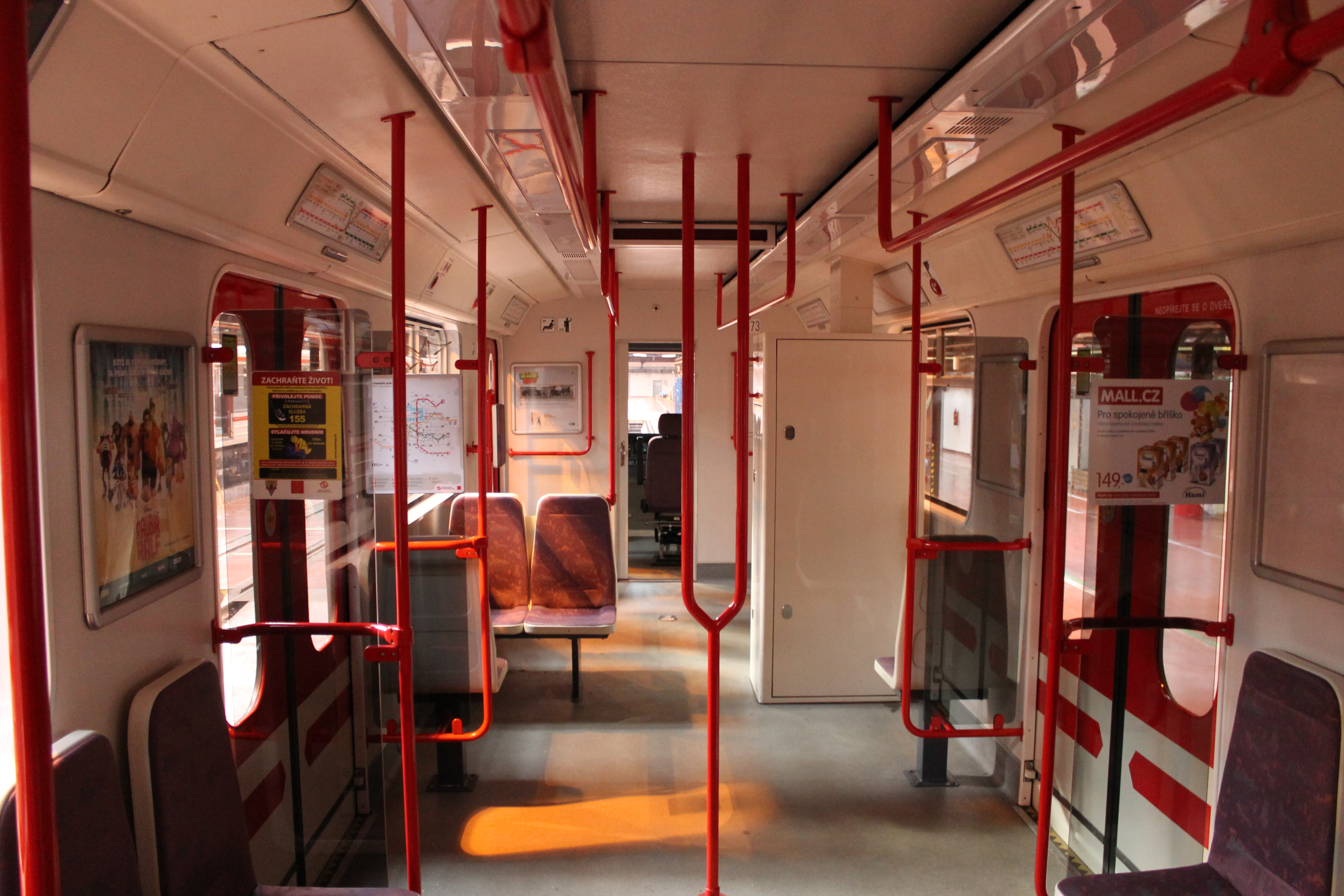
Салон головного вагона

### 81-717.2/714.2 (Будапешт)

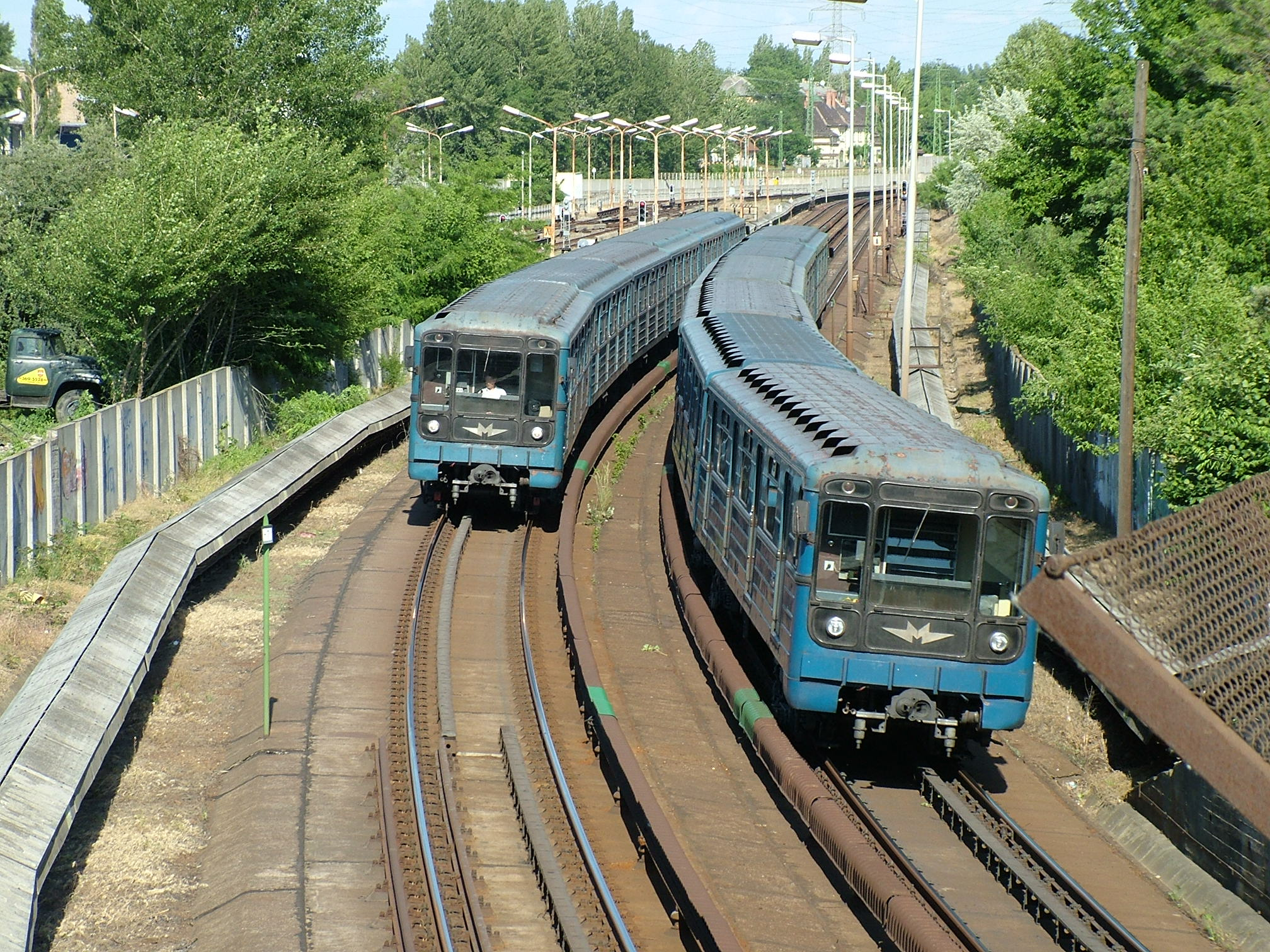
Метровагони 81-717.2/714.2 на лінії в Будапешті

81-717.2/714.2 являє собою модифікацію базової моделі 81-717/714 для Угорщини. Розрахований на зменшену ширину колії. Також головний вагон має всього дві фари. У 1979 році було розпочато постачання вагонів 81-717.2 і 81-714.2 для роботи в Будапештському метрополітені.
Через кілька років, 27 жовтня 1983 року, в Будапешт був переданий 300-й вагон радянського виробництва. Забарвлення у них в більшості випадків одноманітне, майже всі радянські вагони Будапешта були пофарбовані блідо-блакитною фарбою, і по центру проходила чорна пряма смуга. Більш темне забарвлення мали лише вагони, поставлені в Угорщину в 1990-х роках. На ранні поїзди з вагонів 81-717.2 ставилося всього по дві фари, які аналогічні тим, що в Митищах ставили на вагони Ев і Ечс.
У 1998 році на базі вагонів типу 81-717.5М/81-714.5М було зібрано та поставлено в Будапешт два 5-вагонні склади модифікації 81-717.2М/81-714.2М.
У квітні 2018 року останній поїзд 81-717.2/714.2 був знятий з експлуатації та відправлений на ВАТ «Метровагонмаш» на модернізацію в тип 81-717.2К/714.2К.

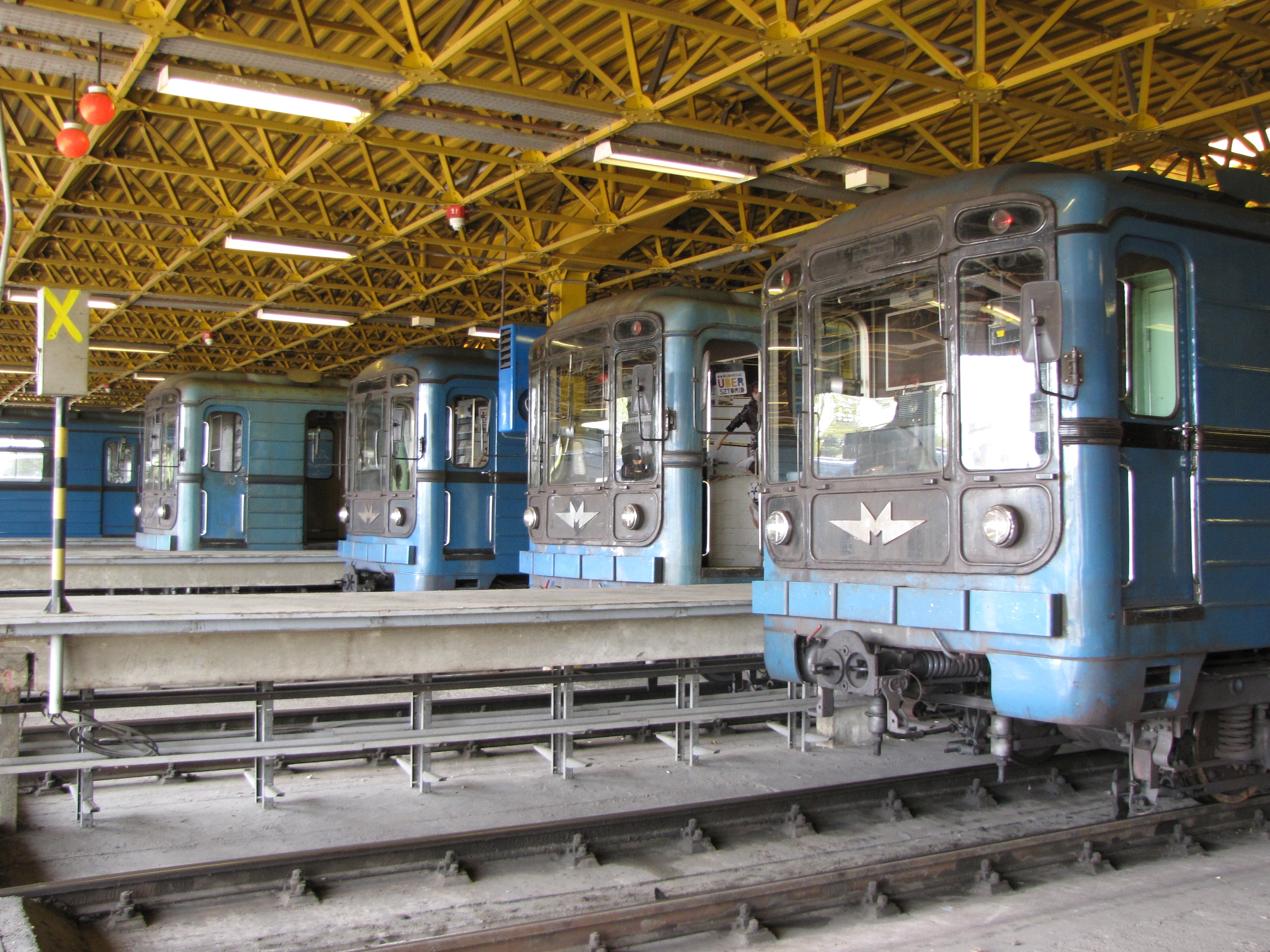
Поїзди 81-717.2/714.2 в депо
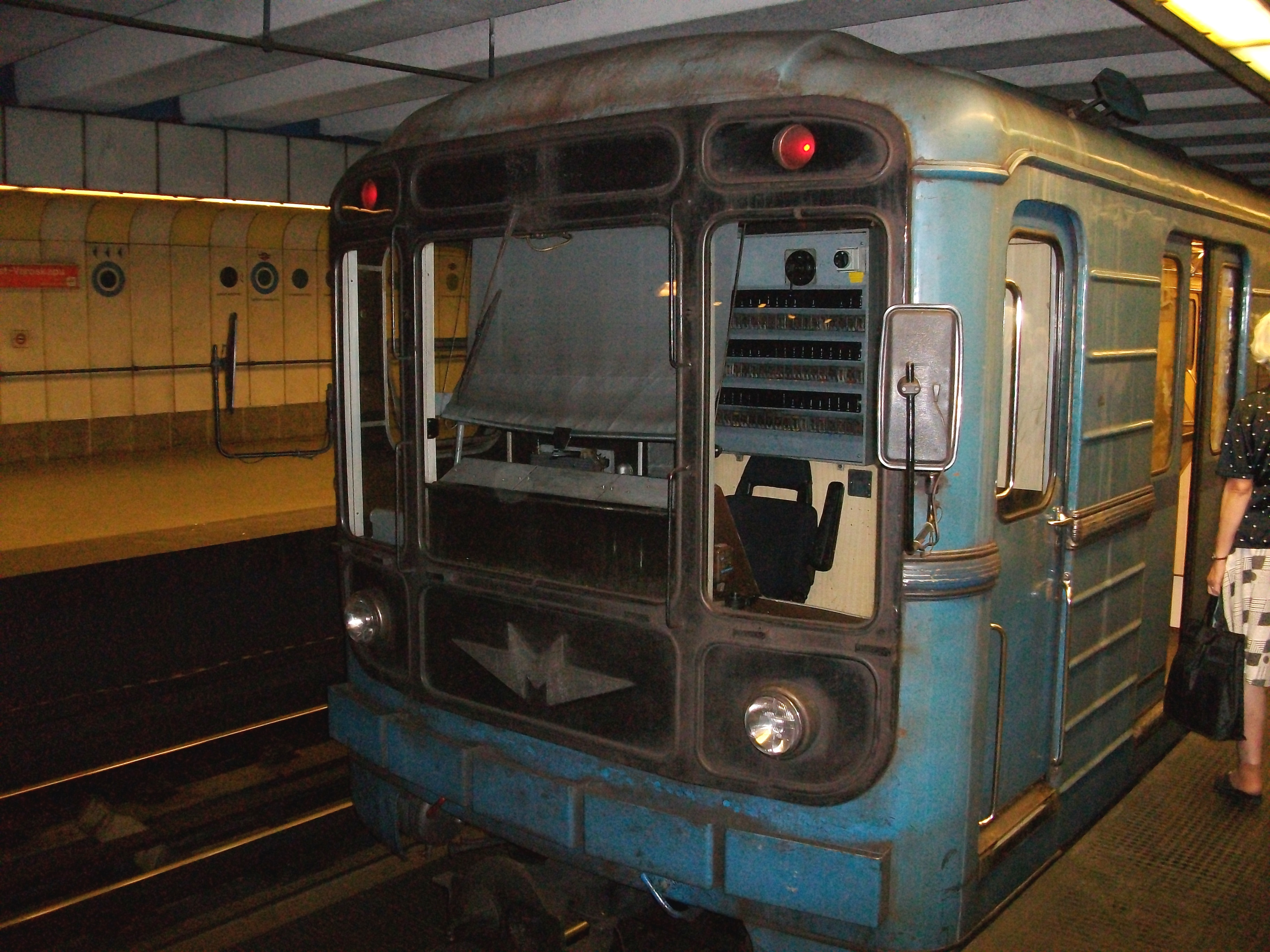
Кабіна 81-717.2 крупним планом
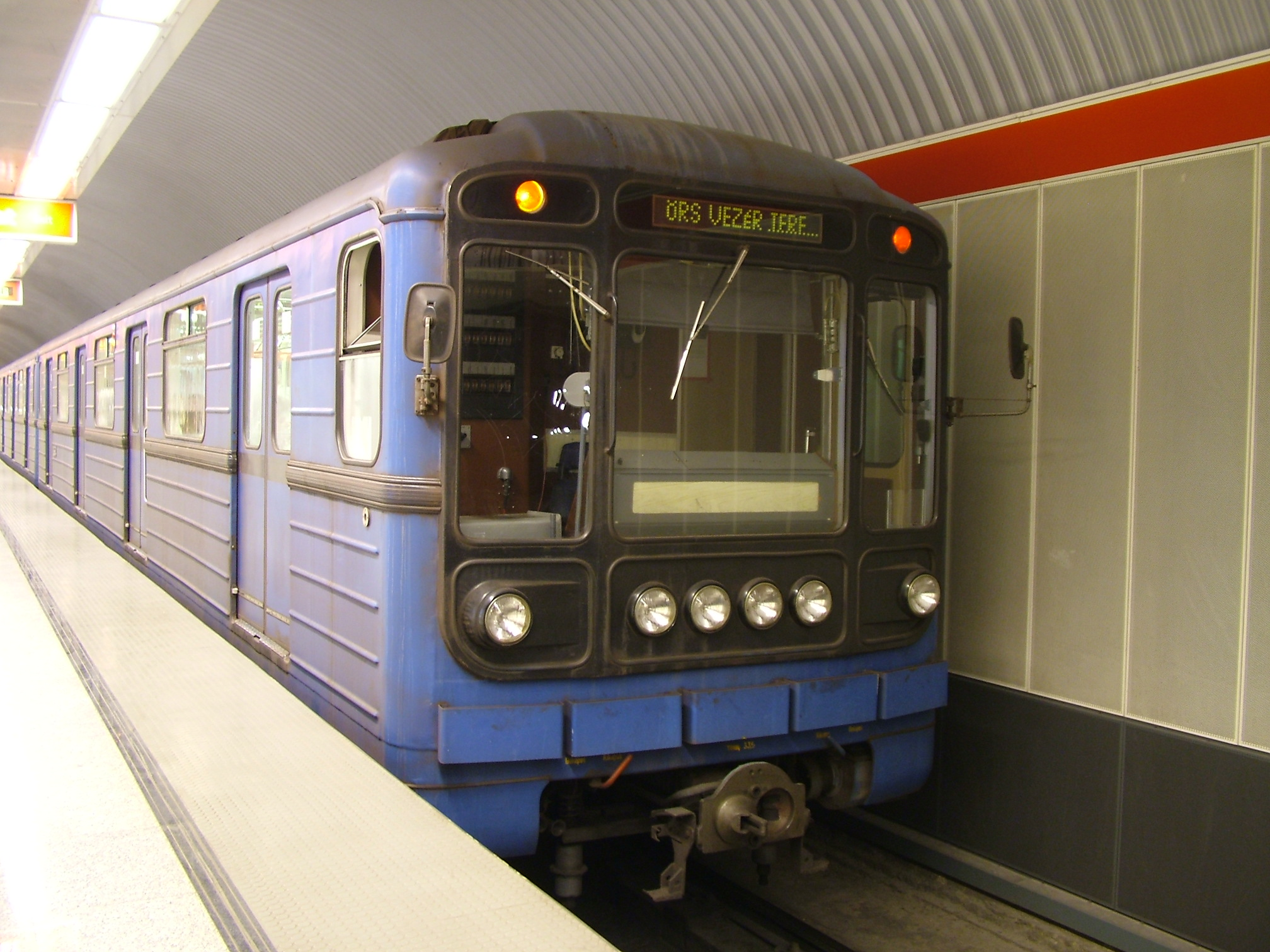
Поїзд 81-717.2М/714.2М
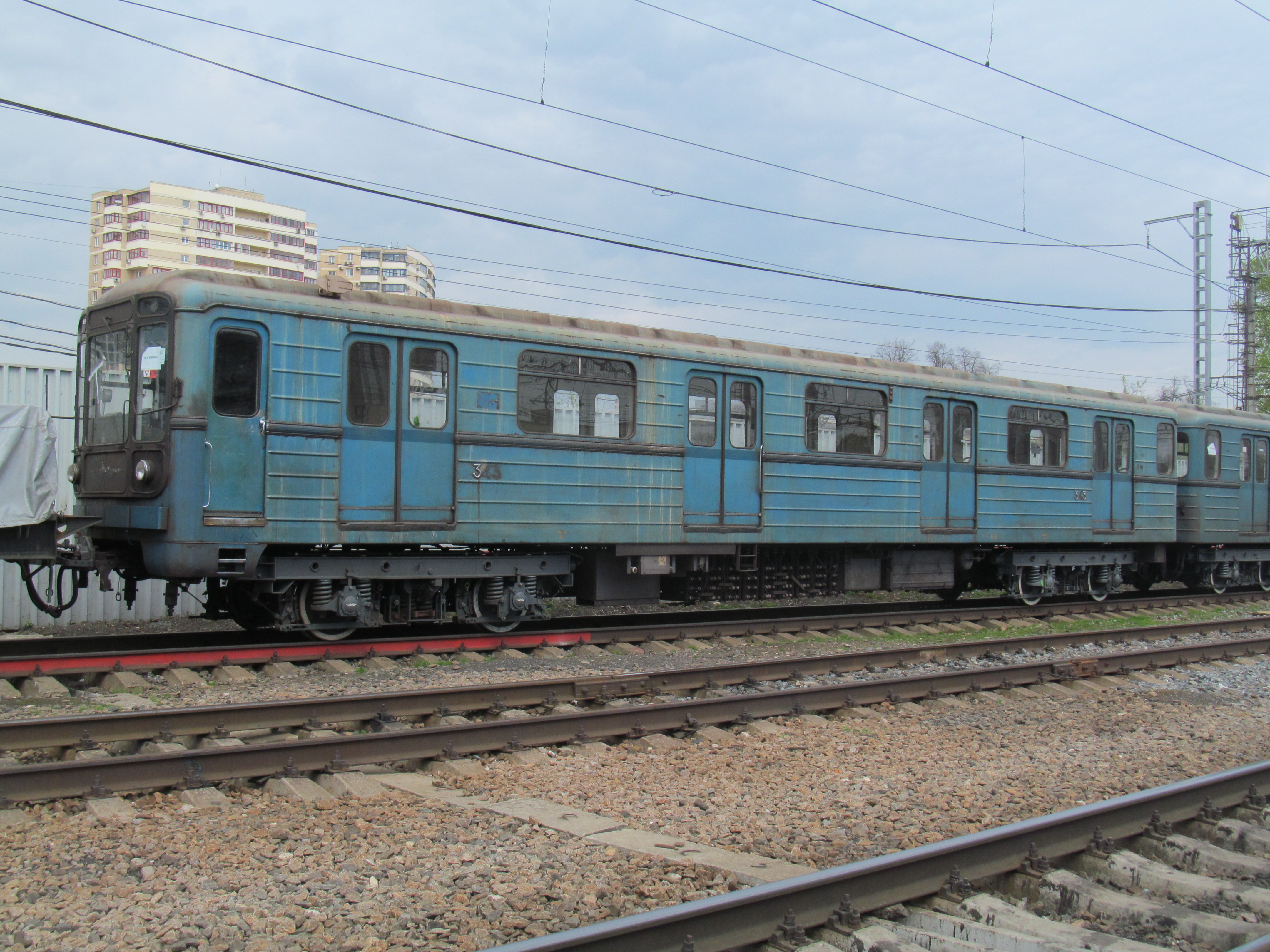
Вагони 81-717.2 перед модернізацією

#### 81-717.2К/714.2К

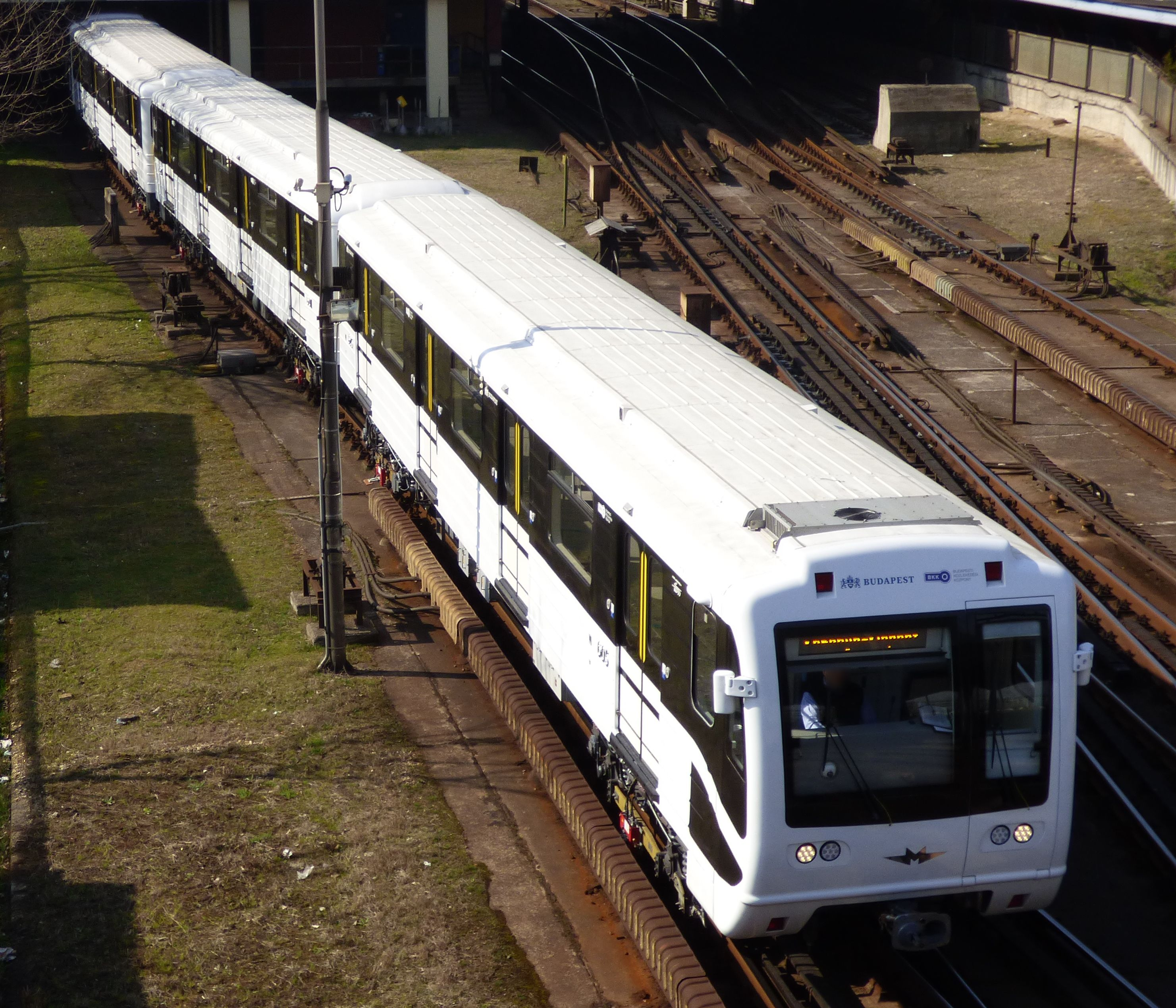
Метровагони 81-717.2К/714.2К

У серпні 2015 року ВАТ «Метровагонмаш» та угорська компанія BKV, яка керує столичним метрополітеном, уклали контракт на капітальний ремонт та модернізацію застарілого рухомого складу Будапештського метрополітену, з продовженням терміну служби вагонів на 30 років. Контракт було укладено після того, як 8 липня 2015 року ВАТ «Метровагонмаш» було оголошено переможцем тендеру на ці роботи. У цьому тендері, оголошеному в листопаді 2014 року, також брали участь компанії з Франції (Alstom Transport SA), Іспанії (Construcciones y Auxiliar de Ferrocarriles SA, CAF), Чехії (Škoda Transportation as), Естонії (Skinest Rail as), а також по одній компанії з Румунії та Угорщини.
У результаті з 2016 року на ВАТ «Метровагонмаш» для Будапештського метрополітену проводиться глибока модернізація старих вагонів типу Ев3, 81-717.2/714.2 та 81-717.2М/714.2М у тип 81-717.2К/714.2К, заснований на 81-717.6/714.6 для метрополітенів Росії із застосуванням більш сучасного обладнання та оновленням кузова. У ході модернізації вагони отримали нову подовжену лобову частину, інтер'єр кабіни та салонів, електрообладнання та сучасні системи керування і примусову вентиляцію. Під час випуску вагони отримали молочно-біле забарвлення з чорною смугою на рівні вікон.
Спочатку за новими вагонами зберігалася колишня нумерація — 200-ті номери для колишніх вагонів Ев3 (як головних, так і проміжних), 300-ті для колишніх 81-717.2 (головні) та 3000-ні для 81-714.2 (проміжні). Однак невдовзі вже у Будапешті всі модернізовані вагони почали отримувати нову нумерацію: 81-717.2К — від № 600, 81-714.2К — від № 6000.
Основною відмінністю вагонів 81-717.2К та 81-714.2К від старої модифікації стало встановлення нової склопластикової маски з плавними обводами на лобовій частині головних вагонів, аналогічних тим, що встановлюються на 81-717.6. У лівій частині кабіни знаходяться аварійні евакуаційні двері зі складними сходами для можливості виходу пасажирів через кабіну машиніста при позаштатних ситуаціях. Під лобовим склом знаходяться дві пари світлодіодних фар, одна пара розташована в тілі відкидних аварійних дверей.
Кабіна машиніста обладнана новим пультом, кріслом та апаратурою і площею, яка вдвічі перевищує кабіну початкової моделі. Порівняно з моделлю 81-717.6/714.6 встановлюється новий пульт керування з цифровими моніторами, по виконанню схожий з пультом керування вагонів 81-760/761, хоча і суттєво відрізняється від останнього. Пульт розроблений з урахуванням вимог ергономіки та має сірий колір. У зоні оперативного доступу розташовані органи управління, що часто використовуються, включаючи контролер машиніста з чотирма ходовими, нейтральним і трьома гальмівними положеннями рукоятки, кнопки управління системами вагона, радіостанція, пневматичний гальмівний кран. У зоні огляду розташовані багатофункціональний дисплей цифрового інформаційного комплексу та монітор мікропроцесорної системи управління, діагностики та безпеки руху поїзда. Кабіна обладнана системою кондиціювання, вентиляції та опалення.
Наприкінці березня 2017 року відбулася урочиста церемонія з нагоди введення в експлуатацію першого складу 81-717.2К/714.2К у присутності генерального директора ВАТ «Метровагонмаш», мера Будапешта та представників BKV.
З 3 квітня 2018 року на лінії M3 Будапештського метрополітену залишилися в експлуатації лише склади 81-717.2К/81-714.2К, повністю витіснивши на ній старі вагони.
Загалом, згідно з контрактом, ВАТ «Метровагонмаш» зобов'язався обслужити таким чином 222 вагони (185 одиниць моделі 81-717.2/714.2, 10 одиниць моделі 81-717.2М/714.2М та 27 одиниць моделі Ев3). Відповідно до графіка, останній склад 81-717.2К/714.2К був введений в експлуатацію в червні 2018.
Згодом у місцевій пресі виник скандал, оскільки з'ясувалося, що вагони, що прийшли, абсолютно нові, а не старі, що пройшли ремонт — за умовами фактичного технічного стану модель, визнана такою, яка не підлягає модернізації, була утилізована на «Метровагонмаші» для їх заміни, а за тим самим проектом модернізації були виготовлені нові.
Незважаючи на введення Євросоюзом та США безпрецедентних за кількістю санкцій проти Росії у зв'язку з її вторгненням в Україну за всю історію — 6 тисяч, Євросоюз, в рамках їх 11-го пакету, запровадженого у вересні 2023 року, зробив виняток для «Метровагонмашу» з метою можливості подальшого обслуговування заводом даних вагонів. Разом з цим компанія «Трансмашхолдинг», до складу якої входить «Метровагонмаш», має намір оскаржувати вже введені обмеження.
| Загальний вигляд вагонів | Інтер'єр вагонів | Поїзди на лінії |

### 81-717.3/714.3 (Варшава і Київ)

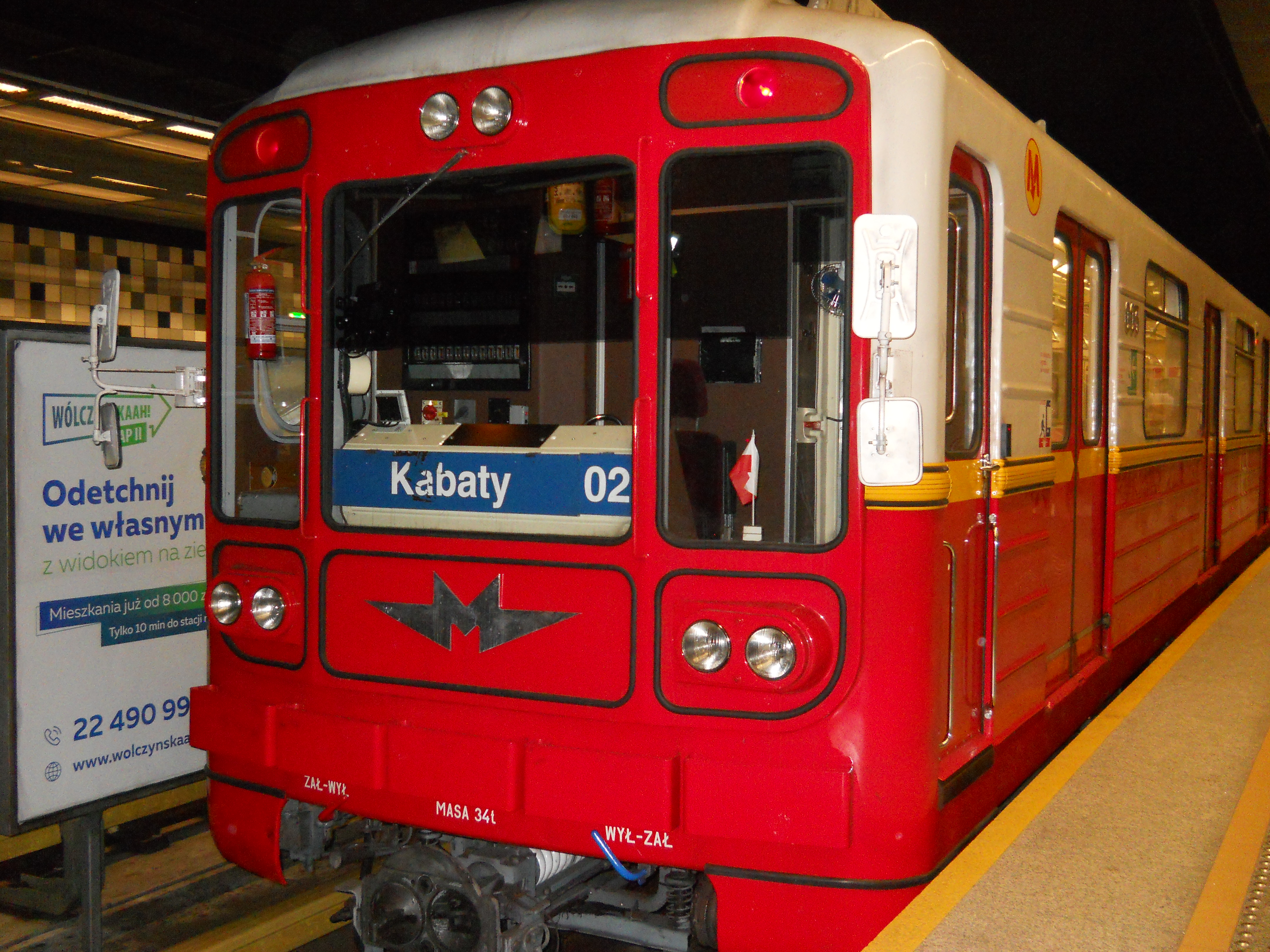
Вагон 81-717.3 у Варшавському метро.

Відкриття першої лінії метро у Варшаві було заплановано на 1990 рік, проте згодом терміни відкриття було перенесено на квітень 1995 року. Тому Варшавський метрополітен отримав свої перші вагони метро задовго до офіційного запуску першого поїзда. У 1989—1990 роках до столиці Польщі надійшло 10 вагонів 81-717.3/714.3 виробництва Митищинського машинобудівного заводу. Це були чотири головні вагони моделі 81-717.3 (№ 001—004) і шість проміжних типу 81-714.3 (№ 400—405), які були аналогами вагонів 81-717.5/714.5.
1994 року, коли дату відкриття першої черги Варшавського метро було визначено остаточно, петербурзьке АТ «Вагонмаш» поставило туди 24 головні вагони серії 81-572 (№ 005—028) та 8 проміжних моделей 81-573 (№ 406—413) 81-717.5М/714.5М).
У 2006 році, у зв'язку з переходом Варшавського метрополітену на експлуатацію 6-вагонних поїздів, було замовлено дві партії додаткових проміжних вагонів на ВАТ «Метровагонмаш» 81-714.3. Перша партія із 14 вагонів прибула до Варшави до кінця I кварталу 2007 року. Друга партія із 16 вагонів 81-714.3 прибула у IV кварталі 2007 року.
2023 року «Номерні» були передані до Києва. Як ретросклад у Варшаві зберегли поїзд 81-717.3/714.3 № 003-401-402-403-404-004.

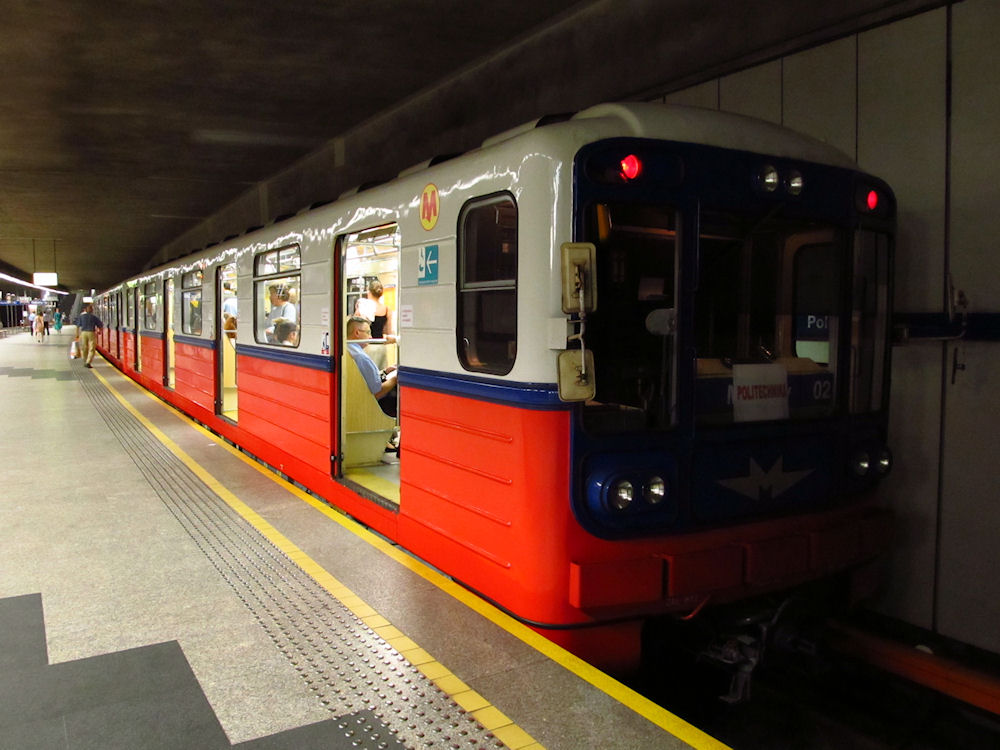
Поїзд 81-717.3/714.3 у Варшаві
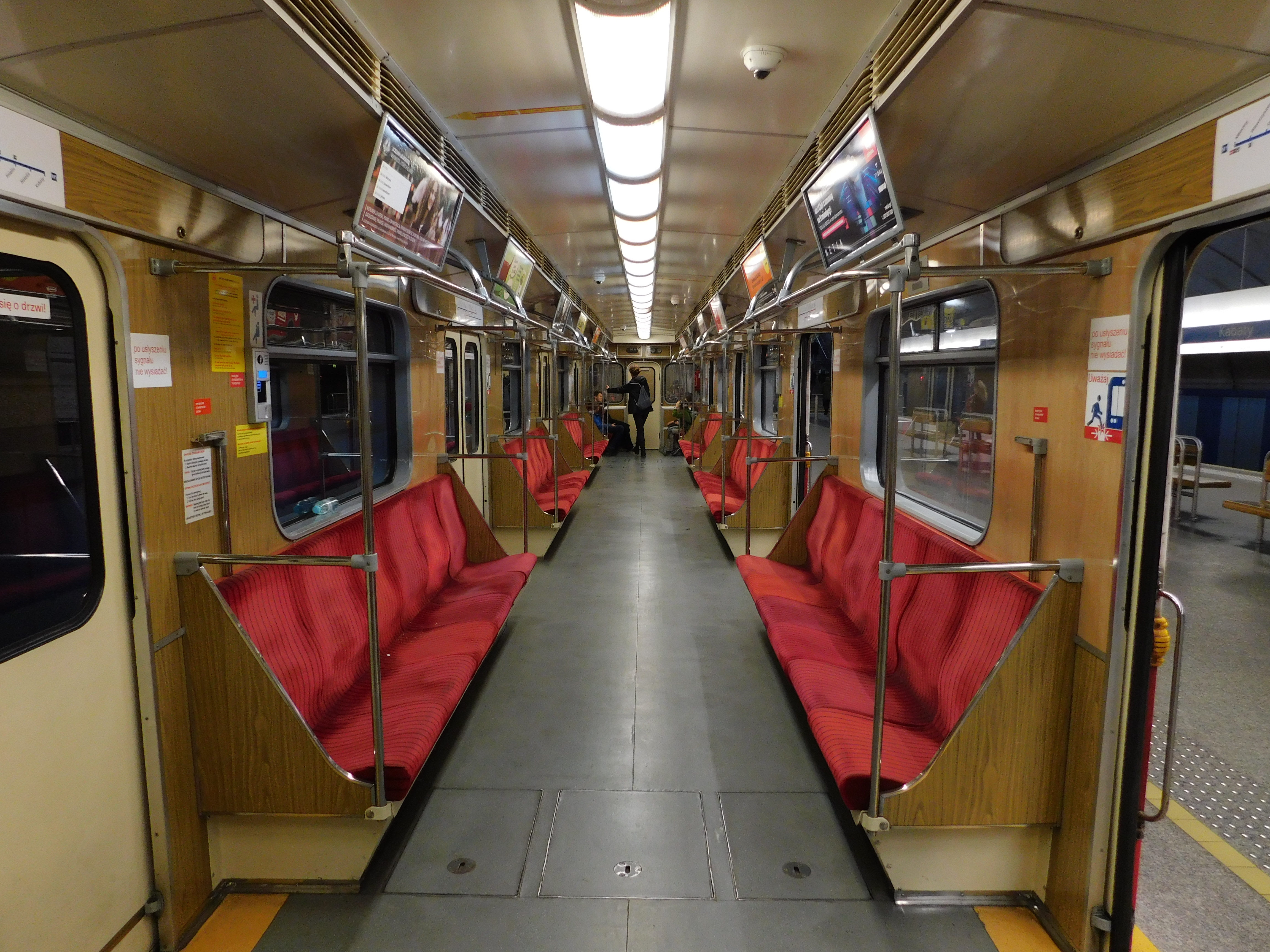
Інтер'єр поїзда 81-717.3/714.3 у Варшаві
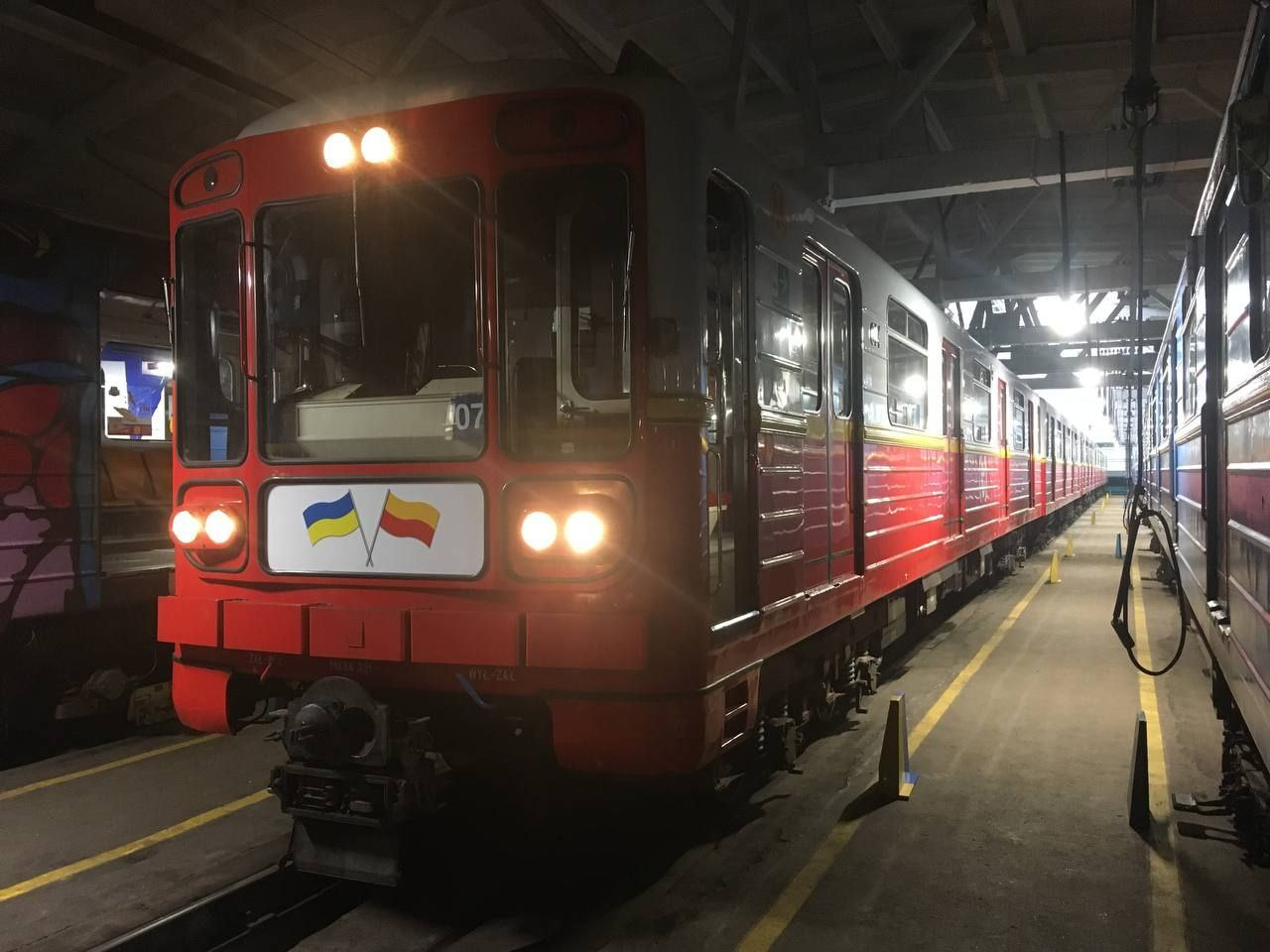
Поїзд 81-717.3/714.3 у Києві
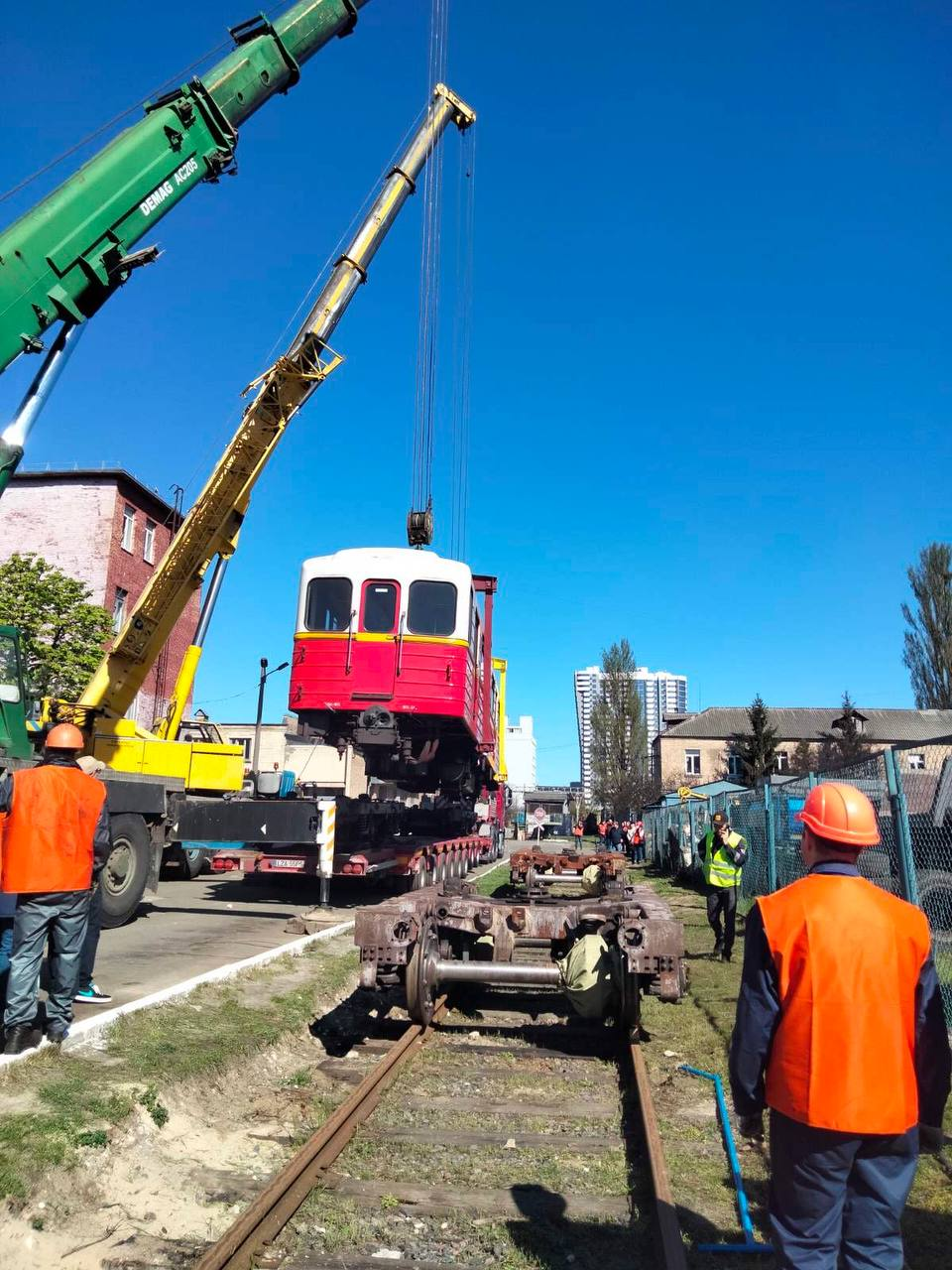
Транспортування вагону
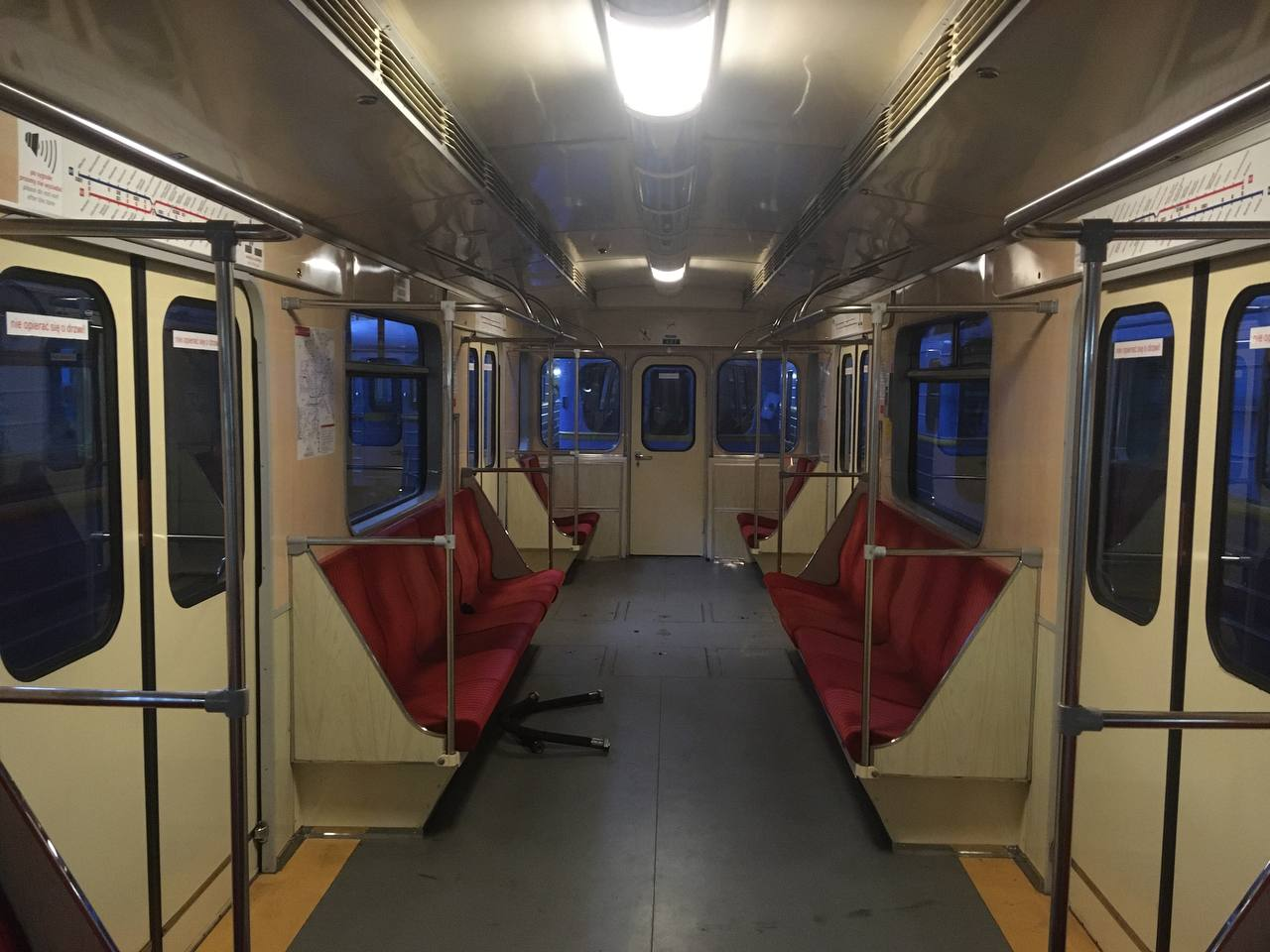
Інтер'єр поїзда 81-717.3/714.3 у Києві

### 81-717.4/714.4 (Софія)

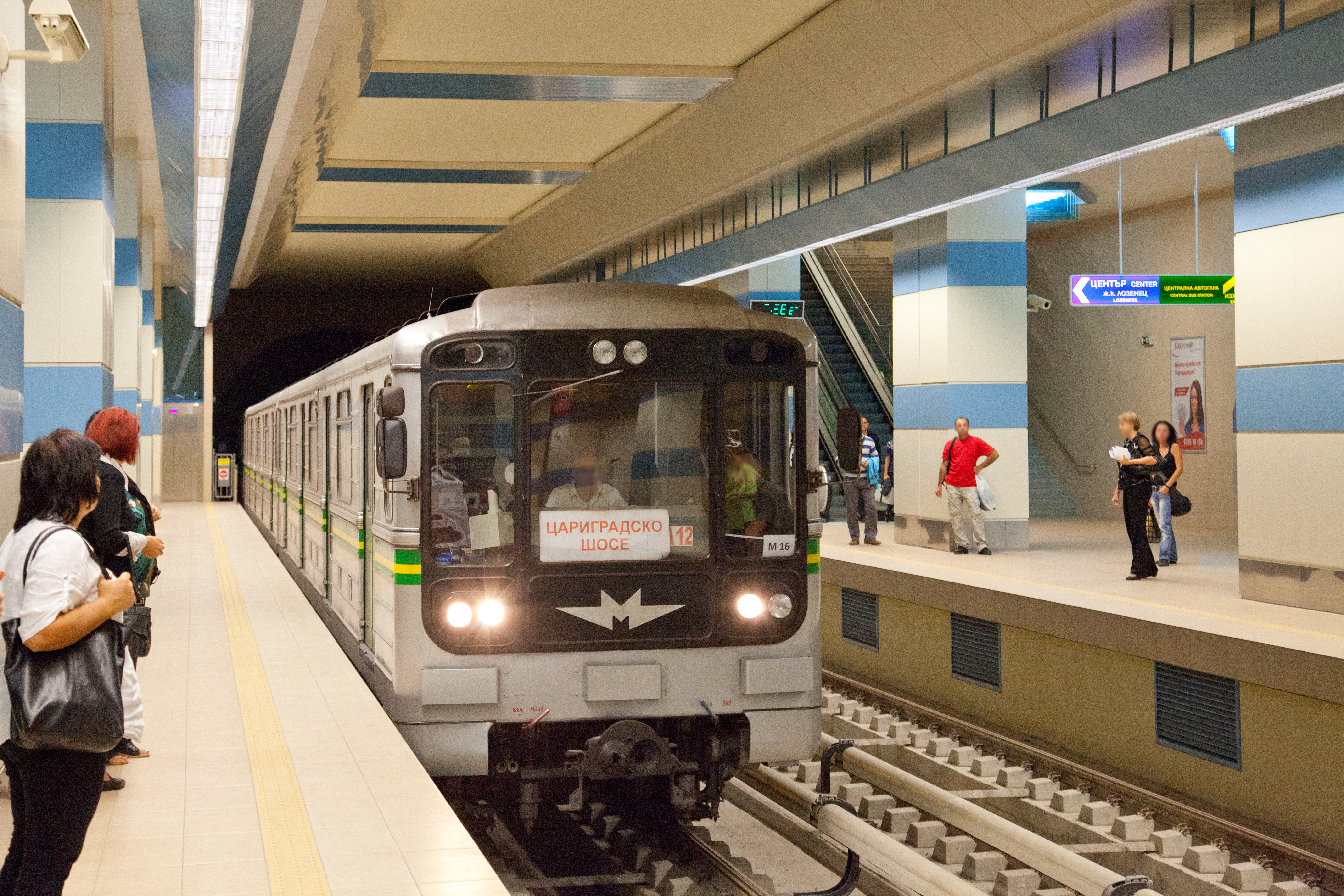
Поїзд 81-717.4 у Софії.

Перша черга метрополітену столиці Болгарії, Софії будувалася близько 20 років. Як і у випадку з Варшавою, електровагони типів 81-717.4/714.4, призначені для Софійського метрополітену, були виготовлені на Митищинському машинобудівному заводі задовго до відкриття «підземки», а саме у 1989 та 1990 роках. Всього для Софії на ММЗ було випущено 24 головні та 24 проміжні вагони з бортовими номерами 1001—1024 та 5001—5024 відповідно. Працювати на лінії вони почали лише у січні 1998 року.

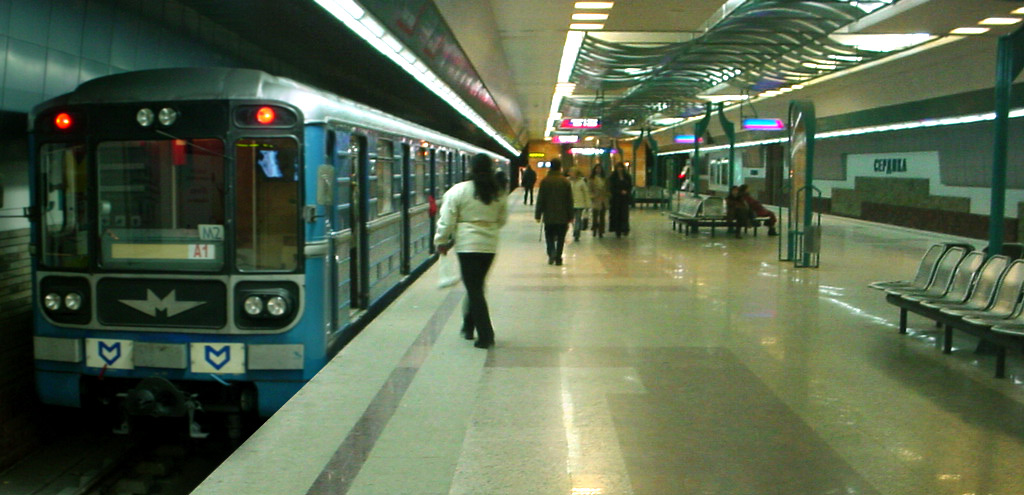
Поїзд 81-717.4/714.4 спереду
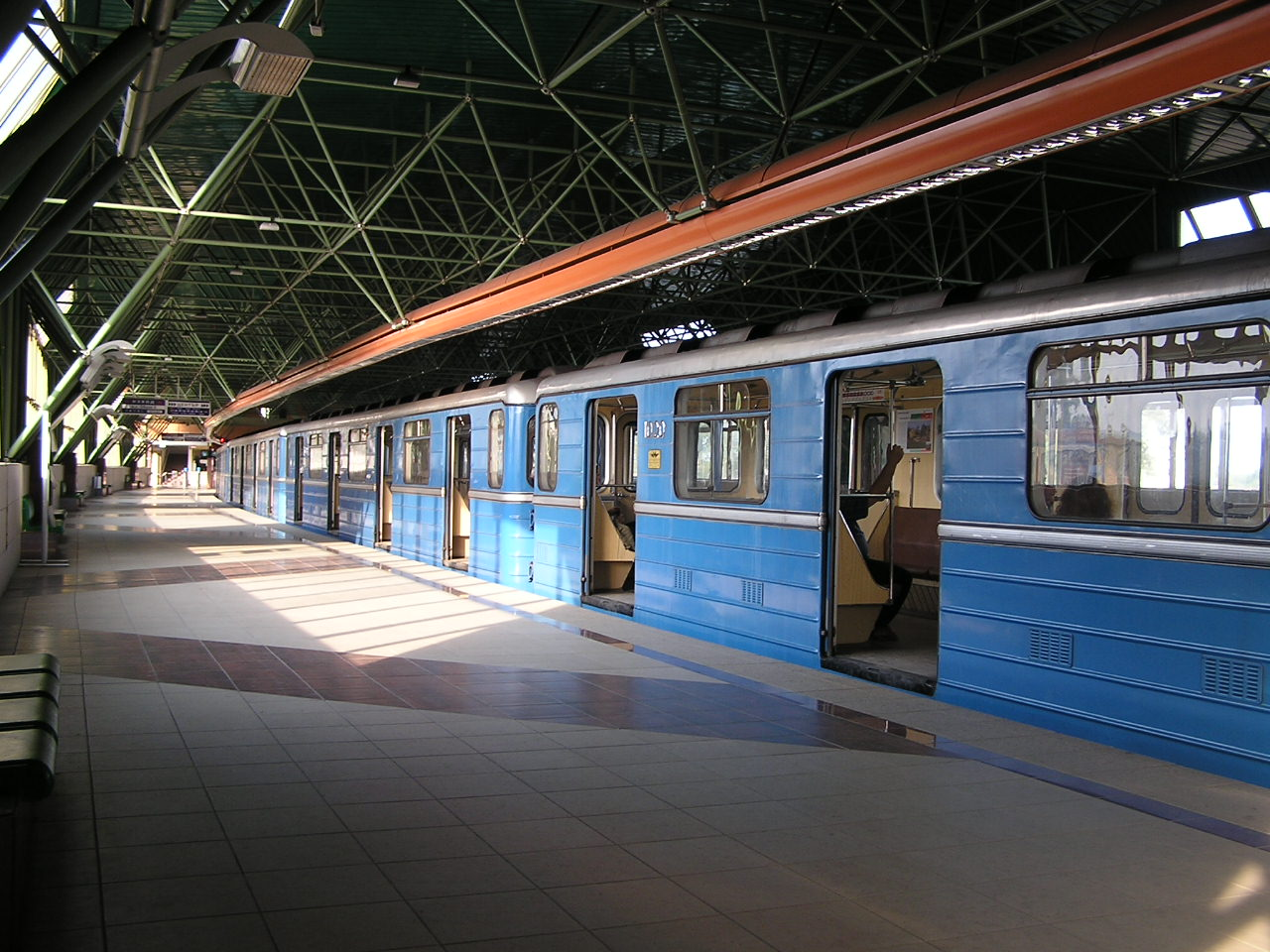
Бік поїзда 81-717.4/714.4
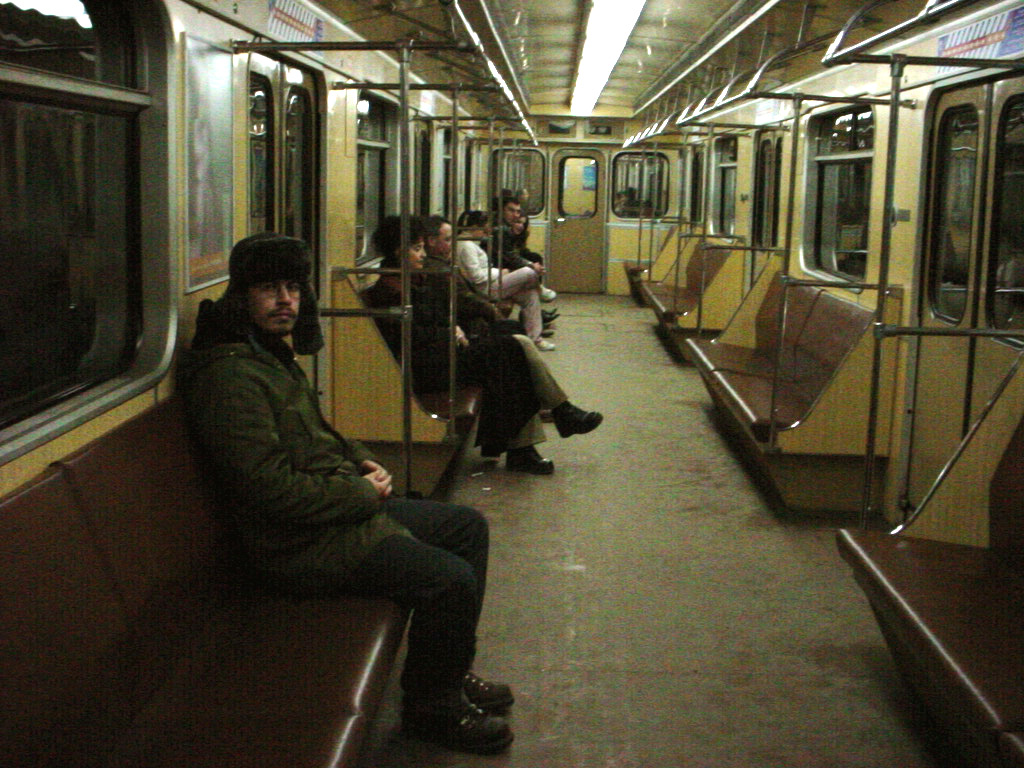
Інтер'єр поїзда 81-717.4/714.4

#### 81-717.4М/714.4М

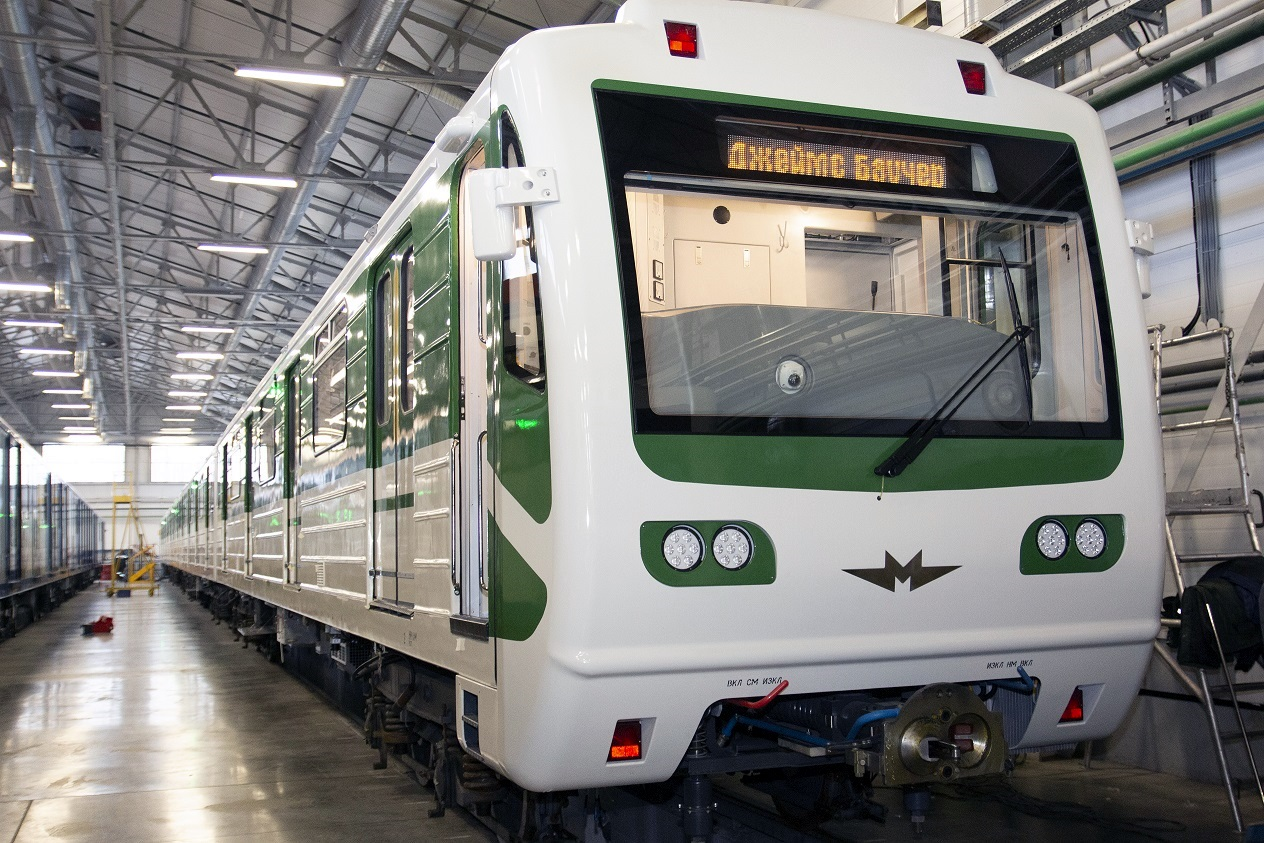
Поїзд 81-717.4М

У грудні 2018 року було підписано контракт із Метровагонмашем на проведення робіт з капітального ремонту та модернізації восьми вагонів метро 81-717.4/714.4 (для двох чотирьохвагонних поїздів); при цьому контракт передбачав опціон на модернізацію ще 40 вагонів того ж типу у найближчі роки. У лютому 2020 року всі вісім вагонів були відправлені до Софійського метрополітену. У березні того ж року, використовуючи вищезазначений опціон з урахуванням позитивних результатів експлуатації перших допрацьованих вагонів, було підписано додаткову угоду на переобладнання ще 40 вагонів. Роботи за додатковою угодою повинні пройти в три етапи: у рамках першого та другого — модернізація трьох чотиривагонних поїздів (24 вагони), у рамках третього — чотири чотиривагонні потяги (16 вагонів). Тривалість кожного етапу визначено в 12 місяців.
Модернізовані вагони для Софії були уніфіковані за конструкцією з вагонами 81-717.2К/714.2К для Будапештського метрополітену: так, замінено кабіну машиніста (але без торцевих дверей) та дах на аналогічні з вагонами моделей 81-717.6/714.6, а внутрішнє оздоблення та обладнання замінено на нове; встановлені нові асинхронні тягові двигуни та перетворювачі. Таке доопрацювання дозволило продовжити термін служби вагонів на 15 років, а також скоротити витрати на експлуатаційне обслуговування та технічну підтримку вагонів. Вагони були забезпечені новими міжвагонними зчіпними пристроями (автозчепленням); при цьому з'явилась можливість їх механічного та пневматичного зчеплення з вагонами 81-717.4/714.4, що не пройшли доопрацювання, і наявними там же модифікаціями вагонів серії 81-740/741. Вагони оснащені протиковзким та протизаносним захистом колісних пар. Замість матеріалів оздоблення салонів, що є на звичайних вагонах, застосовані негорючі, що відповідають сучасним вимогам до безпеки. Вагони оснащені датчиками диму та температури, інформаційними LED-дисплеями. У салоні головних вагонів обладнано спеціальні місця для інвалідних та дитячих колясок. У новій кабіні машиніста встановлено новий пульт управління, аналогічний до вагонів 81-717.2К/714.2К. У салоні та кабіні машиніста встановлено травмобезпечне скло. При випуску із заводу вагони отримали забарвлення молочно-білого кольору із зеленою або малиновою смугою на рівні вікон, подібне до фарбування вагонів для Будапешта, при цьому з'явилася кольорова окантовка у фар.
На відміну від будапештських вагонів, незважаючи на їх конструкційну схожість і зовнішній вигляд, що особливо нічим не відрізняється, нові софійські поїзди не отримали літери «К» в позначенні. Воно натомість отримало літеру «М» — 81-717.4М/714.4М.

Після введення Євросоюзом санкцій проти Росії через її вторгнення в Україну Софійський метрополітен відмовився від подальших закупівель рухомого складу у російського заводу «Метровагонмаш».

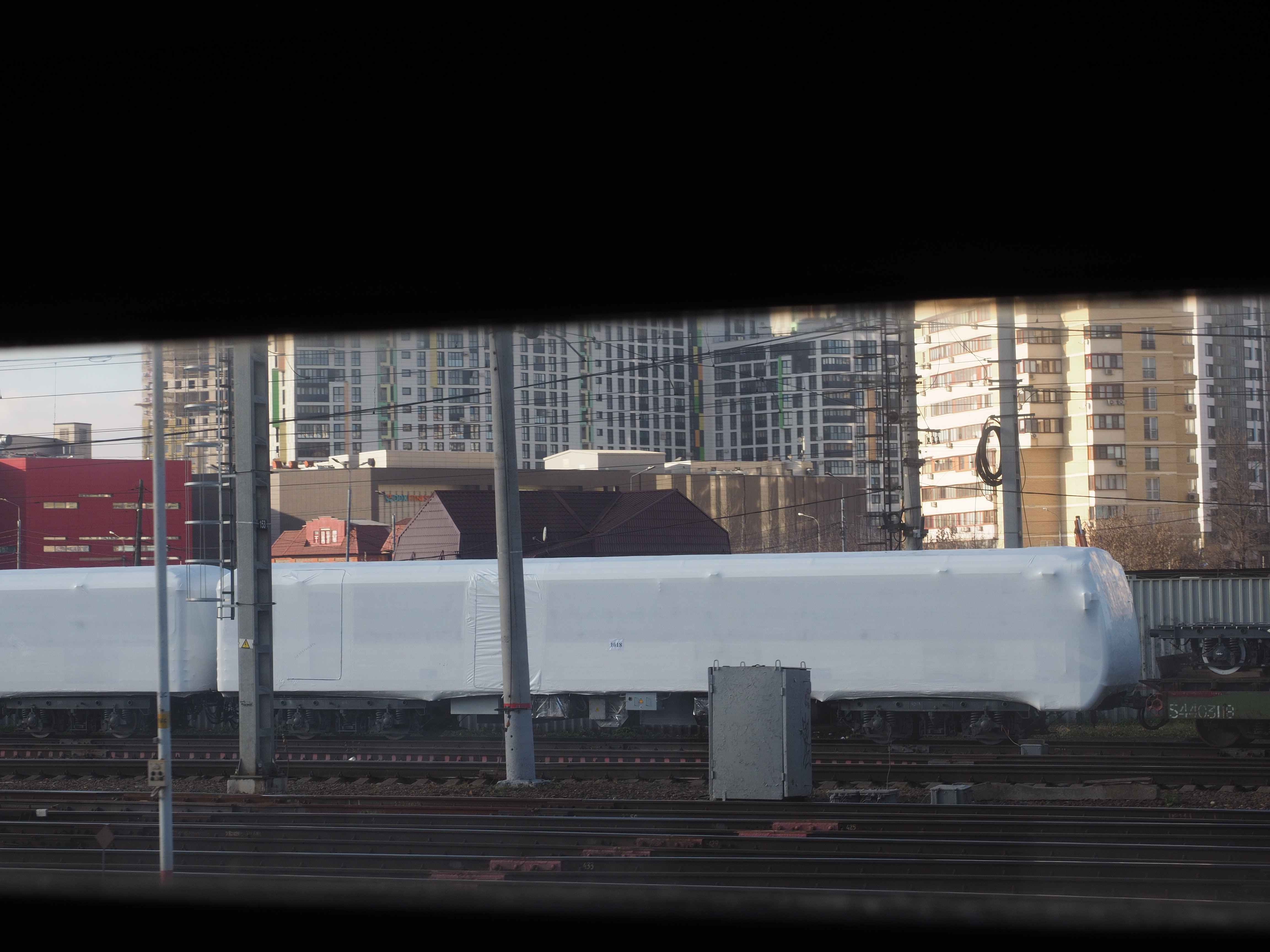
Головний вагон 81-717.4М, вид збоку
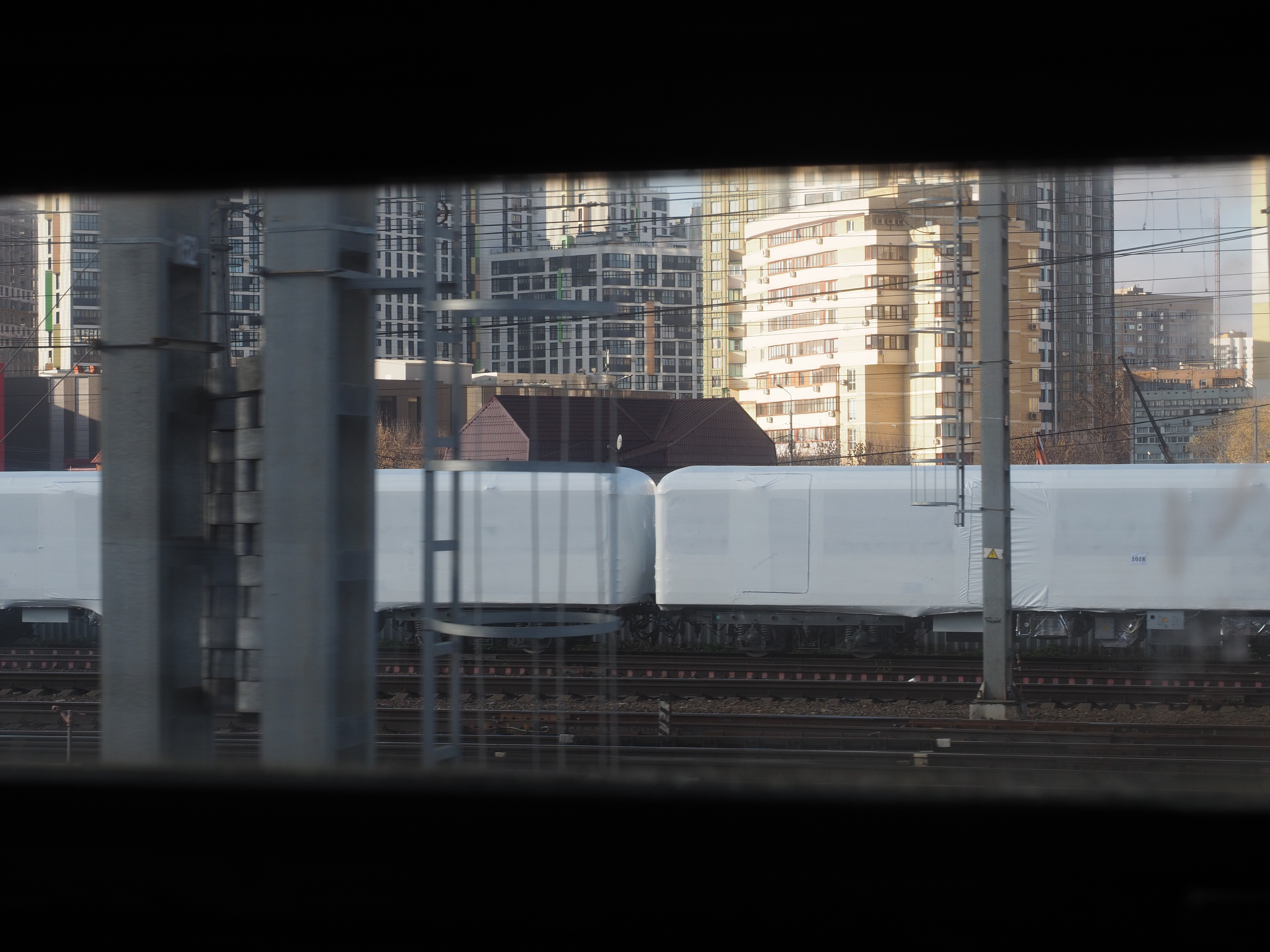
Проміжний вагон 81-714.4М, вид збоку

### 81-717.5/714.5
1987 року з метою подальшого підвищення надійності моторвагонного рухомого складу на Московському метрополітені проводилися експлуатаційні випробування вагонів, обладнаних блоками живлення власних потреб з частотою напруги 150 Гц, електроконтактними коробками міжвагонного з'єднання, виконаними на базі штепсельних роз'ємів 7Р-52.
Такі вдосконалення дали добрий ефект, і починаючи з № 0154 та закінчуючи на № 0345 усі вагони 81-717 Митищинського заводу почали випускатися з цією комплектацією, отримавши, як і дослідний вагон № 0129, позначення 81-717.5. Відповідно, модифіковані вагони 81-714 одержали позначення 81-714.5. На вагонах 81-717.5 та 81-714.5 встановлювалися візки підвищеної надійності, пожежобезпечне електрообладнання, впроваджено систему сигналізації та пожежогасіння.
1993 року випуск цих вагонів на «Метровагонмаші» припинився у зв'язку з переходом на модель 81-717.5М/714.5М.
У Петербурзі на ЗАТ «Вагонмаш» випуск цих вагонів після цього продовжився і на їх основі у 1997 року було створено вагони типу 81-540/541, після створення яких постачання вагонів 81-717.5/714.5 до Санкт-Петербурга припинилися.
Аж до 2007 року «Вагонмаш» виготовляв ці вагони для інших міст, після чого став постачати в інші міста модифікації 81-540/541.

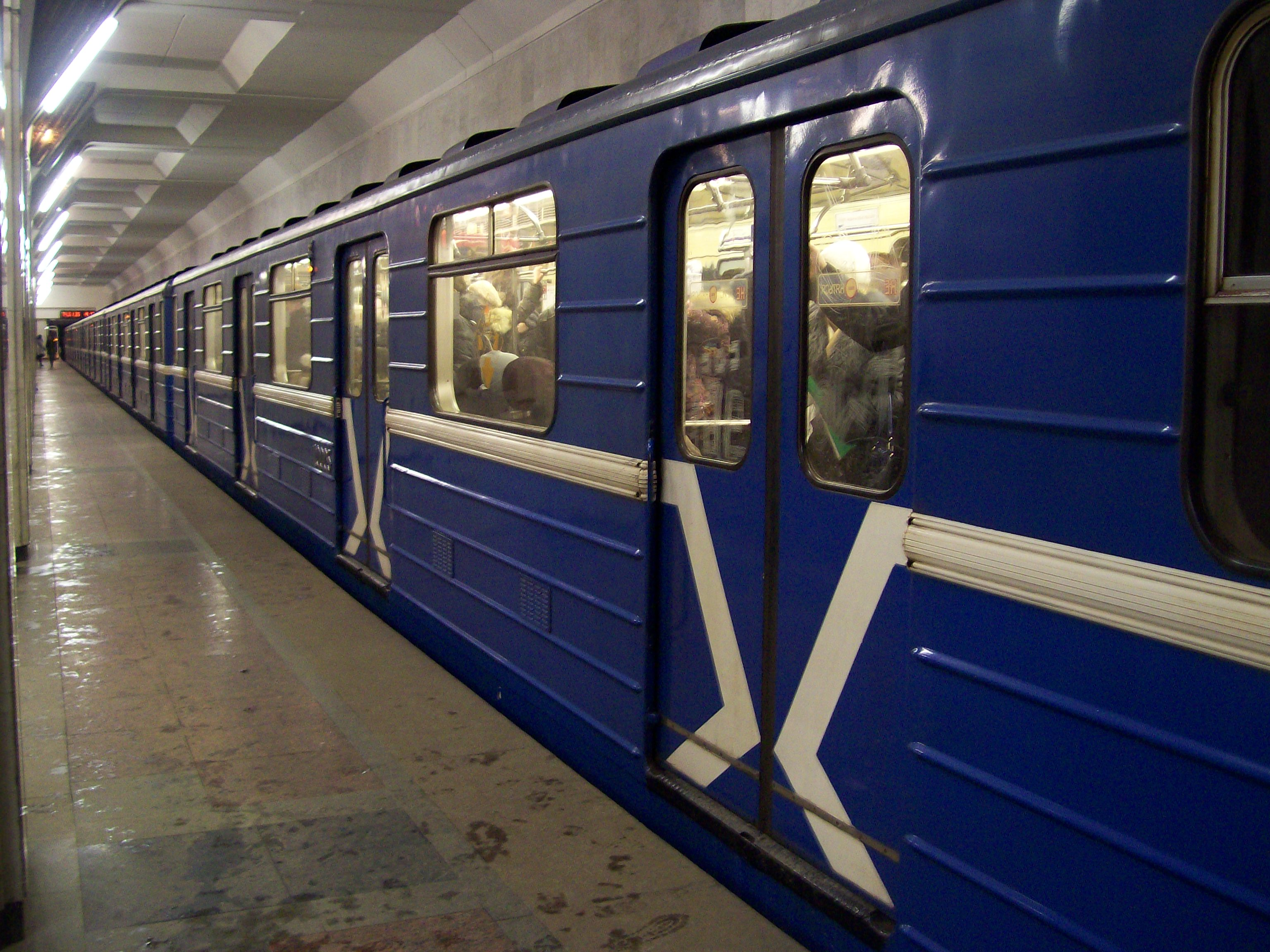
Відео прибуття поїзда 81-717.5/714.5 на станцию «Шаболовська», Москва.
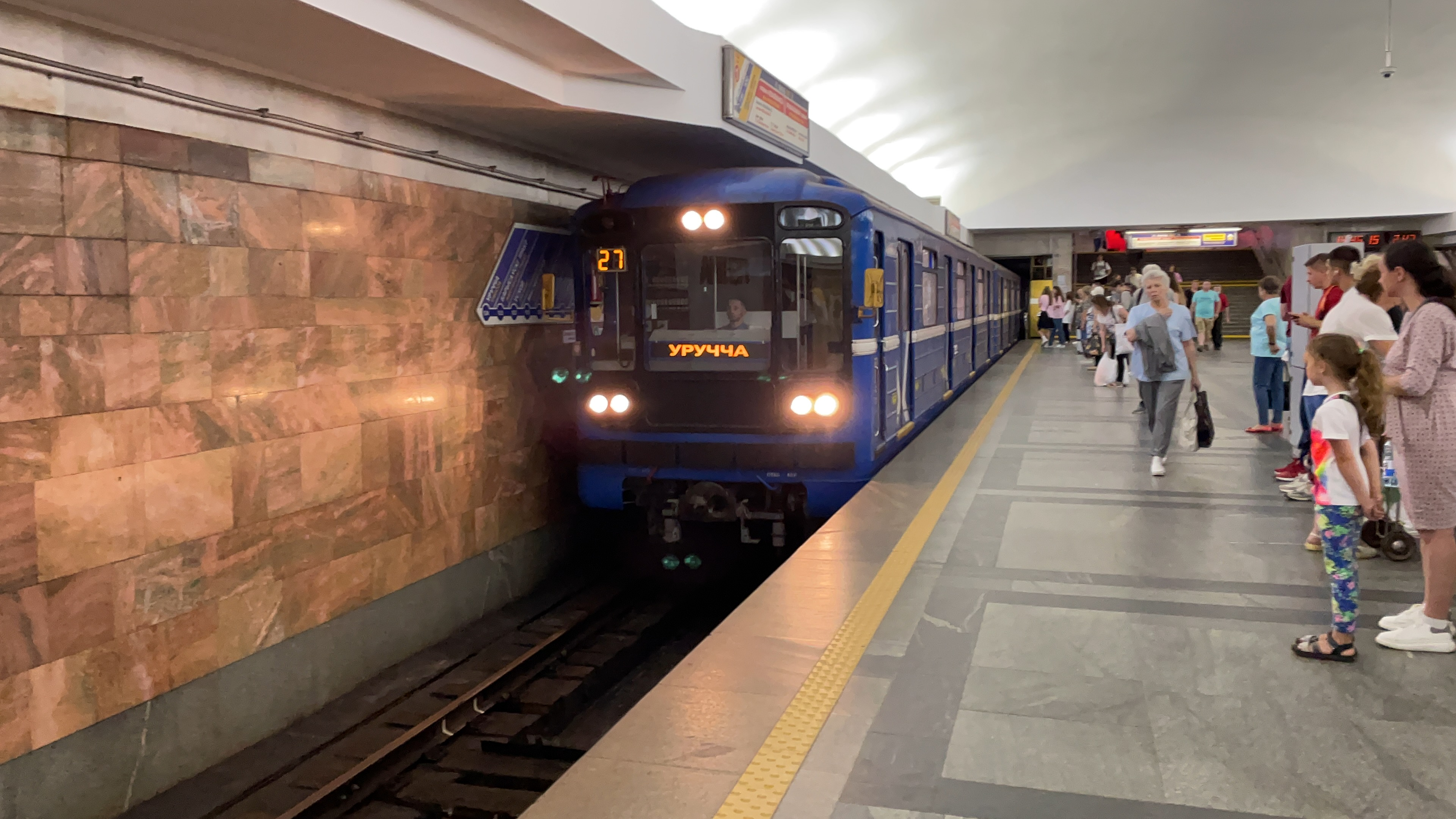
81-717.5/714.5 збоку на станції «Площа Перемоги», Мінськ.
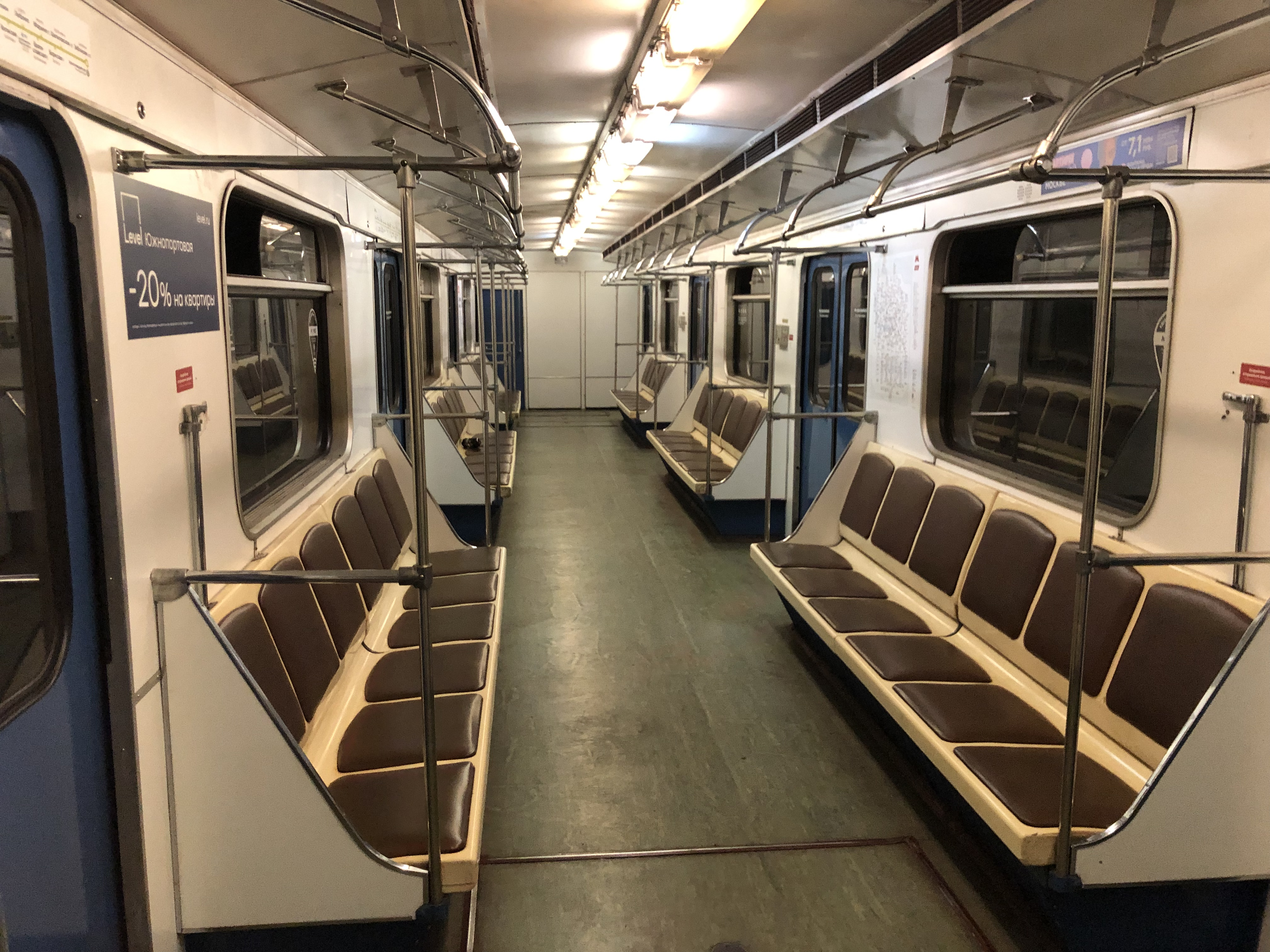
81-717.5/714.5 спереду на станції «Площа Леніна», Мінськ.
- Інтер'єр вагону 81-717.5/714.5

### 81-717.5М/714.5М
У 1993 році Митищинський машинобудівний завод перейшов на випуск метровагонів типів 81-717.5 та 81-714.5, що зазнали чергової модернізації. Для відмінності модернізованих вагонів від вагонів більш раннього випуску було запроваджено нові позначення модифікацій вагонів. Головні вагони метро, що випускаються з 1993 року, отримали заводські позначення 81-717.5М, проміжні вагони — 81-714.5М. Активне постачання вагонів до Москви розпочалося 1993 року — вони замінювали старіший рухомий склад, а також закуповувалися для пуску нових ліній. У 1997—2010 роках вагони 81-717.5М/714.5М активно поставлялися, головним чином у ТЧ-1 (для заміни вагонів типу Е, Еж, Еж1, Ем-508, Ем-509) і ТЧ-15 (для нових ліній і на доповнення) і стали експлуатуватись на Сокольницькій, Замосковорецькій та Люблінсько-Дмитрівській лініях Московського метро. Останні вагони було передано Москві 2010 року, після чого Москва повністю перейшла на закупівлю більш сучасного рухомого складу.

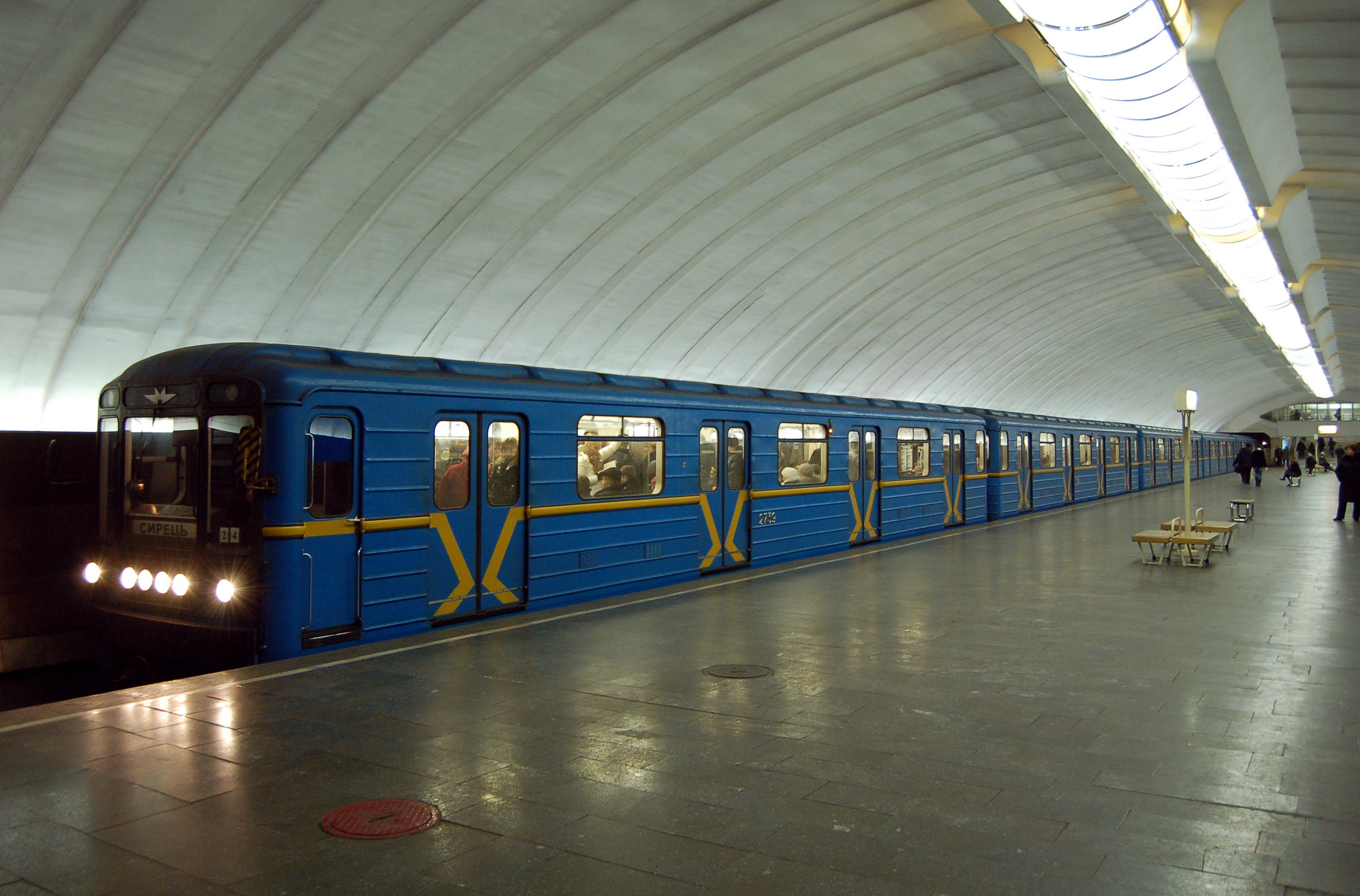
Поїзд 81-717.5М/714.5М у Київському метрополітені

Вагони мали великий попит і в інших метрополітенах та стали використовуватись у Київському, Мінському — на Московській та Автозаводській лініях, Новосибірському — на Ленінській та Дзержинській та у Дніпрі на єдиній Центрально-Заводській лінії.

### 81-717.5П/714.5П, 81-717.5Н/715.5Н і 81-717.5Б/714.5Б

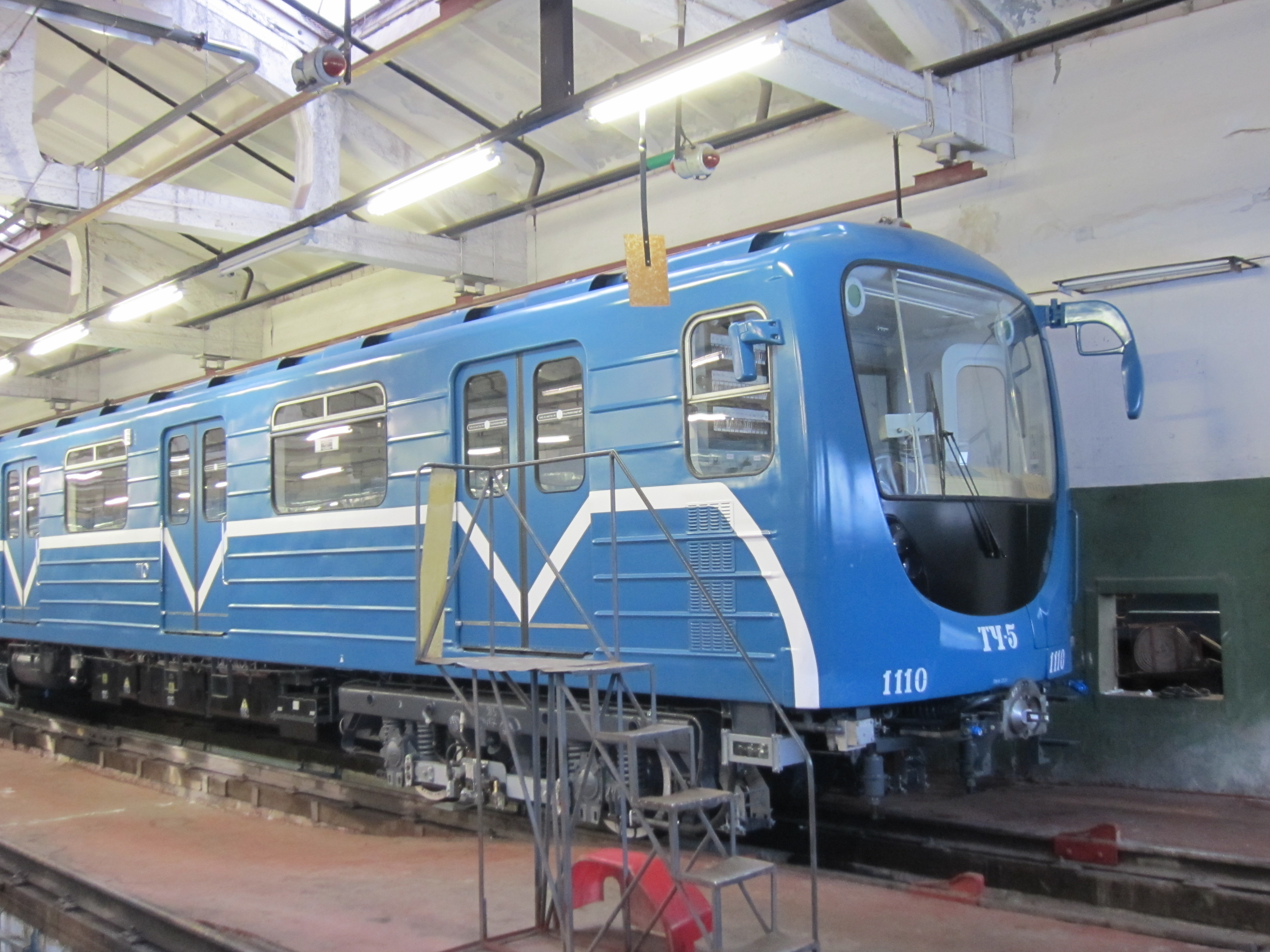
Поїзд 81-717.5П/714.5П у Санкт-Петербурзі.

Останні вагони 81-717.5М/714.5М були вироблені у 2014 році та поставлені до Мінська. Дані типи вагонів стали найпопулярнішими не тільки в Росії, а й у Білорусії, в Україні та Азербайджані.
З кінця 2011 по літо 2014 року на ОЕВРЗ будувались вагони 81-717.5П/714.5П для Санкт-Петербурга з оновленою кабіною машиніста, що використовують кузова «Метровагонмаш», які фактично є повним аналогом вагонів 81-540.2/541.2 виробництва ЗАТ «Вагонмаш». Раніше, в 2006—2007 роках «Метровагонмаш» також виготовляв проміжні вагони 81-714.5П для Санкт-Петербурга за спецзамовленням, також аналогічні 81-541.2, однак, в силу невеликої величини замовлення вони мали ряд особливостей, властивих лише митищинським вагонам.

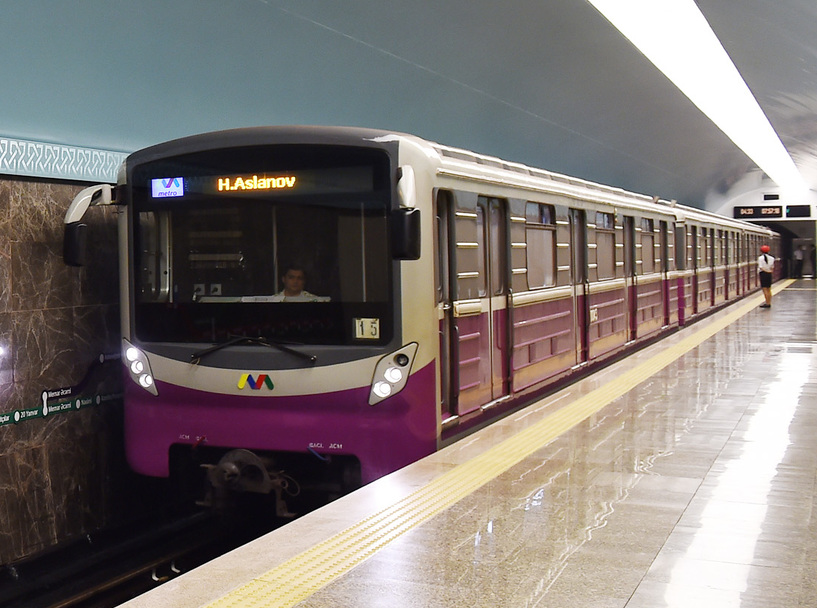
81-717.5Б у Баку

У 2002—2011 роках ВАТ «Метровагонмаш» поставило в Баку вагони спеціальної комплектації, що одержали позначення 81-717.5Б та 81-714.5Б відповідно і стали експлуатуватись у Бакинському метро. У 2010-х роках у Новосибірському метрополітені було освоєно модернізацію складів, що отримала серійне позначення 81-717.5Н/714.5Н.

#### Характеристика
Вагони розраховані працювати за системою багатьох одиниць і можуть експлуатуватися у складі поїзда з максимальною кількістю вагонів до восьми. Головні вагони 81-717.5М при човниковій експлуатації рухомого складу встановлюються по кінцях поїзда. Кузови вагонів виготовлені з маловуглецевої сталі та мають цільнозварну несучу конструкцію. Зовнішня обшивка кузовів для забезпечення підвищеної жорсткості виконана з сталевих гофрованих листів, кузови мають підвищену тепло- і шумоізоляцію. Вагони типів 81-717.5М/714.5М обладнані двома системами вентиляції — природною припливно-витяжною та примусовою механічною.
Вагони забезпечені тяговим електроприводом постійного струму із системою плавного регулювання поля, розрахованого на роботу в тяговому режимі та в режимі електродинамічного резисторного гальмування зі швидкості 90 км/год до 8 км/год. У кожному вагоні встановлено чотири тягові електродвигуни ДК-117ДМ із самовентиляцією, по два на візок, потужністю по 114 кВт кожен.
Візки вагонів 81-717.5М та 81-714.5М двовісні, з опорно-рамним підвішуванням тягових електродвигунів та осьовою підвіскою редукторів. Рама візка Н-подібної форми цільнозварювальна, з двоступінчастим ресорним підвішуванням. У первинному підвішуванні використано комплекти спіральних циліндричних пружин. Вторинне підвішування — люлькового типу, а також з використанням спіральних циліндричних пружин. У систему вторинного підвішування вбудовані гідравлічні амортизатори гасіння вертикальних та горизонтальних коливань, двох струмоприймачів, деталей механічного гальма. Маса візка з двигунами — 7500 кг.
Зовні склади з електровагонів типів 81-717.5М/714.5М відрізняються від своїх попередників наявністю чотирьох світлових фар під лобовим склом головного вагона, проте з 2001 року більш старі вагони типів 81-717 і 81-717.5 при модернізації стали отримувати аналогічний вигляд.
З 2003 року в пасажирські салони вагонів типів 81-717.5М/714.5М встановлювались антивандальні пластикові сидіння з м'якими вставками. Також вони стали доповнюватися відеокамерами. З 2007 року салон став освітлюватись лампою типу світлова лінія. З 2008 року — новий пластик. З 2009 року — вдосконалені візки. З 2010 року — привід латвійського виробництва (у зв'язку із закриттям заводу «Динамо»), на вагонах 81-717.5М фари замість рудо-жовтих стали світло-бузково-сині.

### 81-717.6/714.6
У 2005 році був запропонований проект, а з 2006 року почалися роботи з капітальної модернізації існуючих «номерних» до модифікації, що отримала назву 81-717.6К/714.6К. У ході модернізації на поїзди встановлювалася нова простора напівобтічна склопластикова кабіна машиніста з аварійними дверима в лобовій частині та новим пультом керування, схожа на кабіни метропоїздів «Ока» та «Ладога»; припливно-витяжна вентиляція салону замінювалася на примусову, а також встановлювався новий комплект електроустаткування та візки оновленої конструкції. У пасажирському салоні було застосовано нове облицювання стін та сидінь, а також нові світильники та круглі вентилятори в стельовій зоні, в кабіні машиніста встановлювався кондиціонер.
Наприкінці 2007 року за даним проектом було здійснено капітальний ремонт та модернізацію восьмивагонного складу типу 81-717.5/714.5. Перші три вагони надійшли в грудні 2007 року в електродепо «Сокіл» Московського метрополітену для проведення випробувань, а в січні 2008 року поїзд був доповнений ще п'ятьма вагонами до восьмивагонного складу. Через рік комісія затвердила результати випробувань, і 2009 року було випущено перший абсолютно новий серійний восьмивагонний склад, який отримав позначення типу 81-717.6/714.6, планувалася також модернізація старих вагонів до рівня 81-717.6К/714.6К.
Восени 2009 року пробний модернізований склад 81-717.6К/714.6К був відправлений в електродепо «Новогіреєво» та експлуатувався на Калінінській лінії до серпня 2012 року, після чого був усунений від експлуатації з пасажирами. 29 грудня 2009 року на ту саму лінію вийшов перший поїзд типу 81-717.6/714.6. Спочатку планувалося налагодити серійне виробництво цих вагонів, але в ході експлуатації складів виявлено численні проблеми, через які вони часто були відсутні на лінії, тому було вирішено укомплектувати лінію Калінінську вагонами 81-760/761 «Ока».
У 2011 році у зв'язку із продовженням Люблінсько-Дмитрівської лінії Московський метрополітен замовив ще 10 нових восьмивагонних складів даного типу. Починаючи з другого складу, вагони обладнані електроприводом дверей. Згодом Московський метрополітен повністю відмовився від закупівель вагонів 81-717.6/714.6 та перейшов на закупівлю вагонів 81-760/761. Навесні 2011 року випущений раніше перший склад 81-717.6/714.6 був переданий до депо ТЧ-15 «Друкувальники» для навчання машиністів, а з літа знову почав експлуатуватися з пасажирами.
У 2012 році три чотиривагонні склади 81-717.6/714.6 були закуплені для Нижньгородського метрополітену до відкриття станції «Горьківська». У жовтні 2013року до ТЧ-1 «Пролетарське» надійшли ще три п'ятивагонні склади 81-717.6/714.6. Ще 23 вагони 81-717.6/714.6 для Нижнього Новгорода були виготовлені 2014 року і дозбирані на ОЕВРЗ в 2017 році, після чого були сформовані в три п'ятивагонні і два чотиривагонні потяги, які надійшли до метрополітену наприкінці 2017 року.
2013 року вагони 81-717.6/714.6 планувалося поставити у Ташкентський метрополітен, проте замість них були закуплені склади типу «Москва». 2019 року два чотиривагонні склади 81-717.6/714.6 були закуплені для Єкатеринбурзького метрополітену. У березні 2020 року здійснено постачання одного складу 81-717.6/714.6 до Самарського метрополітену.
Деякі технічні рішення (наприклад, маска кабіни), застосовані на вагонах цього типу, були надалі застосовані при модернізації вагонів Будапештського метрополітену типів Ев3, 81-717.2/714.2 та 81-717.2М/714.2М у 81-717.2К/714.2К, а також Софійського 81-717.4/714.4 у 81-717.4М/714.4М

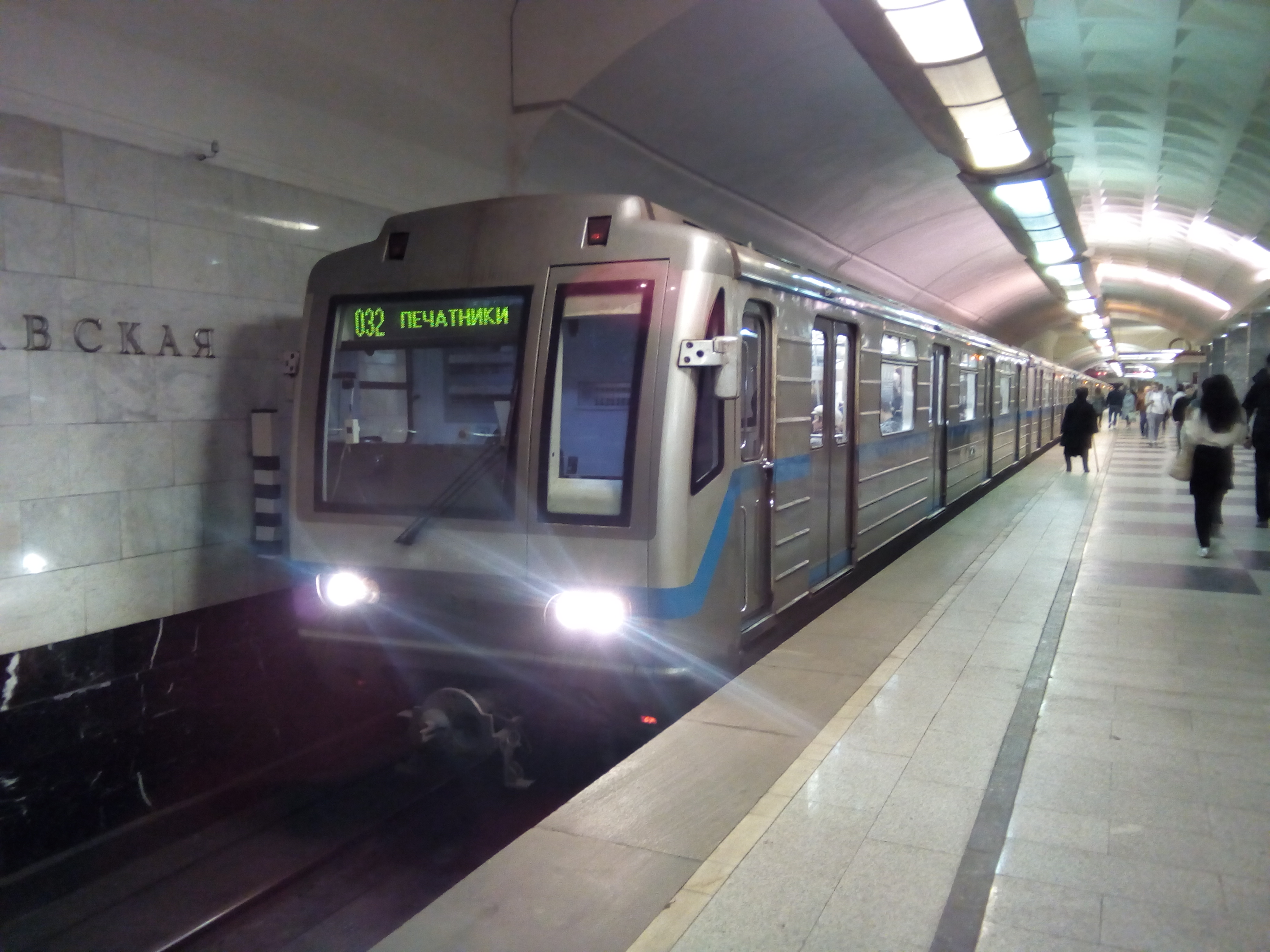
81-717.6/714.6 на станції «Братиславська», Москва
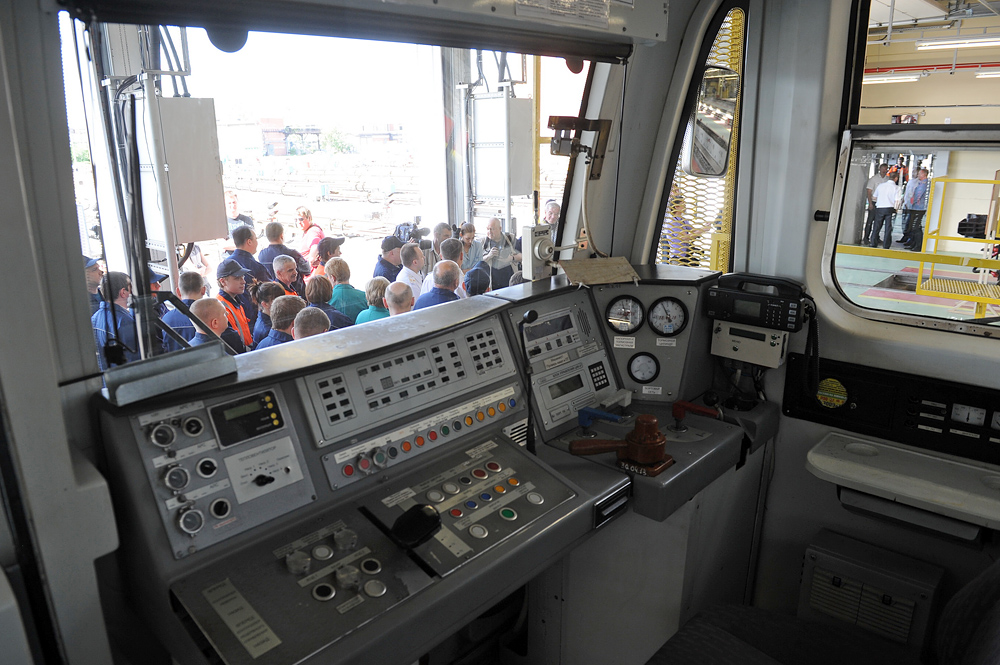
Кабіна машиніста
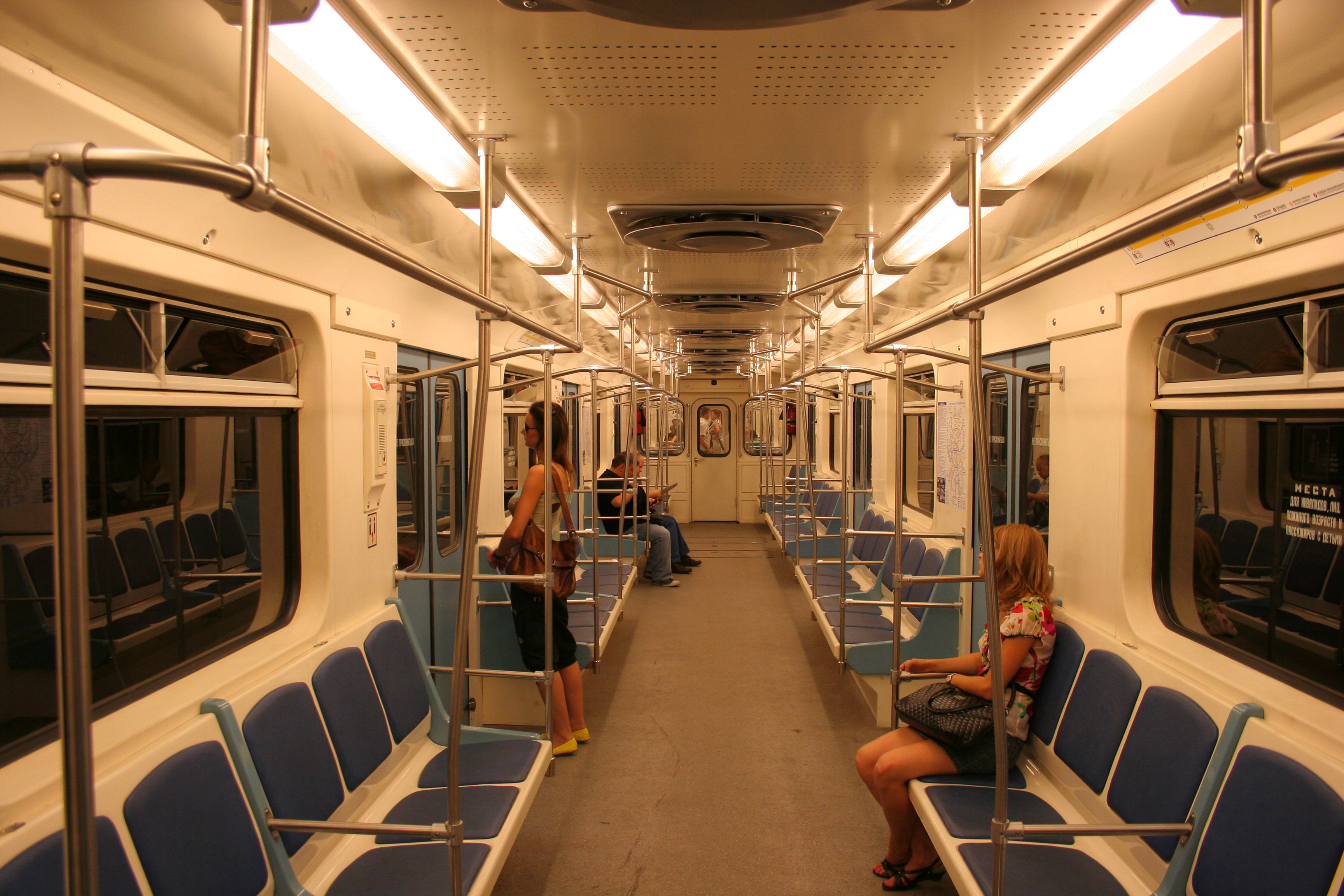
Пасажирський салон

### 81-717.5А/714.5А
2010 року до 75-річчя Московського метрополітену був збудований та стилізований під перший поїзд, що складався з вагонів типу А. Виготовлений на основі моделі 81-717.5М/714.5М та призначений для регулярної пасажирської експлуатації. Відрізняється від базової моделі дизайном екстер'єру та інтер'єру, стилізованим під вагони 1930-х років. У зовнішньому дизайні використано стилізовану під вагони типу А лобову частину головних вагонів, що має схожі з оригінальними для них покажчик маршруту, повітряний сигнал, передній бампер, дерев'яні поручні з двома великими хромованими фарами круглої форми (але без торцевих дверей, на відміну від оригіналу); на заводі корпус вагонів пофарбовано у кольори вагона типу А зразка 1935 року.
Внутрішнє оздоблення вагонів виконане з важкогорючого пластику, що імітує лінкруст — матеріал, що застосовувався в салонах вагонів старих серій; колірне рішення пасажирського салону аналогічне вагонам типу А. Алюмінієві елементи декоровані під деревину, при цьому спочатку у вагонах ретро-поїзда було встановлено дерев'яну лиштву вікон (з бука). Крім того, салон обладнаний диванами з пружинними подушками і покриттям зі штучної шкіри (аналогічні диванам 1935 року), поручнями в стилі 1935 року, стельовими і настінними світильниками бра, також характерними для перших вагонів типу А . Наприкінці 2016 року заводські таблички у вагонах було перебито на позначення 81-717.5М/714.5М, проте потім їх замінили на відповідні офіційному заводському позначенню моделі — 81-717.5А/714.5А.
Запущено 15 травня 2010 року на Сокольницькій лінії, також бере участь у параді поїздів на Кільцевій лінії.
- Поїзд на Кільцевій лінії під час параду поїздів 15 травня 2015 года.

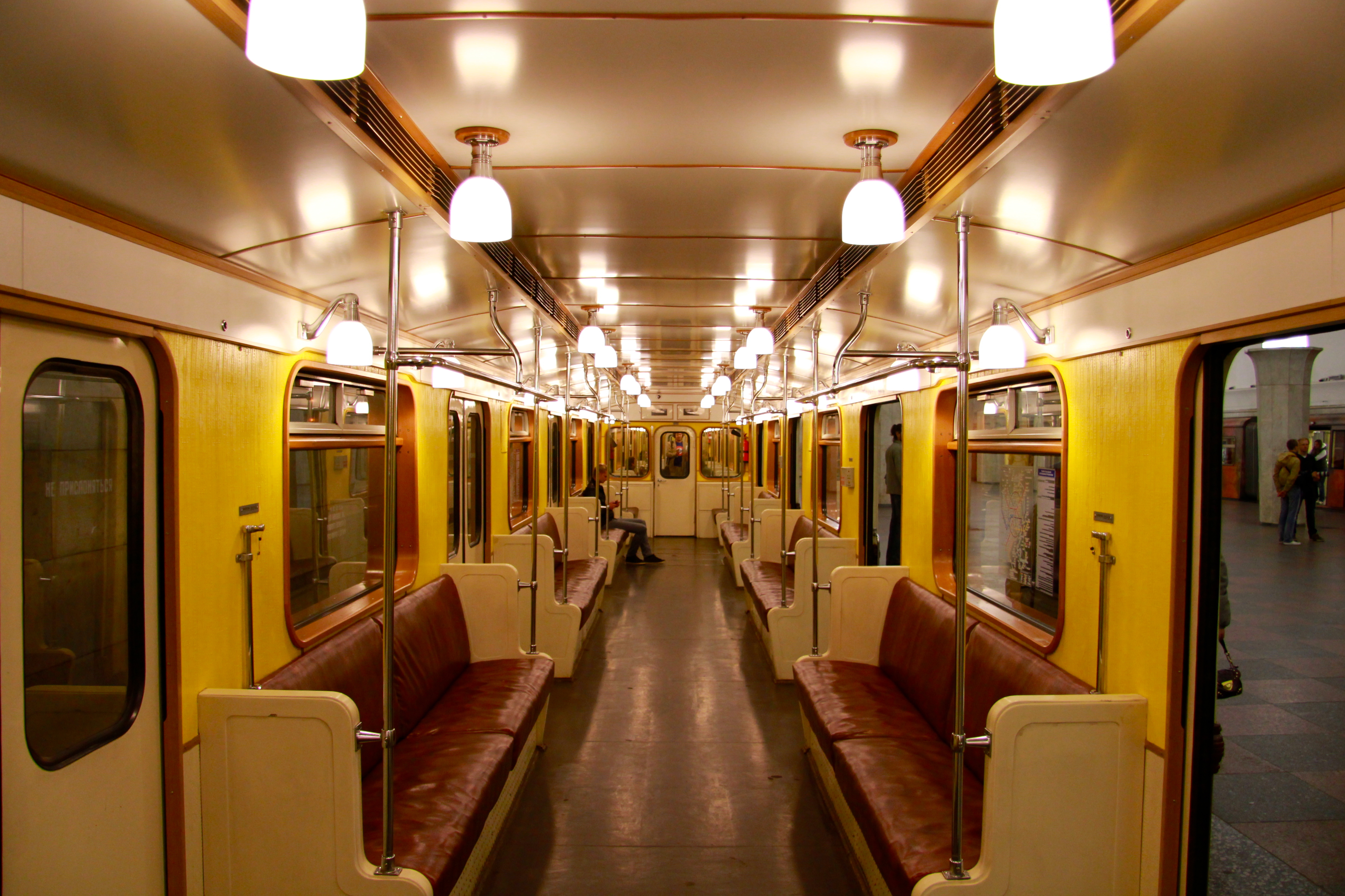
Інтер'єр поїзду
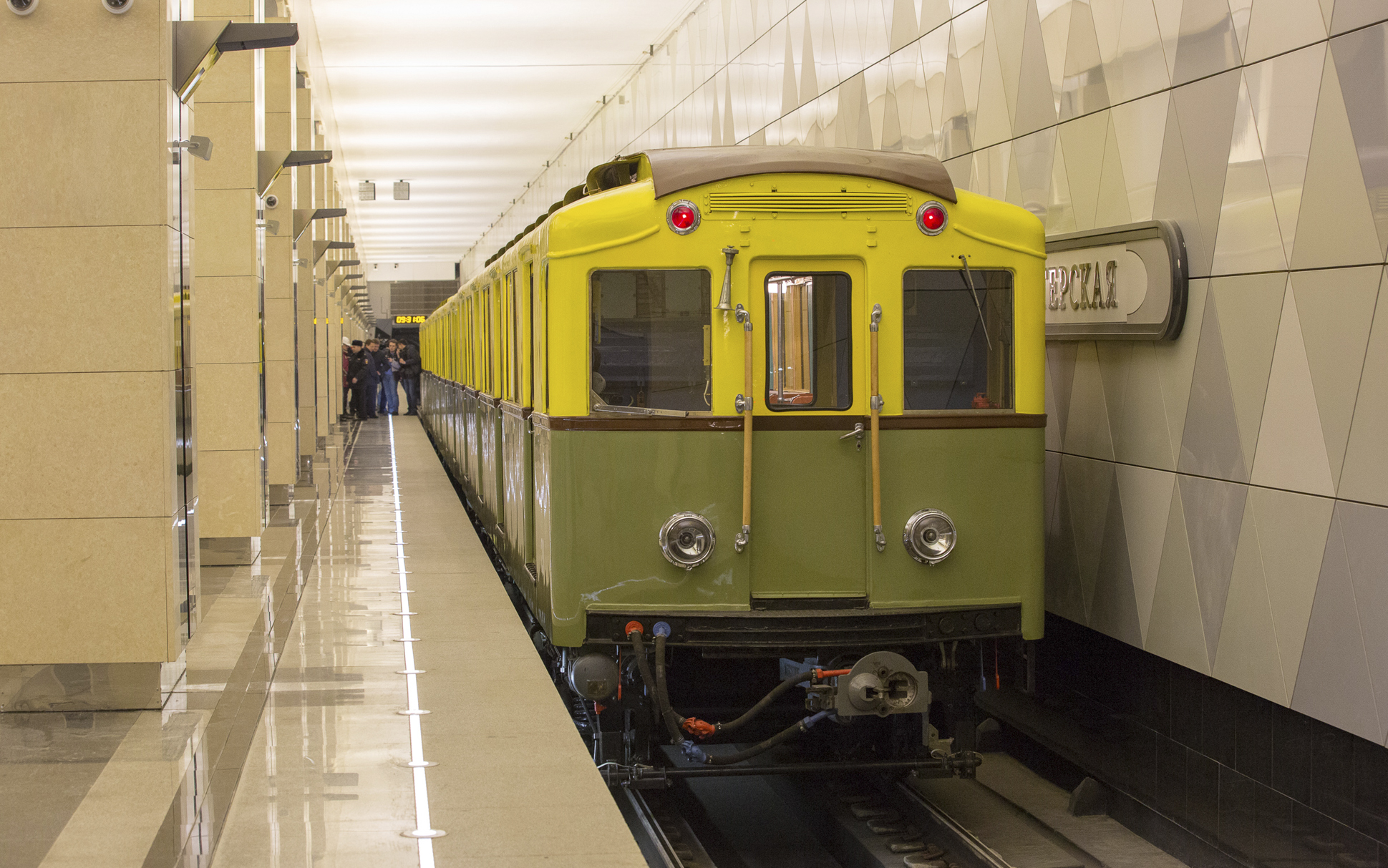
Оригінальний поїзд типу А, стілизацією якого є 81-717.А 714.А

### 81-717М

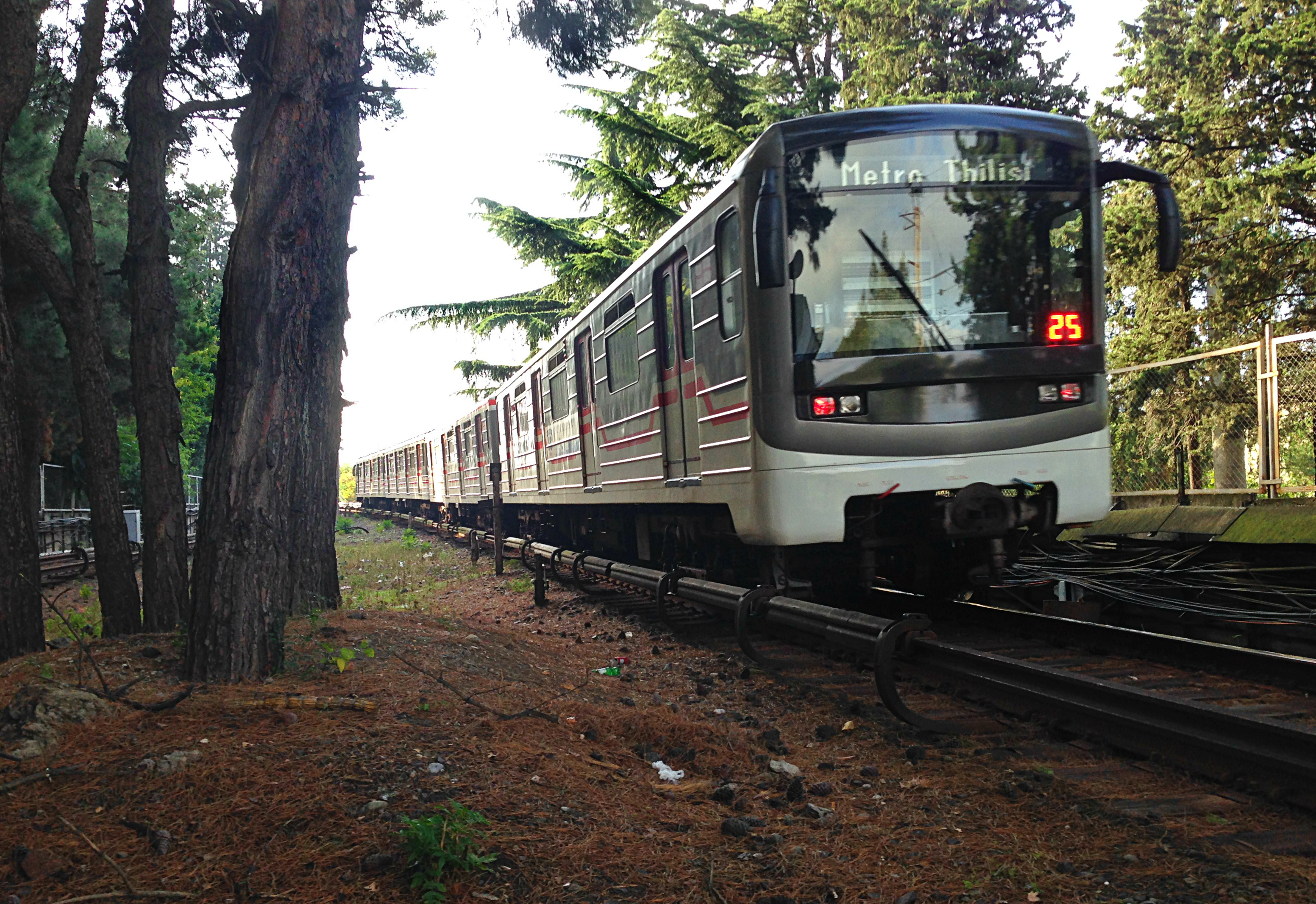
81-717М у Тбілісі.

З вересня 2011 року започатковано модернізацію вагонів 81-717/714 на заводі ЗРЕПС у Тбілісі на тип 81-717М/714М. Модернізація включає заміну електрообладнання, радикальну зміну салону і зовнішнього вигляду вагонів: на головні вагони встановлюється нова склопластикова маска, вагони перефарбовуються в сріблясто-червоно-біле забарвлення. У головних вагонів, що модернізуються в проміжні, ліквідується кабіна машиніста та її простір використовується під пасажирський салон. За подібним зразком також було здійснено модернізацію метропоїздів серії 81-717/714 для Бакинського та Єреванського метрополітенів.
З 2018 року в Єреванському метрополітені експлуатується два двокабінних вагони 81-717М, що є всесвітньо безпрецедентним випадком; при цьому Правила технічної експлуатації (ПТЕ) допускають експлуатацію складів мінімум з трьох вагонів.

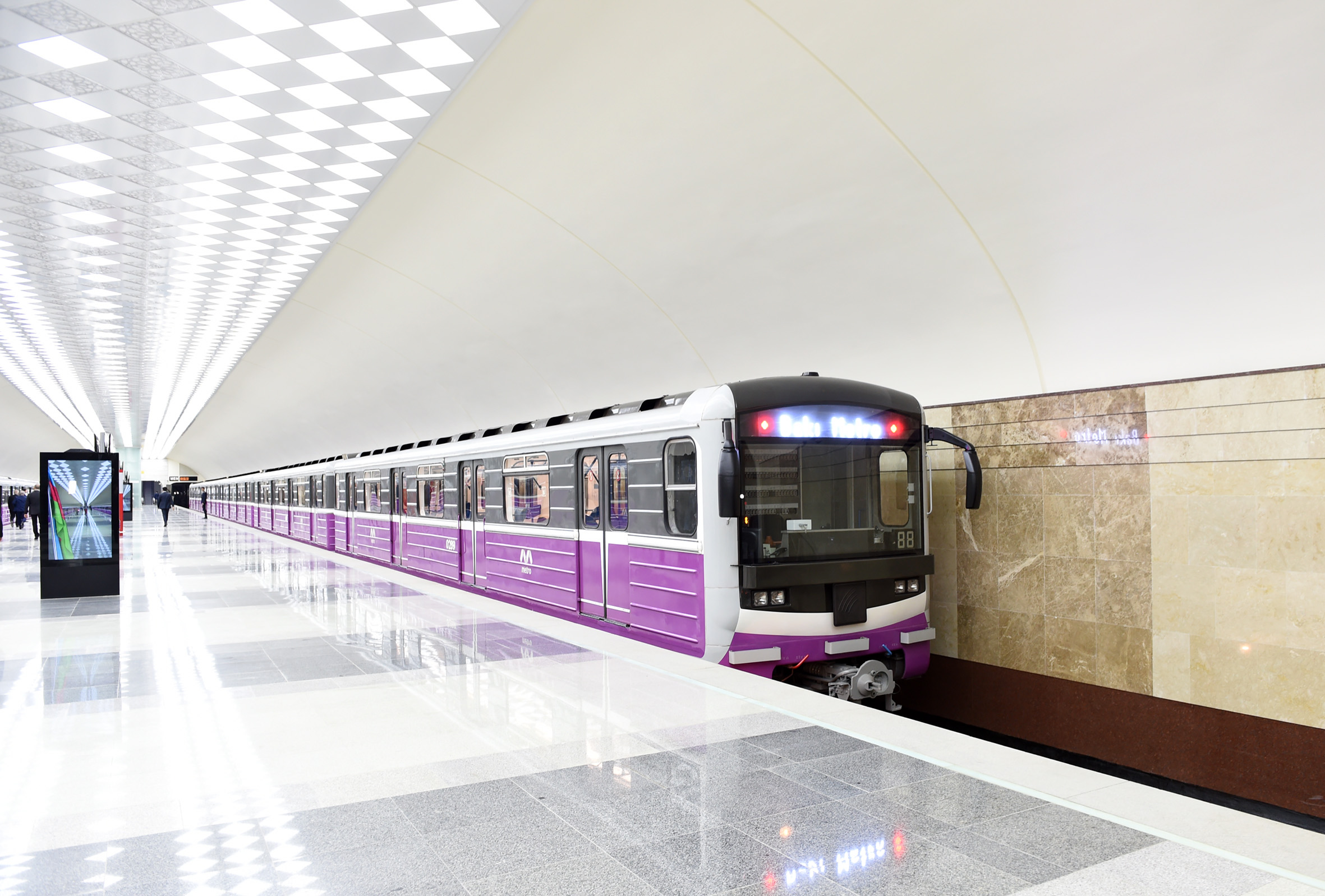
81-717М у Баку
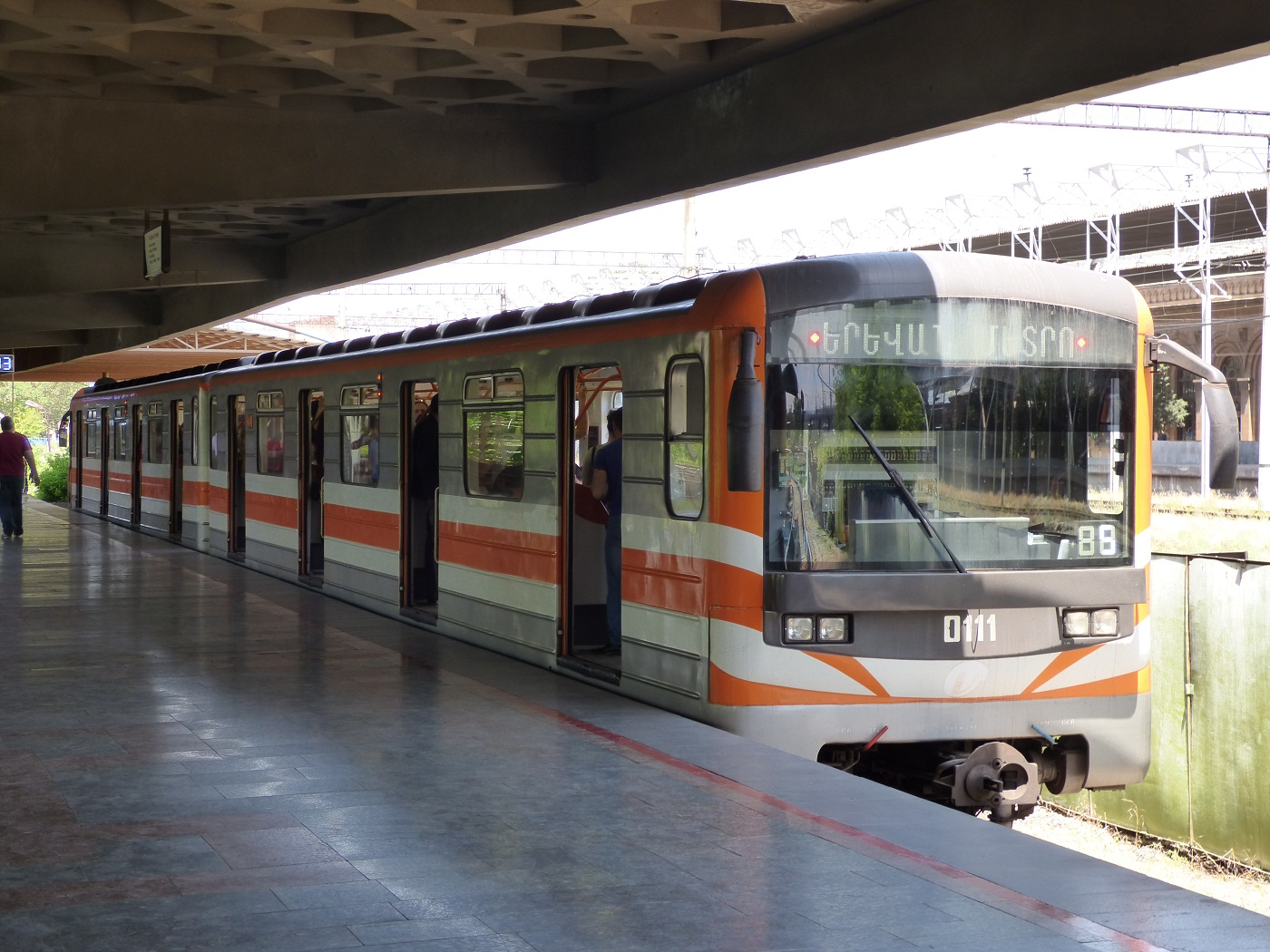
Двовагонний 81-717М у Єревані

#### 81-717КМ
У електродепо «Оболонь» у 2019—2020 роках проходив модернізацію вагон 81-717/714, в ході модернізації змінений зовнішній вигляд корпусу та салону, подібний Е-КМ.

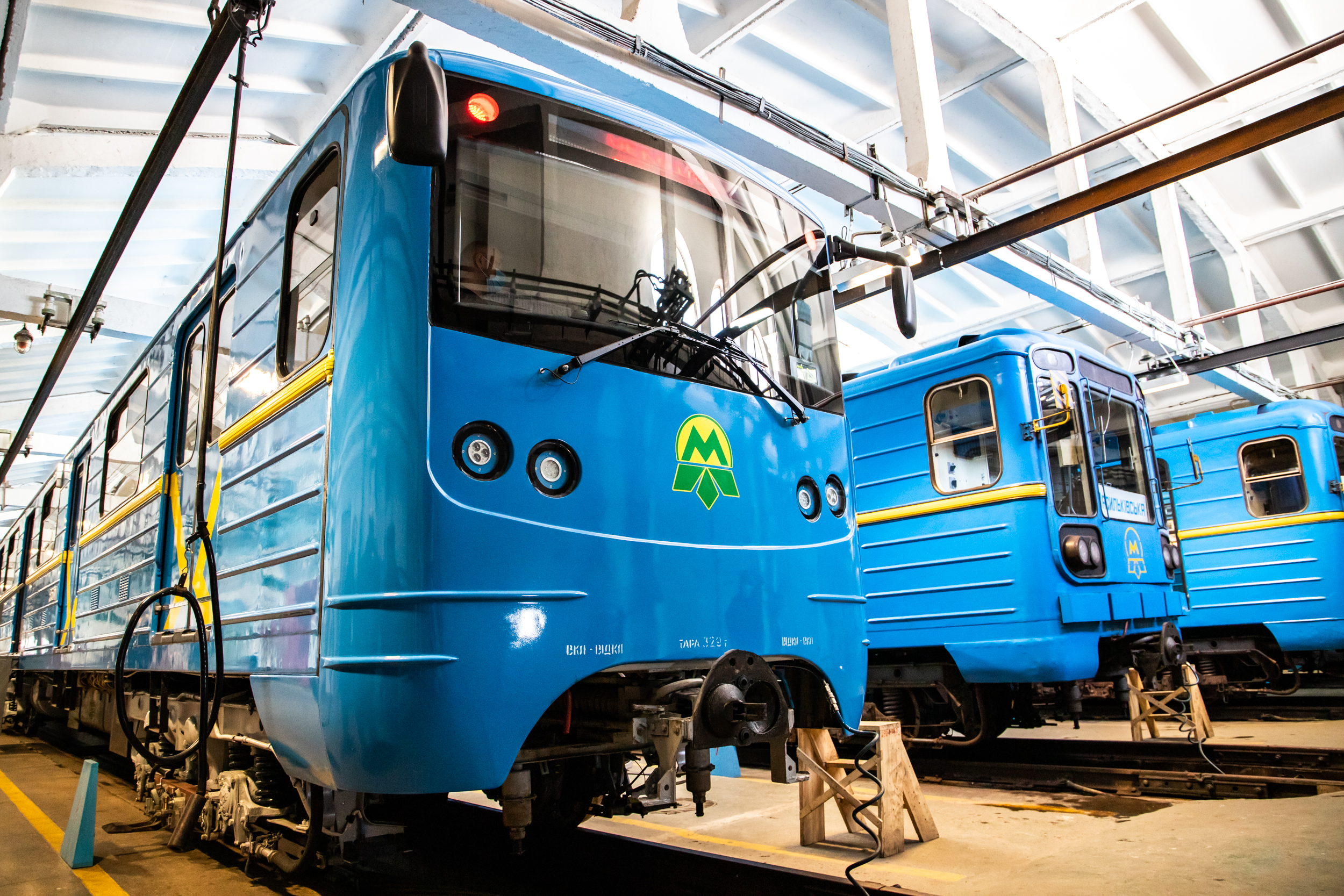
Вагон 81-717КМ
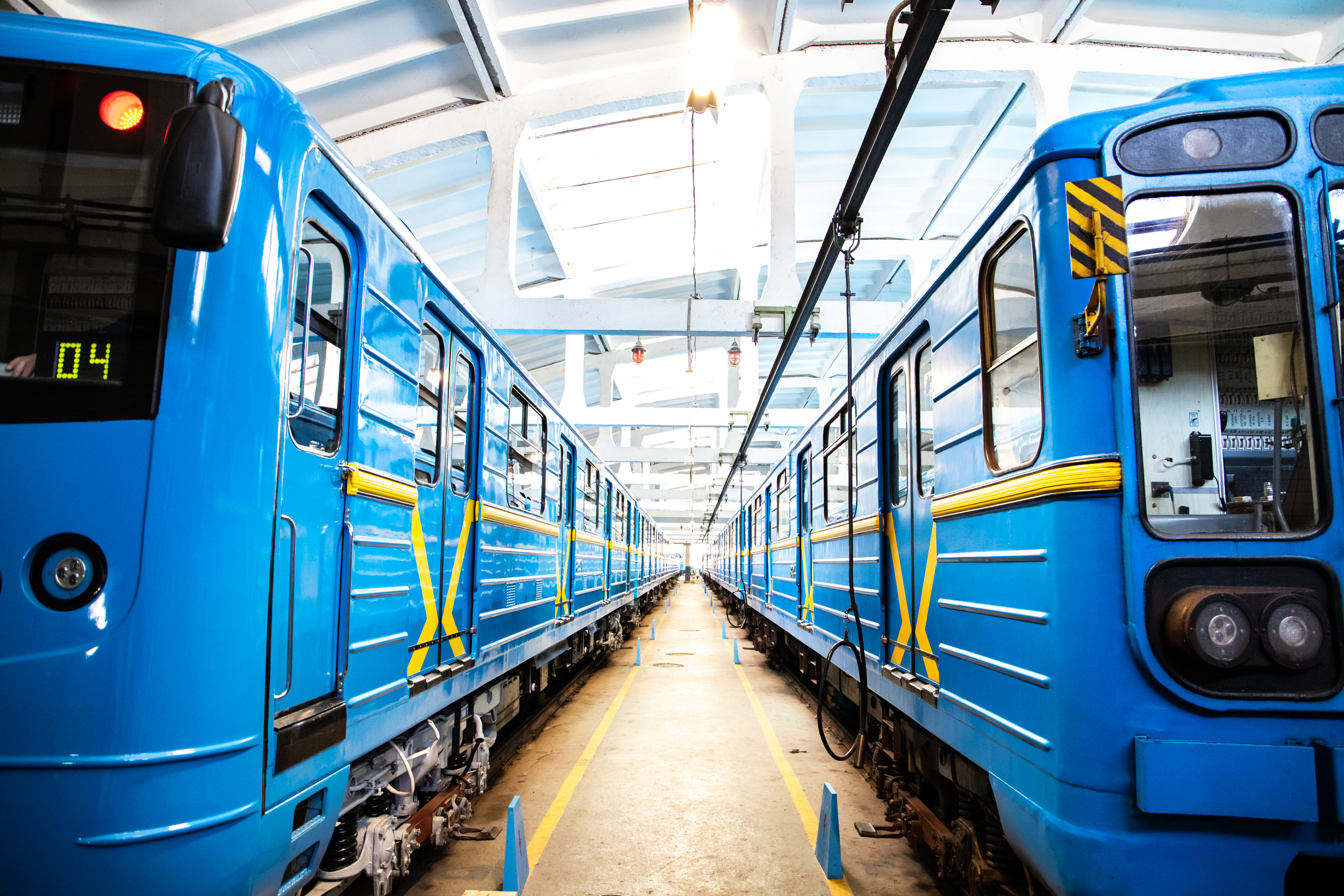
81-717КМ (ліворуч) і 81-717.5 (праворуч)
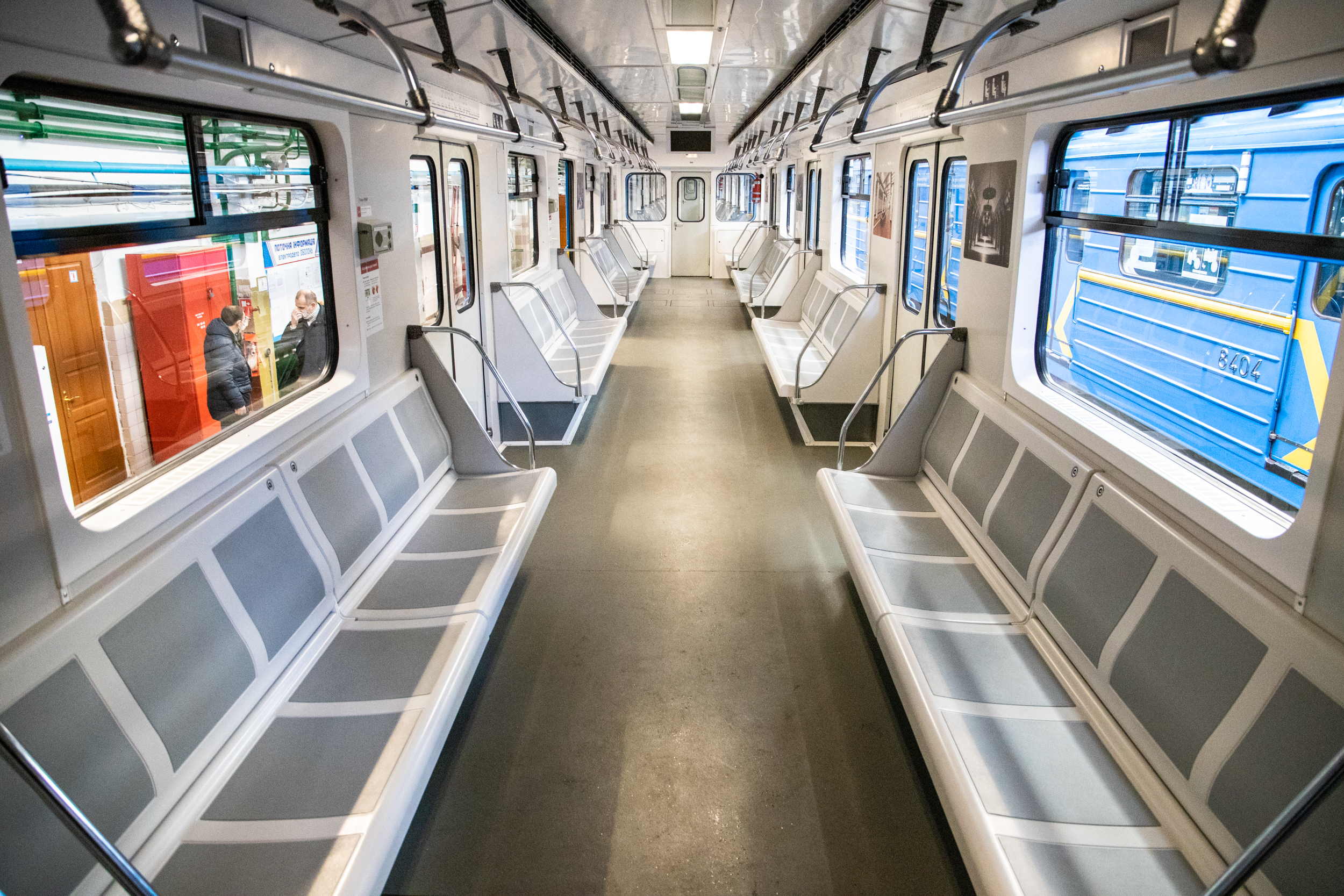
Салон вагону 81-717КМ

### 81-717.5Л

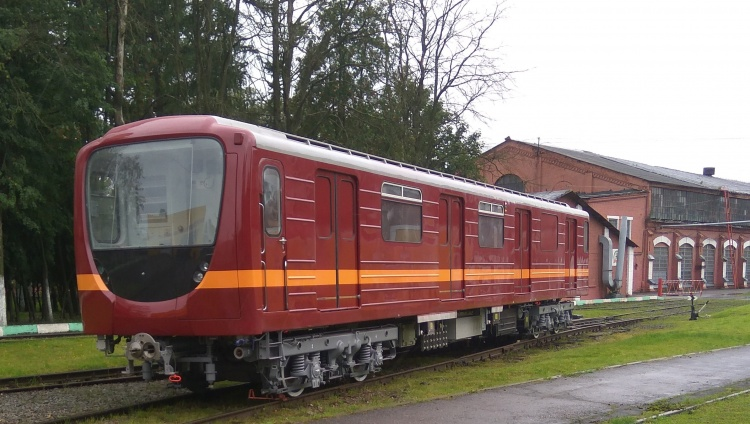
Вагон 81-717.5Л

Вагон-лабораторія 81-717.5Л побудований у 2018 році  на ОЕВРЗ та доопрацьований АТ «Фирма ТВЕМА». З 2018 року експлуатується на лініях Петербурзького метрополітену замість старого вагона-лабораторії типу Ема-502 № 6373.

### 81-714.6Д

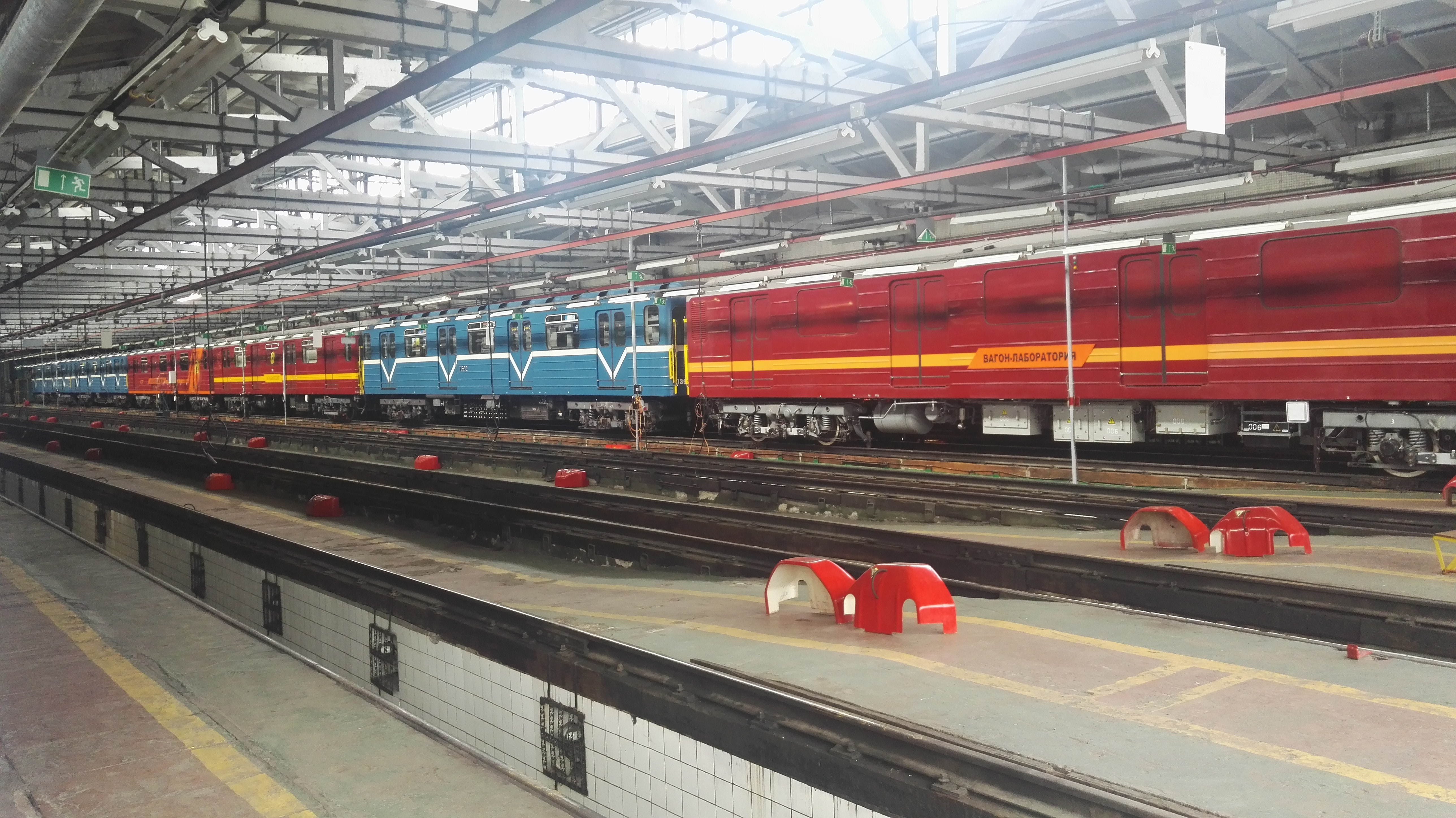
81-714.6Д (ліворуч) та 81-717.5Л (праворуч)

Вагон-дефектоскоп 81-714.6Д побудований у 2016 році  на ОЕВРЗ у своїй основі є вагоном серії 81-714.5П з частково не встановленим обладнанням та доопрацьованим АТ «Фирма ТВЕМА», присвоєно бортовий номер № 002. Замінив собою старий вагон-дефектоскоп типу Ем № 3875, списаний у грудні 2016 року. З 2017 року став експлуатуватись на лініях Петербурзького метрополітену, у 2018 році вагон-дефектоскоп № 002 разом із вагоном-шляховимірником № 11482 було переведено з електродепо «Автово» до електродепо «Московське». У вересні 2018 року перебував у складі вагонів спеціального призначення (спецскладу) наступного формування: вагон-лабораторія № 006 (81-717.5Л) — № 7398 (81-714) — вагон-шляховимірник № 11482 (81-541.7) — вагон-дефектоскоп № 002 (81-714.6Д) — № 7392 (81-714) — № 8441 (81-717).

### 81-714Уз
2021 року стало відомо про випробування причіпного проміжного (безмоторного) вагона 81-714Уз, створеного на базі моделі 81-714 на АТ «Ташкентський завод з будівництва та ремонту пасажирських вагонів».
Будувалися для нарощування чотирьохвагонних складів місцевого метрополітену до п'ятивагонних. Про успішні випробування дослідного зразка такого вагона стало відомо у 2021 році. Випробування проводив орган із сертифікації ТОВ «Центр сертифікації залізничної продукції» із залученням співробітників кафедри електромеханічного факультету Ташкентського державного університету транспорту, спільно зі спеціалістами заводу. Цей завод освоїв і капітально-відновлювальний ремонт вагонів 81-717 і 81-714.

## Експлуатація
| Країна      | Місто           | Серії                                                                                                 |
| ----------- | --------------- | --- |
| Азербайджан | Баку            | 81-717/714 • 81-717.5/714.5 • 81-717.5Б/714.5Б • 81-717.5М/714.5М • 81-717М/714М                      |
| Білорусь    | Мінськ          | 81-717/714 • 81-717.5/714.5 • 81-717.5М/714.5М                                                        |
| Болгарія    | Софія           | 81-717.4/714.4 • 81-717.4М/714.4М                                                                     |
| Вірменія    | Єреван          | 81-717/714 • 81-717.5/714.5 • 81-717М/714М                                                            |
| Грузія      | Тбілісі         | 81-714/717 • 81-717М/714М                                                                             |
| Польща      | Варшава         | 81-717.3/714.3                                                                                        |
| Росія       | Єкатеринбург    | 81-717/714 • 81-717.5/714.5 • 81-717.6/714.6                                                          |
| Росія       | Москва          | 81-717/714 • 81-717.5/714.5 • 81-717.5М/714.5М • 81-717.6/714.6 • 81-717.6К/714.6К • 81-717.5А/714.5А |
| Росія       | Нижній Новгород | 81-717/714 • 81-717.5/714.5 • 81-717.6/714.6                                                          |
| Росія       | Новосибірськ    | 81-717/714 • 81-717.5/714.5 • 81-717.5Н/714.5Н • 81-717.5М/714.5М                                     |
| Росія       | Санкт-Петербург | 81-717/714 • 81-717.5/714.5 • 81-717.5П/714.5П • 81-717.5Л • 81-714.6Д                                |
| Росія       | Самара          | 81-717/714 • 81-717.5/714.5 • 81-717.6/714.6                                                          |
| Угорщина    | Будапешт        | 81-717.2/714.2 • 81-717.2М/81-714.2М • 81-717.2К/714.2К                                               |
| Узбекистан  | Ташкент         | 81-717/714 • 81-717.5/714.5 • 81-714Уз                                                                |
| Україна     | Харків          | 81-714/717 • 81-717.5/714.5                                                                           |
| Україна     | Дніпро          | 81-717/714 • 81-717.5/714.5 • 81-717.5М/714.5М                                                        |
| Україна     | Київ            | 81-717/714 • 81-717.3/714.3 • 81-717.5/714.5 • 81-717.5К/714.5К • 81-717.5М/714.5М • 81-717КМ/714КМ   |
| Чехія       | Прага           | 81-717.1/714.1 • 81-717.1М/714.1М                                                                     |

## Конструкція
Вагони метро моделей 81-717/714, як правило, експлуатуються в метрополітенах із шириною колії 1520+4 мм і мають нижній струмозйом. Модифікації, що експортувалися до країн з колією 1435 мм, випускалися з візками на цю колію.
Електрична схема ланцюгів управління така, що поїзд може формуватися строго з обох різновидів, причому по кінцях повинні бути головні вагони, а в центрі — проміжні. Мінімальна кількість проміжних вагонів дорівнює одному, максимальна — шести. Таким чином, всього потягом може бути від трьох до восьми вагонів. Однак є й винятки — таким є Єреванський метрополітен, де використовуються двовагонні потяги (два головні вагони 81-717). Крім того, при модернізації вагонів у тип 81-717М одним із варіантів виконання є одиночні двокабінні головні вагони, які також експлуатуються в Єреванському метрополітені.

### Механічне обладнання

#### Кузов

Розміри вагонів

Вагони 81-717/714 та їх різновиди мають суцільнометалеві несучі кузови, які за конструкцією схожі з кузовами вагонів типу Еж3 і Ем. Основними частинами кузова є рама, бічні стінки, лобові та кінцеві частини, дах та металева підлога. Крім цього, у кузовах вагонів моделі 81-717 розташована суцільна металева перегородка, що відокремлює кабіну машиніста від пасажирського салону. Всі ці частини з'єднані між собою за допомогою електродугового (в окремих вузлах контактного) зварювання. Матеріалом кузова є вуглецеві високоякісні сталі .
Рама вагона є замкнутим контуром розмірами 18 806 × 2666 мм, що складається з бічних швелероподібних (висота 180 мм, ширина 70 мм) балок і кінцевих частин (служать для розміщення автозчепів). По кінцях розташовані укорочені хребтові балки, що служать для розміщення поглинаючих апаратів автозчеплень і гнізда для розміщення елементів кріплення самих автозчеплень. Крім цього, у набір рами входять 2 шкворневі балки (зварені зі сталевих листів товщиною 10 і 8 мм, через них кузов спирається на візки) і декількох поперечних балок (швеллер, 180×70×6 мм). Поздовжні балки у рамі відсутні, оскільки їх функції виконує гофрована підлога. Всі елементи рами за допомогою електродугового зварювання з'єднані між собою єдиною монолітною конструкцією.
Між собою вагони з'єднуються за допомогою жорсткого автозчеплення Шарфенберга. Для з'єднання поїзних проводів до головки автозчеплення підвішено клемну коробку, що складається з чотирьох роз'ємів: двох штирьових і двох гніздових. Загальна кількість контактів у коробці — 36×4=144, проте відповідних дротів вдвічі менше. Це пов'язано з тим, що нижні та верхні роз'єми дублюють один одного, тим самим значно підвищуючи надійність з'єднання ланцюгів керування вагонів.

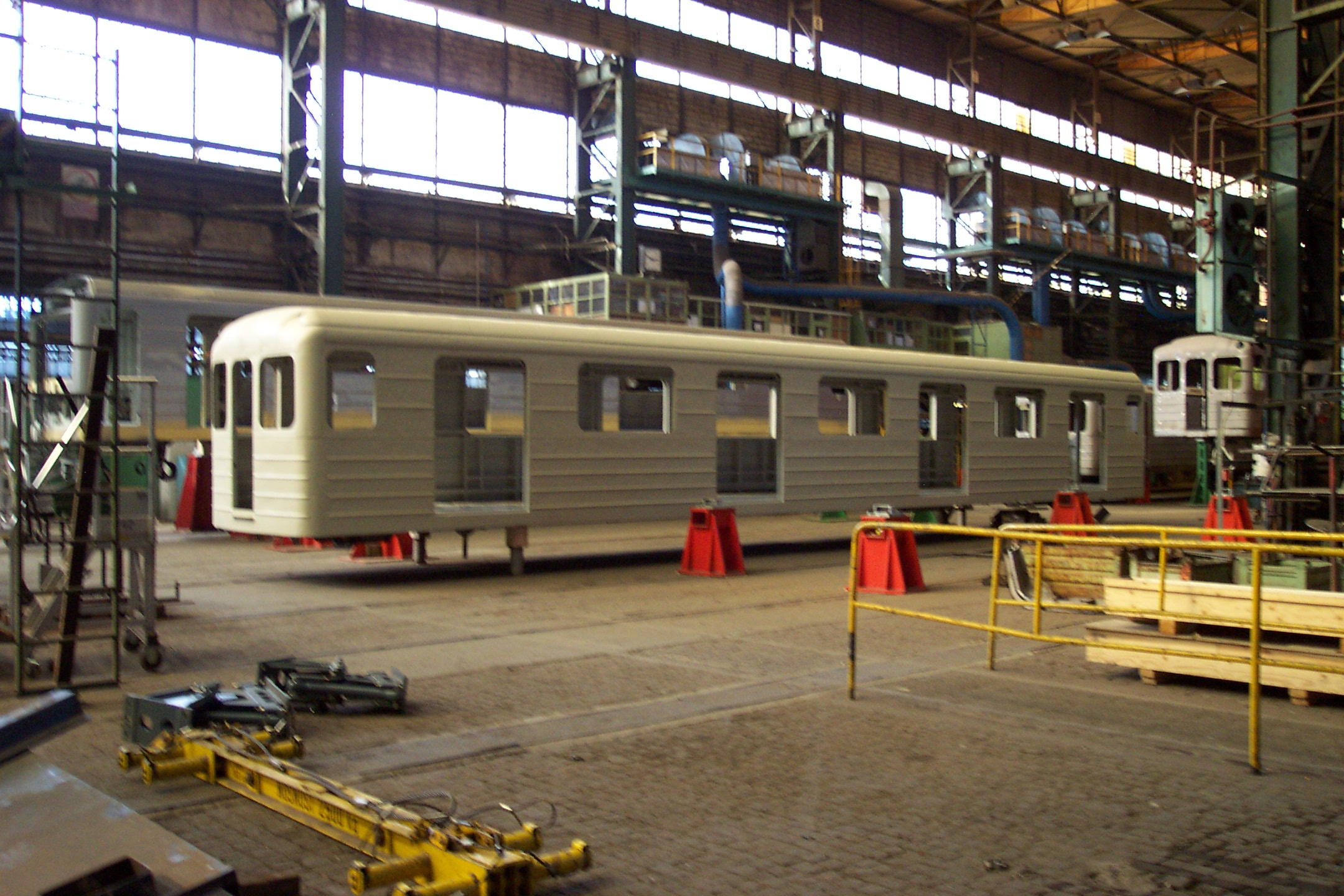
Кузов вагона 81-717.1 (Празький метрополітен), підготовлений до модернізації

Бічні стінки та кінцева частина кузова зібрані з вертикальних стійок, підвіконних балок та верхнього листа. Як обшивку застосовано сталевий гофрований лист товщиною 1,4-2 мм. Лобова частина головних вагонів (моделі 81-717) виконана із сталевого штампованого листа товщиною 4 мм, додатково посиленого за допомогою вертикальних ребер жорсткості, та приварена безпосередньо до каркаса кузова. Дах вагона має напівліхтарний тип, складається з поперечних ребер жорсткості та обшивки — сталевий гофрований лист товщиною 1,4 мм. Зверху на даху встановлені черпаки, всередині вздовж поздовжньої осі є елементи підвіски світильників освітлення салону. Для захисту від іржі, а також підвищення пожежної безпеки, металеві поверхні обклеєні азбестом і покриті вогнестійкою емаллю (ПФ-218Г).
Пізні модифікації вагонів отримали деякі відмінності в конструкції кузова — у модифікаціях 81-717.6 та 81-717.5П застосовані склопластикові маски кабіни, у вагонів .5П додатково розширено торцеві двері вагонів (аналогічно до вагонів 81-540). Також багато нових вагонів випускаються без декоративного молдингу під вікнами та без водовідливного жолоба під дахом.

#### Візки

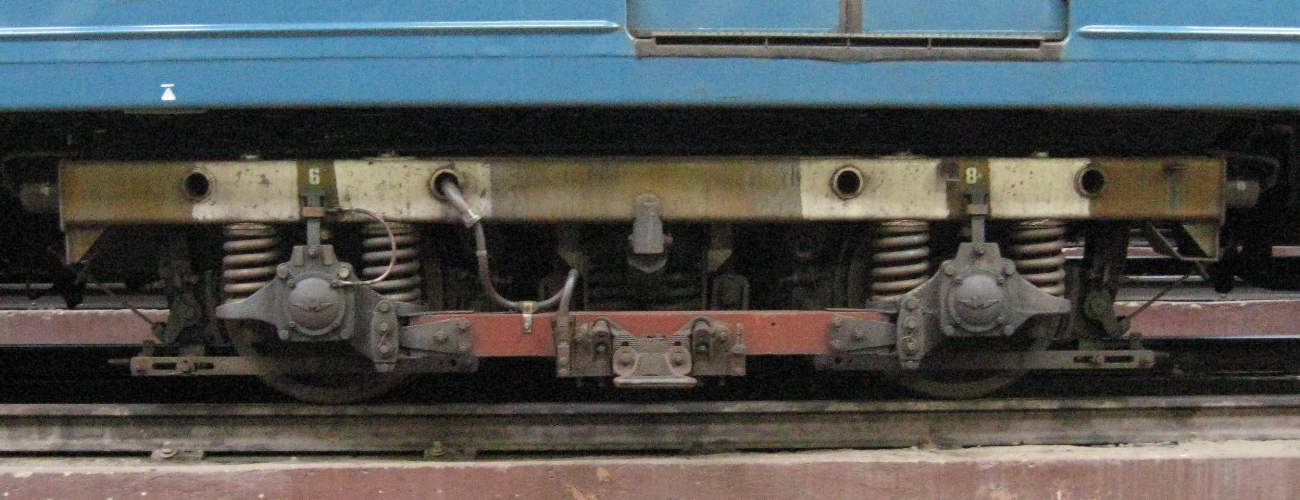
Візок зі шпинтонним надбуксовим підвішуванням

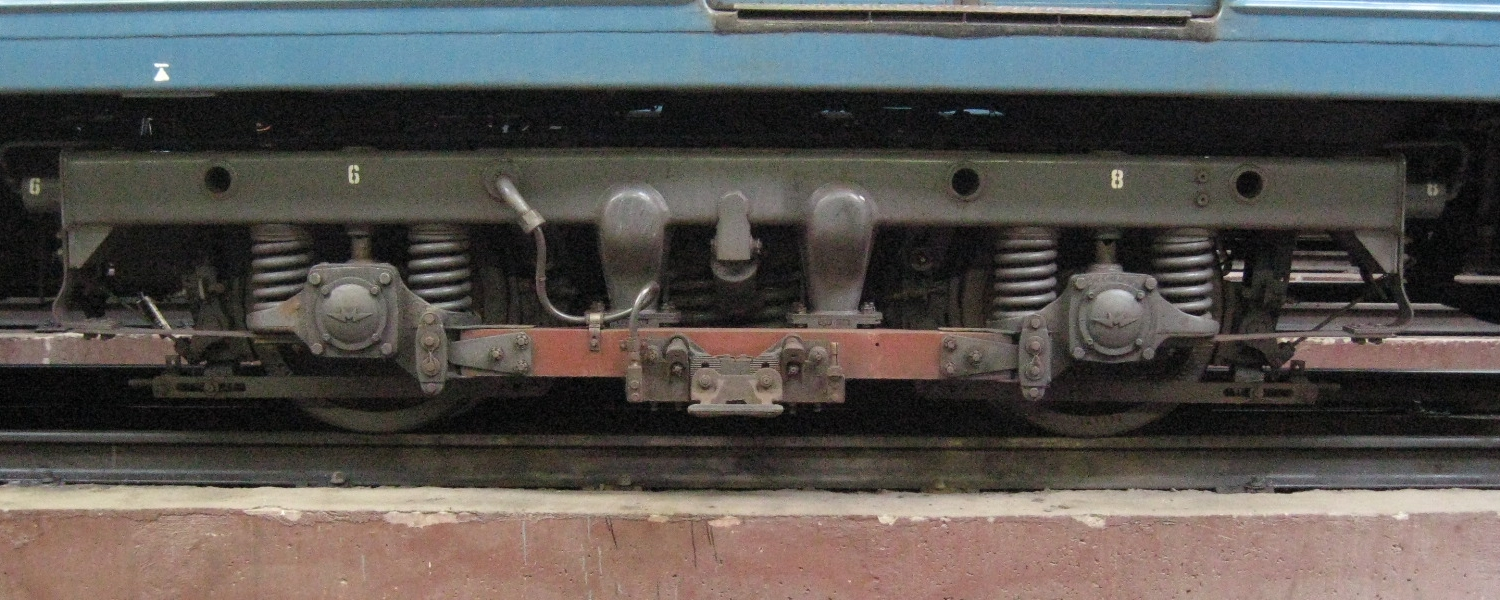
Візок із повідковим надбуксовим підвішуванням

Візки вагонів 81-717/714 моторні двовісні з індивідуальною підвіскою колісних пар, колісна база — 2100 мм. Основою візка є рама Н-подібної конструкції, зварена з двох поперечних і двох поздовжніх балок. Балки мають коробчатий переріз, що досягається за рахунок профілів коритоподібного перерізу. З'єднання балок один з одним здійснюється за рахунок зварювання встик, місця з'єднання при цьому посилюються додатковими накладками. Матеріалом балок є якісна вуглецева сталь марки 20. На поздовжніх балках встановлені кронштейни для кріплення пневматичного обладнання, на поперечних балках встановлені ковзуни, на які спирається кузов вагона, а також кронштейни для кріплення елементів тягового приводу (ТЕД та редуктор) та центрального ресора підвішування. За конструкцією візка вагонів 81-717/714 схожі з візками вагонів типу Е, відмінності ж обумовлені вищими потужностями тягових двигунів, а також вищою службовою вагою вагонів. Через це маса комплекту візків зросла з 7050 до 7550 кг, тобто на півтонни. Крім цього, візки вагонів 81-717 та 81-714 відрізняються між собою, зокрема на вагонах 81-717 на передньому візку встановлюються кронштейни для кріплення приймальних котушок АРС, а на буксі передньої колісної пари встановлено зривний клапан автостопу. Крім цього, на другому візку головного вагона встановлений рейкозмащувач, а на буксах других осей обох візків розташовані датчики швидкості .

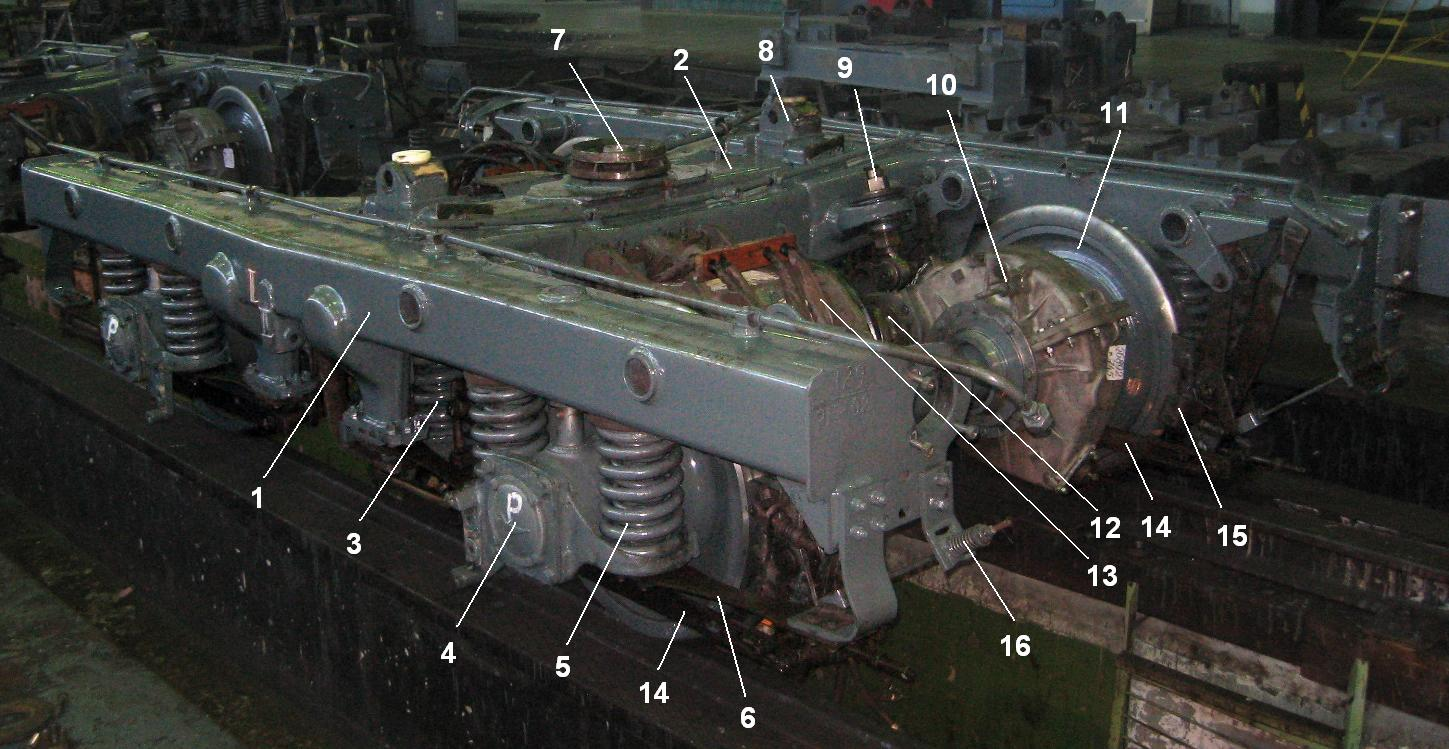
Візок вагона 81-714. Зняті гальмівний циліндр, блок-гальмо та брус для струмоприймача
1 — рама; 2 — центральна балка; 3 — пружини центрального ресорного підвішування; 4 — букси; 5 — пружини буксового ресора підвішування; 6 — тяговий повідець; 7 — п'ятник; 8 — ковзун; 9 — підвіска тягового редуктора; 10 — тяговий редуктор; 11 — колісна пара ; 12 — кулачкова муфта; 13 — тяговий електродвигун; 14 — гальмівні тяги; 15 — гальмова колодка

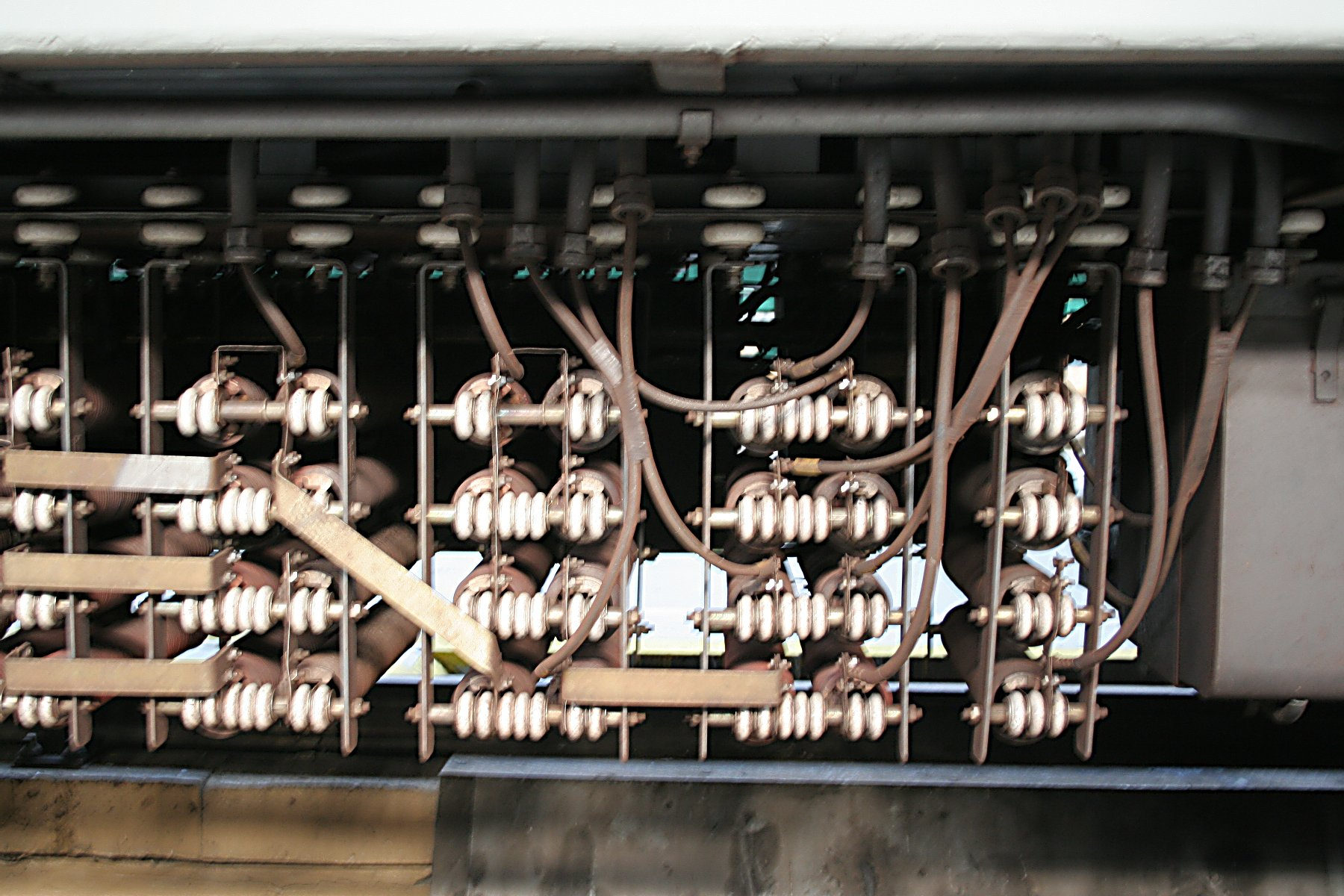
Реостати під вагоном

Колісні пари вагонів цілокатані. Порівняно з вагонами типу Е, на вагонах моделей 81-714 та 81-717 діаметр осей колісних пар збільшений зі 155 до 165 мм у підступній частині та зі 145 до 150 мм у центральній частині. Діаметр поверхні катання коліс залишився без змін — 780 мм. Колеса запресовуються на вісь за допомогою гарячої посадки, також на вісь запресовується і спеціальна втулка, на яку безпосередньо запресовуються велике зубчасте колесо і опорні підшипники тягового редуктора. Для передачі поздовжніх зусиль від рами візка на вісь колісної пари та навпаки застосовані шпинтони, закріплені в поздовжніх балках (на вагонах ранніх випусків — повідці). Рама візка спирається на кожну буксу через дві циліндричні кручені пружини, які мають статичний прогин до 35 мм (під тарою вагона). Коливання буксового підвішування гасяться у фрикційному гасителі, який є полімерною втулкою, що ковзає по сталевому шпинтону.
У центрі візка розташована центральна балка, яка з'єднана запобіжним шкворнем з кузовом вагона і на яку безпосередньо передається вага останнього. Кузов спирається на центральний п'ятник балки, а для усунення бічного хитання, на балці встановлені бічні гумові ковзуни (виконані у вигляді роликів). Вага центральної балки на основну раму візка передається через центральне ресорне підвішування, піддон та зчленовані підвіски. Центральне ресорне підвішування візка виконано з 4 (по 2 з кожного боку) дворядних кручених циліндричних пружин, зі статичним прогином 40 мм (при порожньому вагоні). Гаситель коливань у центральному підвішуванні цього разу гідравлічний, встановлений під кутом, що дозволяє йому гасити як вертикальні, і поперечні коливання центральної балки щодо рами візка. Додатково між пружинами та піддоном є гумова прокладка, що служить для поглинання високочастотних коливань. Кожна зчленована підвіска (всього в візку 4, по 2 з кожного боку) складається з кованої сережки і двох кованих підвісок, шарнірно з'єднаних один з одним. З метою унеможливлення падіння на шлях вузлів і деталей при обриві зчленованих підвісок у центральному підвішуванні застосовані запобіжні скоби, закріплені в рамі візка, яка проходять під виступами піддонів.

### Інтер'єр

#### Кабіна машиніста

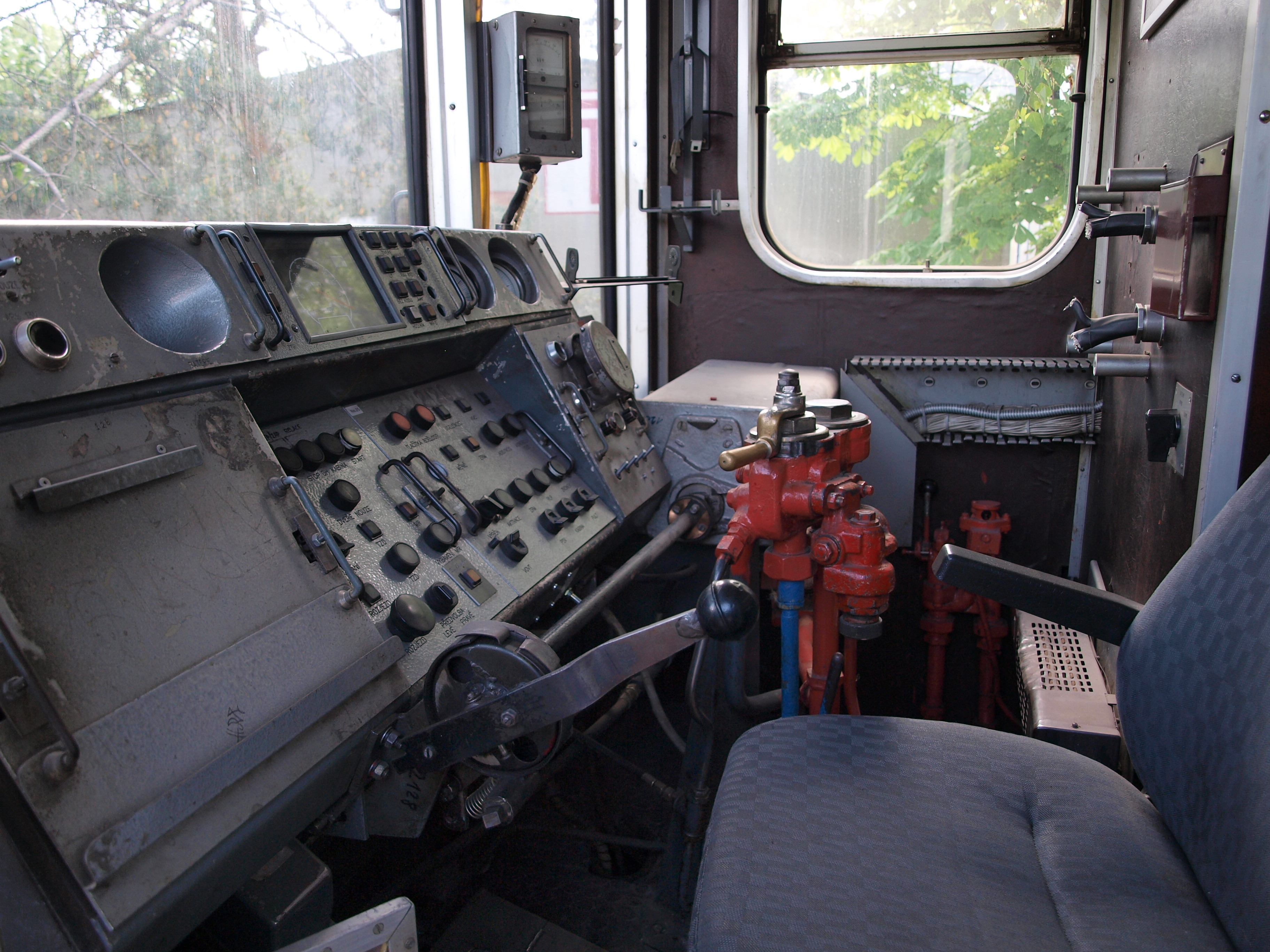
Загальний вигляд кабіни 81-717.1
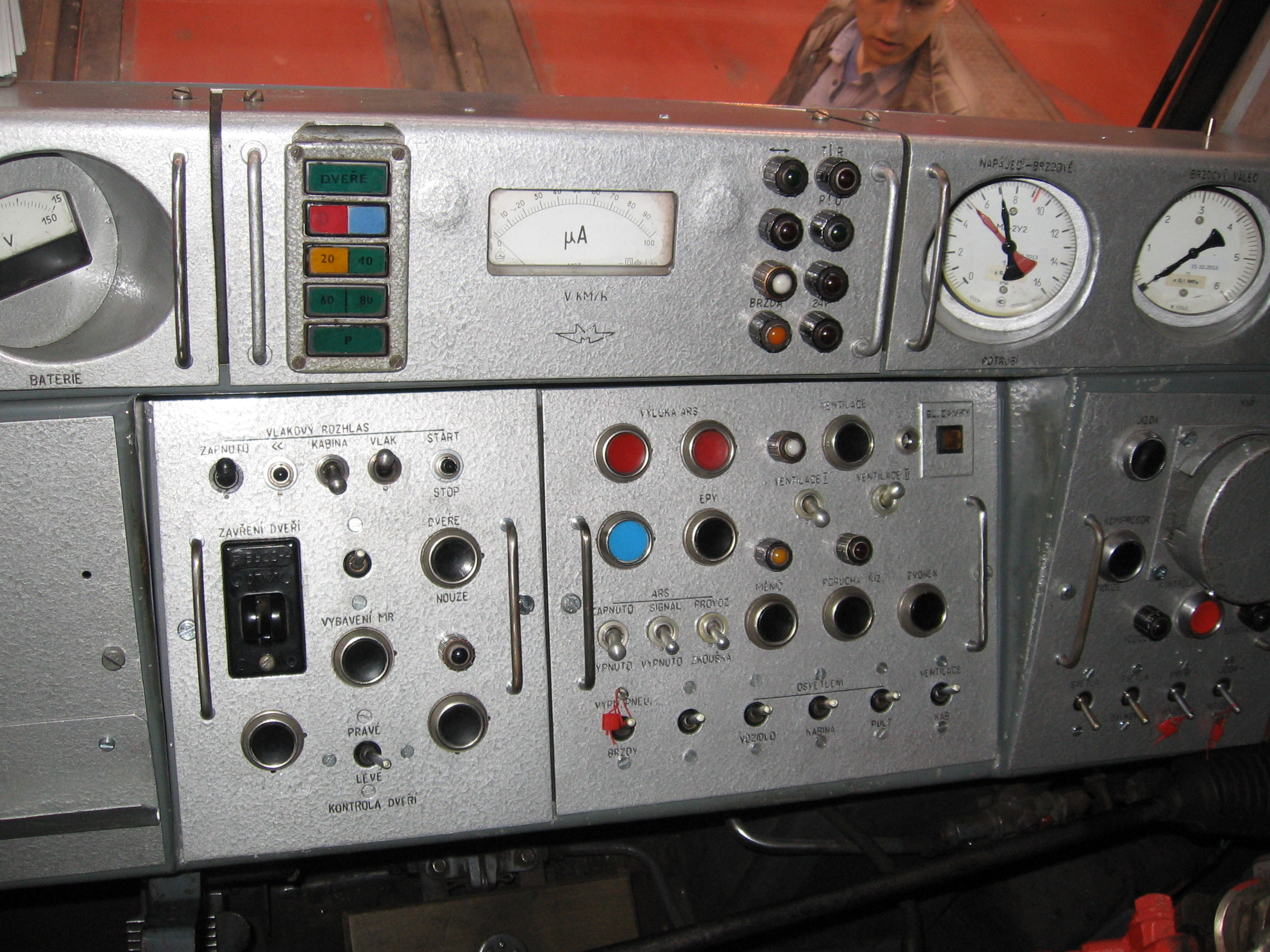
Пульт машиніста
- Машиніст керує поїздом 81-717/714

#### Пасажирський салон

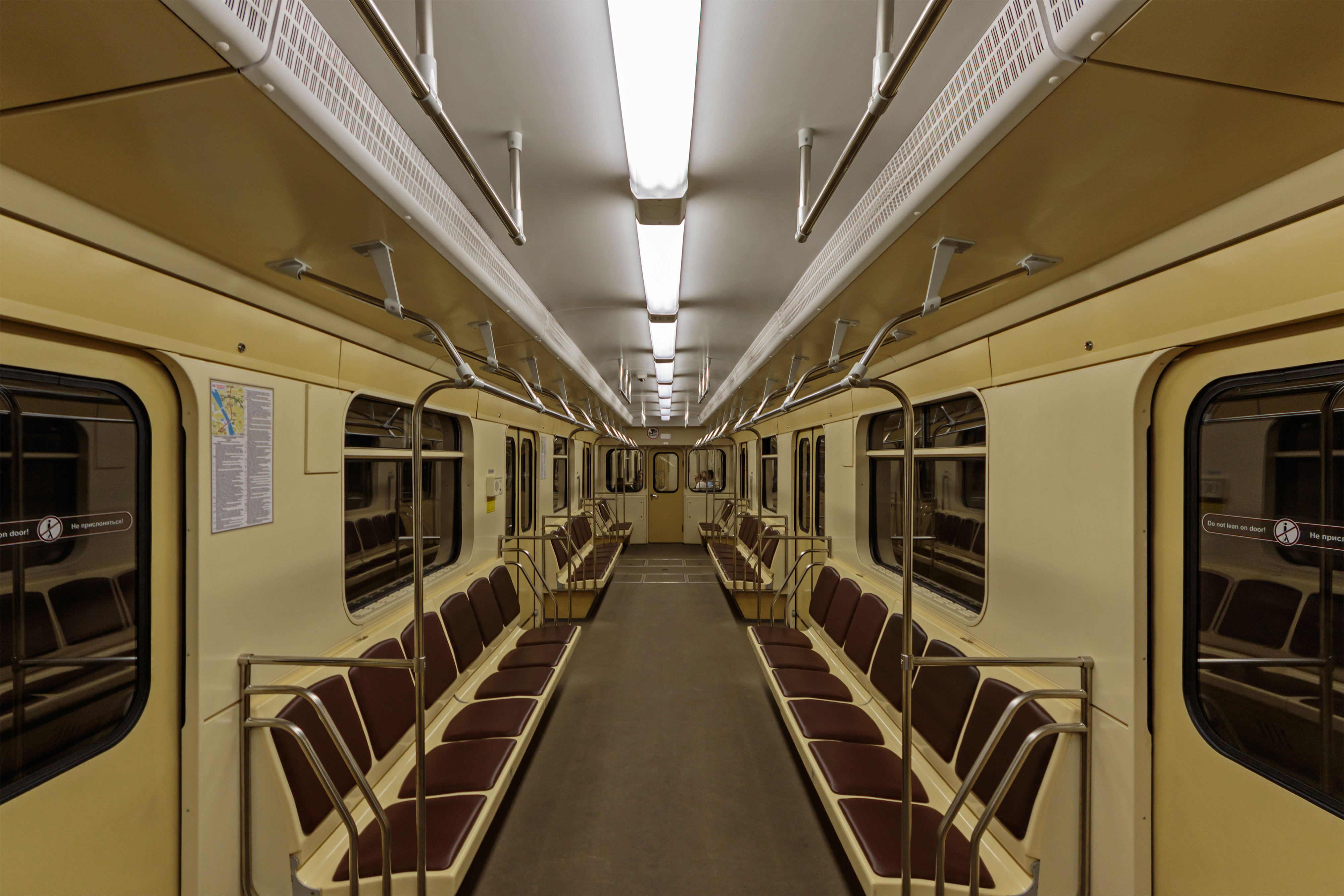
Внутрішній вигляд

Пасажирські сидіння у вагонах 81-717/714 розташовані поздовжньо спинками до стін вагона з боків від центрального проходу. У базовому виконанні сидіння мають суцільну шкіряну обшивку, перегородки між сидячими місцями відсутні. При проходженні поїздом капітального ремонту основа сидінь найчастіше змінюється на пластикове з установкою окремих для кожного пасажира підкладок зі шкірозамінника, у деяких випадках між сидіннями можуть встановлюватися металеві перегородки. Сидіння у просторі між дверима вміщують 6 осіб, у торцевій частині вагонів — 3 (при встановленні перегородок кількість місць у торцях може бути скорочена до 2). Усього головні вагони 81-717 мають 42 сидячі місця, а проміжні 81-714 — 48 (у деяких варіантах — 40 і 44 відповідно).
| 81-714.5                               | 81-714. Лампы в 2 ряда                          | 81-717 (головной)                       |
| 81-714.5 с отделкой салона под «Ясень» | 81-717/714 с короткими плафонами ламп освещения | 81-717.3/714.3. Варшавский метрополитен |
| 81-717.6/714.6                         | 81-717.5П/714.5П                                | Полосатый экспресс                      |
| 81-717.А/714.А                         | 81-717КМ                                        | Різдвяний вигляд                        |

## У культурі

### Відеоігри
- Модель відтворена у моді «Metrostroi Subway Simulator» до гри «Garry's Mod» в Steam[72], функціонує у вигляді аддонів в Steam Workshop. Доповнення відрізняється від інших симуляторів високою реалістичністю[73].
- У продовженні доповнення «Metrostroi Subway Simulator» — грі на смартфоні «Subtransit Drive» відтворено склад з вагонів 81-717/714 з різними версіями обладнання[74].

### Кінематограф
- У фільмах «Кодекс злодія» (2009) та «Ніндзя» (2009) Софійський метрополітен, в якому експлуатується радянсько-російська серія вагонів 81-717/714, видається за Нью-Йоркський, тоді як у ньому експлуатуються вагони з літерою «R» перед цифровим позначенням.
- Вагони 81-717/714 зображені в короткометражному фільмі «Лист Мебіуса».
- Вагони 81-717/714 відображені в екранізації роману Дмитра Сафонова «Метро».